# Régime de Vichy
10 juillet 1940 – 22 août 1944
(4 ans, 1 mois et 10 jours)
- État français
- État français, zone d'occupation militaire allemande
- Protectorats français

Entités précédentes :
- Troisième République

Entités suivantes :
- Gouvernement provisoire de la République française
- Commission gouvernementale de Sigmaringen[2] (gouvernement de Vichy en exil)
- Occupation japonaise de l'Indochine (1940)
- Thaïlande (Province de Battambang, Province de Siem Reap, Province de Champassak, Province de Sayaboury)
(1941)

Le régime de Vichy est le régime politique autoritaire, antisémite et collaborationniste avec l'Allemagne nazie instauré en France à la suite de l'armistice du 22 juin 1940 durant la Seconde Guerre mondiale. Ce régime avait à sa tête le maréchal Philippe Pétain, secondé par le chef du gouvernement Pierre Laval en 1940 et de 1942 à 1944, ainsi que par l'amiral François Darlan de 1940 à 1942. Le régime de Vichy a exercé le gouvernement de la métropole Française du 10 juillet 1940 au 9 août 1944 pendant la Seconde Guerre mondiale et durant l’occupation du pays par le Troisième Reich, alors que la France libre dirigée par le général De Gaulle contrôlait une partie significative de l'empire colonial. Le régime est ainsi dénommé car le gouvernement siégeait à Vichy située dans le sud-est de l'Allier, en zone libre, alors que de jure la capitale était toujours Paris.
Après le vote des pleins pouvoirs constituants à Philippe Pétain, le 10 juillet 1940, par l’Assemblée nationale (réunion de la Chambre des députés et du Sénat), la mention « République française » disparaît des actes officiels ; dès lors le régime s'auto-désigne par le nom d’« État français ». Du fait de son aspect particulier dans l’histoire de France, ce régime illégitime, est le plus souvent désigné sous les appellations « régime de Vichy », « gouvernement de Vichy », « France de Vichy » ou simplement par métonymie « Vichy ». 
Le Troisième Reich, qui occupe d’abord le Nord et l’Ouest du territoire métropolitain et, à partir du 11 novembre 1942, avec les Italiens, la métropole tout entière, laisse l’administration française sous l’autorité du gouvernement français de Vichy, dirigé par Philippe Pétain. Nommé le 16 juin 1940, en pleine débâcle, président du Conseil par le président Albert Lebrun, Pétain se substitue en juillet 1940 au président de la République, qui, bien que n'ayant pas démissionné de son mandat, se retire de la fonction. Pétain se nomme lui-même « chef de l’État français », puis met en œuvre une politique de collaboration avec les nazis et instaure des lois antisémites.
Au cours de la Seconde Guerre mondiale, cette collaboration prend plusieurs formes : coopération économique, arrestations de résistants, de francs-maçons et d'opposants politiques (notamment communistes), rafles de Juifs français et étrangers, réfugiés en France avec la montée du nazisme dans les années 1930, sur le territoire métropolitain, remis aux Allemands et déportés vers les camps d'extermination nazis. Sur le plan militaire, le régime n’est pas un allié officiel du Troisième Reich mais le gouvernement Laval reconnaît la Légion des volontaires français contre le bolchevisme (LVF) comme une association d’utilité publique et contribue aussi à l’effort de guerre allemand au moyen de la collaboration de son industrie militaire. Il fournit en outre à l’occupant une force armée supplétive de répression en métropole, avec la Milice française, responsable d'exactions meurtrières sur tout le territoire. Au regard du peu de troupes d'occupation allemandes réparties sur un territoire aussi grand que la France, l'ordre nazi n'aurait pu s'exercer sans la totale implication de toute la machine étatique, policière et administrative française alors sous les ordres du régime de Vichy, ce qui reste un exemple unique dans les pays d'Europe occupés.
Considérant que la République française n’a jamais cessé d’exister, le général de Gaulle déclare le régime de Vichy « illégitime, nul et non avenu » à la Libération de la métropole à l'été 1944. La responsabilité de l'État français dans la persécution et la déportation des Juifs durant l'occupation n'est reconnue qu'en 1995 par Jacques Chirac.

## Les circonstances
Deux gouvernements (Daladier et Reynaud) vont se succéder pour laisser place le 16 juin 1940 au gouvernement de Pétain qui met fin à la Troisième République le 10 juillet et instaure le régime de Vichy le 11 juillet. Entretemps, l'appel du 18 Juin du général de Gaulle crée la France libre.

### Gouvernement Daladier: drôle de guerre
En réponse à l'invasion de la Pologne par les troupes d'Adolf Hitler, la France et le Royaume-Uni déclarent la guerre au IIIe Reich. Adoptant alors une stratégie défensive, les deux alliés n'engagent pas le combat contre l'Allemagne alors qu'une grande partie de la Wehrmacht est déployée en Pologne, face à des troupes polonaises qui se défendent avec acharnement. Les Français restent donc derrière la ligne Maginot et temporisent, en espérant pouvoir s'appuyer sur un blocus maritime, comme celui qui contribua à l'effondrement allemand en 1918. C'est la « drôle de guerre » qui causa la mort d'environ 3 000 militaires français des 3 armes (terre-mer-air). Mais à la suite de la guerre d'Hiver contre la Finlande lancée par l’URSS, et de la non-intervention de la France, le cinquième gouvernement Daladier est renversé le 20 mars 1940. Paul Reynaud est nommé président du Conseil et ministre des Affaires étrangères le 22 mars 1940.

### Gouvernement Reynaud: invasion allemande et défaite
Grâce à sa victoire à l'Est et au pacte germano-soviétique, Hitler a les mains libres pour pouvoir mettre toutes ses forces en ordre de bataille vers l'ouest. Le 10 mai 1940, il envahit les Pays-Bas, le Luxembourg et la Belgique. Le commandement français s'y attendait et lance ses troupes à la défense de la Belgique, comme prévu. Utilisant à plein les concepts novateurs de 1918 des Français, ignorés par leur propre commandement (choc et rapidité, binôme char-avion, concentration), le fer de lance de l'armée allemande (une dizaine de divisions blindées) traverse le massif des Ardennes, jugé impénétrable par les généraux français (et donc mal défendu, et mal soutenu lorsque l'attaque apparut évidente) et encercle du sud vers le nord l'armée franco-britannique engagée en Belgique.
Début juin, défendue autour de Dunkerque par quelques divisions françaises qui se sacrifient, la British Expeditionary Force regagne la Grande-Bretagne lors de l'opération Dynamo. Le gouvernement quitte Paris pour Bordeaux le 10 juin. Les réfugiés qui fuient la Belgique et le Nord de la France sont alors rejoints par deux millions de réfugiés de la région parisienne. Selon l'historien Jean-Pierre Azéma, entre le 15 mai et le 10 juin, au moins six millions de Français abandonnent leur domicile. Participant à l'« exode de 1940 », ils se retrouvent sur les routes sous les attaques de la Luftwaffe, et ruinent la logistique militaire française. La bataille de France est perdue, en dépit de la résistance acharnée de nombreuses unités. La campagne militaire cause 120 000 morts côté français (100 000 militaires et 20 000 civils) et 40 000 militaires côté allemand. Les troupes du Reich font 1 800 000 prisonniers (600 000 entre le 10 mai et le 17 juin et 1 200 000 entre le 18 et le 24 juin), dont 1 500 000 resteront en captivité en Allemagne.
Le 10 juin 1940, Mussolini, allié d'Hitler, déclare la guerre à la France (sa démarche étant qualifiée de « coup de poignard dans le dos »,,), mais ne parvient pas à faire avancer ses troupes à travers les Alpes bien défendues par l'armée des Alpes du général Olry. Franco, sollicité, mais prudent, refuse d'entrer en guerre contre la France, même lorsque l'effondrement français est patent.
C'est la panique en France dans le monde politique et militaire. Certains veulent poursuivre la lutte alors que d'autres veulent demander l'armistice, en violation de l'engagement interallié du 28 mars 1940. À la dernière réunion du Conseil suprême interallié du 13 juin, à Tours, Reynaud, démoralisé, demande à Churchill de délier la France de son engagement à ne pas signer de paix séparée : Churchill, après discussion avec son cabinet dans le jardin, répond sans la moindre équivoque par la négative,,. Il réaffirme que l'Angleterre se battra jusqu'au bout tout en faisant preuve, selon de Gaulle, d'une "compréhension apitoyée".
Paul Reynaud, bien qu'étant pour la poursuite de la guerre, n'agit pas de manière ferme. Pourtant appuyé sans réserve par le ministre de la Marine et des Colonies, le ministre de l'Armement et le sous-secrétaire d’État à la Guerre Charles de Gaulle, et soutenu de façon relative par le président de la République Albert Lebrun, la majorité du Conseil des ministres et quelques militaires, il ne parvient pas à constituer un « cabinet de guerre » à l'anglaise.
C'est le deuxième camp, soutenu par le général Weygand, Philippe Pétain, Pierre Laval et l'amiral Darlan, qui l'emporte. Le général de Gaulle, partisan de la poursuite de la guerre, rejoint Londres pour chercher du soutien auprès des Britanniques. Le président du Conseil Paul Reynaud, qui voulait continuer la lutte, choisit finalement de démissionner le 16 juin 1940.
Le président de la République Albert Lebrun nomme alors le maréchal Pétain président du Conseil.

### Gouvernement Pétain: demande d'armistice

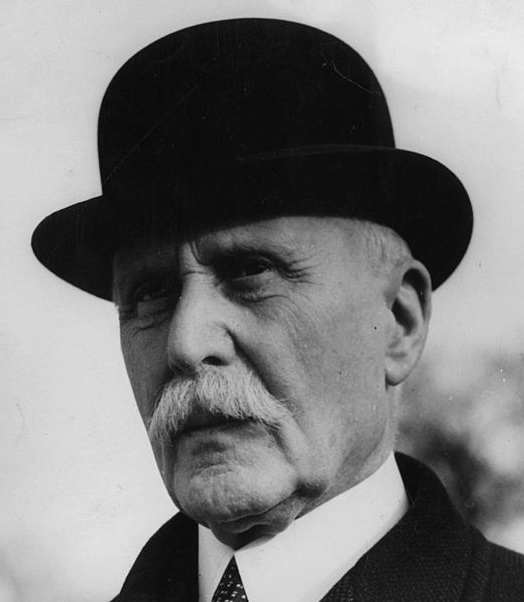
Philippe Pétain vers 1940.

Le 17 juin 1940, après un bref séjour à Tours, le maréchal Pétain reforme son gouvernement à Bordeaux, puis annonce à la radio que la France doit cesser le combat et demander l'armistice. Le lendemain, le général de Gaulle prononce depuis Londres son « appel du 18 Juin » devenu célèbre (mais passé relativement inaperçu dans le chaos ambiant). Le mouvement de la France libre s'organise au Royaume-Uni avec d'autres volontaires français. Voir : France libre – Chronologie de la France libre.
Le 22 juin 1940, la délégation française doit aller signer l'armistice, dans la clairière de Rethondes, dans la voiture de chemin de fer qui avait servi de cadre à l'armistice de la Première Guerre mondiale et devant le monument qui évoquait l'« orgueil criminel de l'Empire allemand vaincu par les peuples qu'il voulait asservir ». Hitler fait ensuite exploser le monument devant les caméras. Quant à la voiture de chemin de fer, elle est envoyée en Allemagne, où elle sera détruite en 1945. L'Allemagne entend ainsi effacer la défaite de la Première Guerre mondiale et humilier la France.

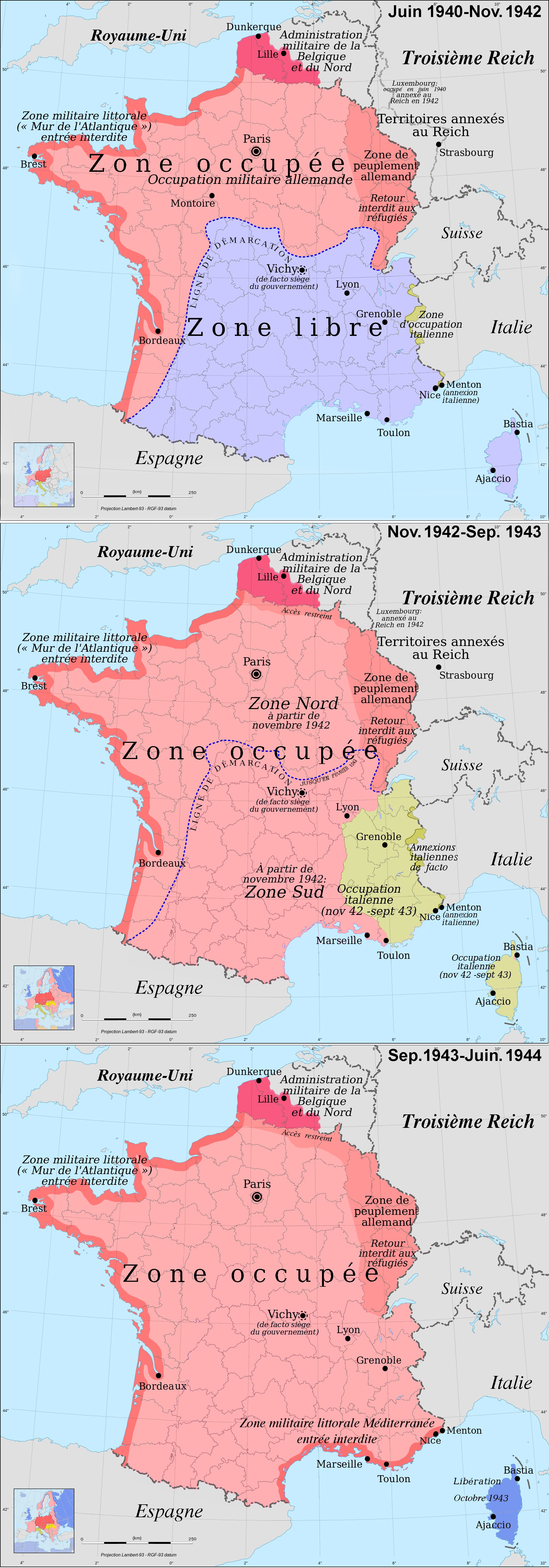
Zones d'occupation en France de 1940 à 1944 :
- initialement en juillet 1940, le pays est coupé en quatre : zone occupée, zone libre (séparées par une ligne de démarcation), l'Alsace et la Lorraine annexée de facto par le Reich, et deux départements du Nord sous l'administration militaire allemande de Bruxelles ;
- en novembre 1942 la zone occupée allemande s'étend : à la zone initiale (dite « zone nord ») s'ajoute la majeure partie de la zone libre (dite « zone sud » à partir de nov. 1942) ; simultanément l'Italie occupe la plupart des territoires à l'est du Rhône et la Corse ;
- en octobre 1943 les Italiens se retirent, la zone occupée allemande s'étend à tout le pays, mais simultanément la Corse se libère ;
- durant l'été 1944, à partir du 6 juin, la plus grande partie du territoire est libérée par les forces Alliées et celles de la Résistance.

Les conditions de l'armistice sont motivées par les préoccupations d'Hitler à cette époque. Il faut bien sûr empêcher de façon durable que la France ne redevienne une grande puissance militaire, mais à court terme, il faut veiller à ce que sa flotte ne rejoigne pas le Royaume-Uni qui reste le dernier pays à vaincre ou à séduire, car un accord de paix avec le Royaume-Uni reste souhaité en cette fin du mois de juin. Enfin, il ne faut froisser ni l'allié italien, ni la neutralité bienveillante espagnole, Franco ne voulant pas engager l'Espagne dans un conflit, après 3 ans de guerre civile. Ce sont toutes ces considérations complexes qui vont déterminer le contenu de la convention d'armistice, un texte bref de vingt-quatre articles, qui contient notamment les clauses suivantes :
- Les prisonniers de guerre (plus de 1,5 million d'hommes) restent en captivité jusqu'à la signature d'un accord de paix.
- La moitié nord, ainsi que la côte atlantique, passent sous occupation allemande : c'est la zone occupée, qui couvre à peu près les trois cinquièmes du territoire. Le reste constitue la zone libre (c'est-à-dire « non occupée »), essentiellement au sud de la Loire. Les deux zones sont séparées par la ligne de démarcation, frontière intérieure surveillée par l'occupant et les forces de l'ordre françaises.
- La France doit pourvoir à l'entretien de l'armée d'occupation. Il s'avéra que le montant de ces indemnités allait être fixé de façon quasi-discrétionnaire par les Allemands, et leur montant s'élèvera, en moyenne, à 400 millions de francs par jour.
- Dans la zone libre, l'armée française est limitée à 100 000 hommes et les troupes sont désarmées.
- La souveraineté française s'exerce sur l'ensemble du territoire y compris l'Alsace et la Moselle (mais l'Allemagne annexe de fait l'ancien Reichsland sans tenir compte des protestations secrètes adressées par le gouvernement de Vichy) : cette souveraineté s'exerce donc théoriquement en zone occupée, mais dans celle-ci, il est stipulé que l'Allemagne exerce « les droits de la puissance occupante »[18], ce qui implique que l'administration française doit collaborer avec elle d'une « manière correcte »[18].
- L'Empire colonial français reste également sous l'autorité du gouvernement français.
- Les bâtiments de la flotte de guerre française rejoignent leurs bases navales du temps de paix, Cherbourg, Brest et Lorient se trouvant en zone occupée. (« La désignation de ces ports sera faite d'après les bases navales des navires en temps de paix »).
- La France doit livrer les réfugiés politiques allemands ou autrichiens présents sur son sol.

Selon Winston Churchill, la France du régime de Vichy reste indépendante de l'Allemagne. Les décisions politiques internationales ne sont prises que par le régime de Vichy et celui-ci ne suit pas l'Allemagne nazie dans les guerres contre le Royaume-Uni et l'URSS : la France de Pétain est en effet théoriquement neutre dans cette guerre une fois l'armistice signé. De plus, l'armée française de la zone libre et des colonies n'est pas dépendante de l'Allemagne nazie, et le gouvernement est français (ce sont les parlementaires français qui ont désigné Pétain comme chef du gouvernement provisoire) et n'est pas sous contrôle allemand. Pour Churchill, c'est donc une erreur de qualifier le régime de Vichy d'État satellite de l'Allemagne. Ce n'est évidemment pas non plus un État satellite de l'Italie fasciste pour les raisons précédentes.
Le choix d'Hitler de laisser à la France vaincue son Empire colonial peut paraître aujourd'hui tout à fait singulier. À l'époque, dans une lettre au Duce, Hitler a justifié ce choix (ainsi que celui de maintenir une zone non occupée), par le souci de ne pas pousser la France et sa puissante flotte à continuer la guerre à partir de ses colonies, la marine allemande n'étant pas en mesure de conquérir ces vastes territoires, et l'envoi de troupes dans des contrées éloignées n'entrant pas dans la stratégie d'Hitler. Dans les faits, à l'exception de l'Afrique-Équatoriale française, de la Polynésie française (alors désignée sous le nom d'Établissements français de l’Océanie) et de la Nouvelle-Calédonie, les colonies françaises ne se rallieront ni à de Gaulle ni aux Alliés dans les mois qui suivront l'armistice.
De son côté, Churchill, face au risque de voir la flotte française rejoindre ses bases navales maintenant occupées par l'ennemi, conformément aux conventions d'armistice, dépêche le 3 juillet 1940 une escadre britannique pour sommer l'escadre française de Mers el-Kébir de se joindre à elle, ou de rejoindre les Antilles françaises. L'amiral français Marcel Gensoul rejeta l'ultimatum, sans informer Vichy de toutes les possibilités ouvertes par celui-ci, dont celle de rejoindre les Antilles françaises pour se mettre à l'abri des Allemands. Il s'ensuivit un combat naval à Mers el-Kébir, au cours duquel le bâtiment de ligne Bretagne sera coulé et deux autres, le Dunkerque et la Provence, mis hors de combat, ainsi que le contre-torpilleur Mogador. Ce combat coûta la vie à 1 297 marins français. Sur les 6 bâtiments de ligne de la Marine Nationale, il n'en reste plus que trois en état de combattre : Le Richelieu, le Strasbourg et la Lorraine.
En outre, l'Italie bien que revendiquant l'ancien comté de Nice et la Savoie, dont elle n'est pas parvenue à s'emparer, doit se contenter d'une partie de Menton et de Fontan (ses seules prises de guerre). Les autres territoires revendiqués (dont la Corse) ne seront occupés par l'armée italienne qu'ultérieurement, le 11 novembre 1942, lors de l'invasion de la zone libre.

## Le fondement juridique du régime de Vichy

### Installation
Après avoir passé une quinzaine de jours à Bordeaux, le gouvernement quitte la ville le 29 juin 1940 et rejoint Clermont-Ferrand (les Allemands sont à Bordeaux depuis quelques jours et la ville est située en zone occupée depuis la signature de l'armistice). Mais la ville de Clermont-Ferrand ne donne pas satisfaction car le gouvernement doit s'éparpiller dans d'autres villes alentour, faute de structure d'accueil suffisante. Pétain doit se résoudre à ce que le nouveau gouvernement et l'Assemblée nationale se transfèrent à Vichy dès les premiers jours de juillet. La ville a été choisie car elle est politiquement calme et qu'elle dispose de grandes capacités hôtelières tout en étant bien reliée à Paris. Une propagande est mise en place, destinée à justifier les choix politiques dont celui de la nouvelle « capitale ». Le culte de la personnalité du maréchal, appelé aussi « maréchalisme » en est le principal moteur.

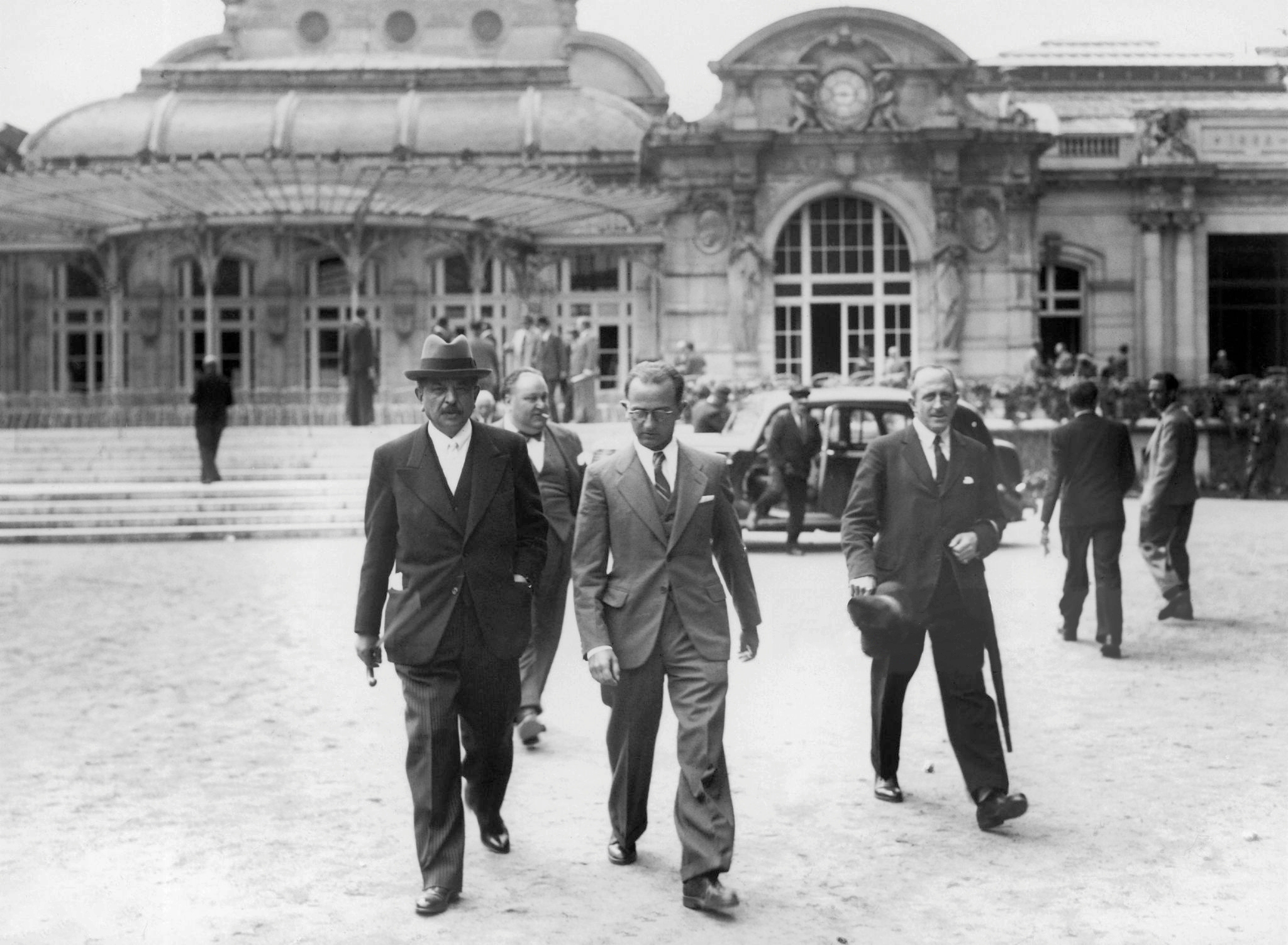
Pierre Laval devant l'opéra du Grand Casino de Vichy le jour du vote de la loi constitutionnelle du 10 juillet 1940.

Le 10 juillet 1940, une proposition de révision de la Constitution, permettant d'attribuer les pleins pouvoirs au maréchal Pétain, président du Conseil, est soumise à l'Assemblée nationale. Celle-ci réunit les députés et les sénateurs, et siège pour l'occasion dans la salle de l'opéra du Grand Casino de Vichy. Elle comprend ainsi théoriquement 907 parlementaires, mais 649 suffrages seulement sont exprimés, dont cinquante sept députés et vingt-trois sénateurs qui votent « non », et vingt autres parlementaires qui s'abstiennent (dont trois après demande de rectification de leur vote), soit 572 voix en faveur de la révision. La séance est présidée par Jules Jeanneney.
Le texte adopté était :

« Article unique.

L’Assemblée nationale donne tous pouvoirs au gouvernement de la République, sous l’autorité et la signature du maréchal Pétain, à l’effet de promulguer par un ou plusieurs actes une nouvelle constitution de l’État français. Cette constitution devra garantir les droits du Travail, de la Famille et de la Patrie.

Elle sera ratifiée par la Nation et appliquée par les Assemblées qu’elle aura créées. La présente loi constitutionnelle, délibérée et adoptée par l’Assemblée nationale, sera exécutée comme loi de l’État,. »

La nouvelle constitution, signée par le maréchal Pétain, ne fut jamais promulguée, le chef de l'État n'édictant que douze actes constitutionnels entre 1940 et 1942 sur la base de la loi constitutionnelle de 1940, pour organiser provisoirement le régime de l'État français. Le projet de Constitution prévoyait de conserver pour le chef de l'État le titre de président de la République.
Durant l'Occupation, le Parlement ne fut pas dissous, mais Sénat et Chambre des députés furent « ajournés jusqu'à nouvel ordre », seul le chef de l'État pouvant les réunir : dans les faits, ils furent remplacés par le Conseil national mis en place le 24 janvier 1941.
Les puissances étrangères, dont les États-Unis et l'URSS,, prennent acte de ces changements et dépêchent leurs représentations diplomatiques à Vichy ; à ce moment, le général de Gaulle n'a encore d'autre légitimité que sa conscience, le soutien officieux du gouvernement britannique à partir du 28 juin 1940 et l'enthousiasme d'une poignée de Français libres, que le régime de Vichy considère comme des « rebelles, traîtres et séditieux ». Lorsque la guerre prend une tournure plus favorable aux Alliés, les gaullistes commencent à se faire admettre comme représentants légitimes de la France. Après leur entrée en guerre, le 22 juin 1941, les Soviétiques reconnaissent le Comité national français le 26 septembre 1941. Le Comité français de Libération nationale est reconnu par les Alliés le 26 août 1943. Les Américains n'admettent pleinement l'autorité de Charles de Gaulle qu'après le débarquement de Normandie du 6 juin 1944.

### Controverse sur les fondements juridiques du régime
La question de savoir si, derrière ce changement d'appellation, l'« État français » est la même personnalité de droit public et international que la République française, reste encore controversée. En effet, deux thèses s'opposent.
- selon l'une, l'« État français » est la même personnalité de droit public et international que la République française, parce que c'est le Parlement qui a investi le maréchal Pétain du pouvoir de former un gouvernement et de demander l'armistice : à l'appui de cette thèse, ses tenants rappellent que jusqu'à fin 1944, les ambassades des États étrangers dialoguaient toutes avec le gouvernement Pétain et non avec la « France libre » ;
- selon l'autre, pendant les quatre années d'occupation, la continuité historique et juridique de l'État français revient à la « France libre », au Conseil de défense de l'Empire, au Comité national français, au Comité français de Libération nationale (reconnu par les Alliés le 26 août 1943) et au Gouvernement provisoire de la République française : à l'appui de cette thèse, ses tenants rappellent qu'en 1940, le Parlement qui a voté les pleins pouvoirs au maréchal Pétain ne s'est pas réuni librement et régulièrement, mais sous la pression de la panique provoquée par la défaite militaire.

L'Ordonnance du 9 août 1944 relative au rétablissement de la légalité républicaine sur le territoire continental tranche toutefois la question juridique et réaffirme ainsi que « La forme du gouvernement de la France est et demeure la République. En droit celle-ci n'a pas cessé d'exister » et « Sont, en conséquence, nuls et de nul effet tous les actes constitutionnels, législatifs ou règlementaires, ainsi que les arrêtés pris pour leur exécution, sous quelque dénomination que ce soit, promulgués sur le territoire continental postérieurement au 16 juin 1940 et jusqu'au rétablissement du Gouvernement provisoire de la République française ». L'Ordonnance organise en outre le retour à la légalité et à l'ordre républicain.
Cependant, certains actes comme le discours de Jacques Chirac du 16 juillet 1995 au Vélodrome d'Hiver reconnaissant la responsabilité de la France dans la déportation vers l'Allemagne de Juifs français au cours de l'occupation du pays par les nazis, constituent une rupture avec la doctrine gaullienne, suivie avant lui par tous les présidents de la Quatrième et de la Cinquième République, qui ont rejeté une telle reconnaissance au motif que le régime de Vichy, sous la direction duquel ces exactions ont été menées, n'était pas l'autorité politique légitime de la France (cette autorité étant incarnée par le général de Gaulle, chef de la France libre).

## La «révolution nationale» dans le paysage politique français
« Je fais à la France le don de ma personne pour atténuer son malheur » proclame le 17 juin 1940 le maréchal Pétain, nouveau président du Conseil, qui vient de demander à l'Allemagne nazie les conditions d'un armistice. Dans son message aux Français du 25 juin 1940, trois jours après la signature de l'armistice, il annonce un « ordre nouveau » qui commence. « C'est à un redressement intellectuel et moral que d'abord, je vous convie », ajoute-t-il.

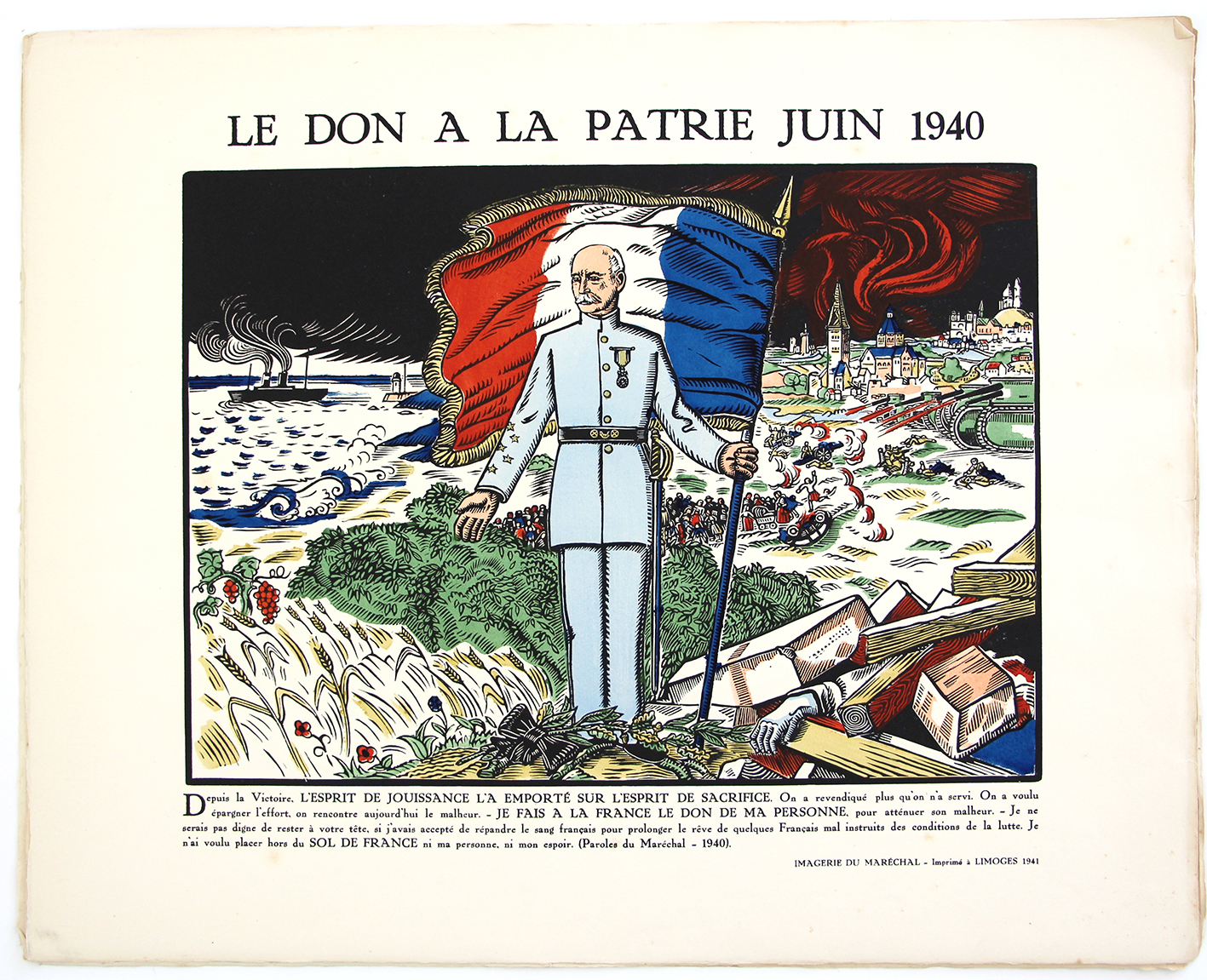
« Le don à la patrie, juin 1940. »
Imagerie de propagande du régime de Vichy.

La devise républicaine « Liberté, Égalité, Fraternité » est remplacée le 15 septembre 1940 par le slogan « Travail, Famille, Patrie ». Cette devise était déjà celle des Croix-de-feu dans les années 1930, et encore auparavant, dès 1902, mais dans un ordre différent, celle de la Fédération nationale des Jaunes de France, antisémite et d'extrême droite, fondée au début du siècle par Paul Lanoir et Pierre Biétry,.

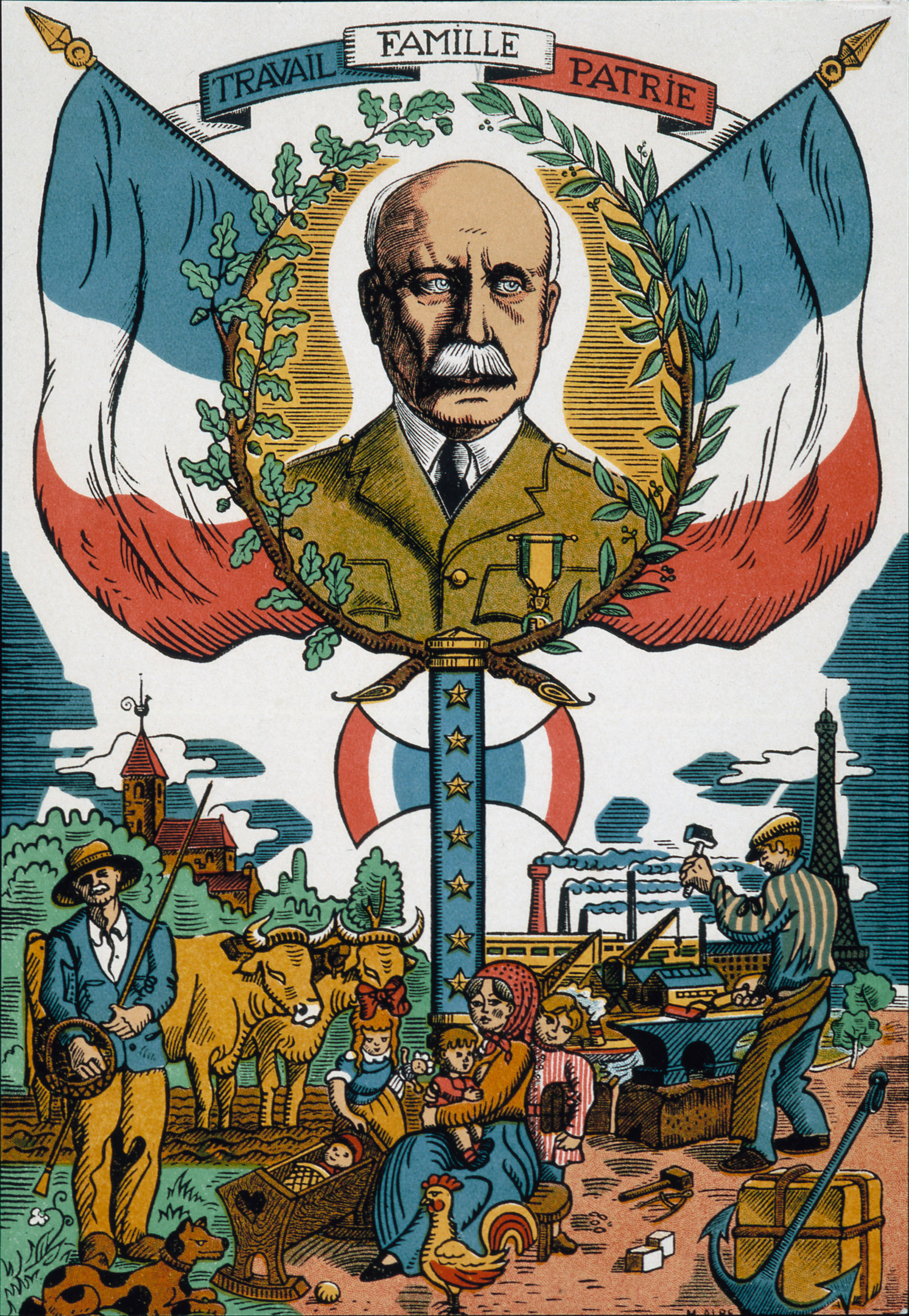
Imagerie de propagande : sous la devise « Travail, Famille, Patrie », le portrait de Pétain en médaillon soutenu par une francisque au-dessus d'une scène représentant la France rurale et industrielle, 1942.

Le slogan traduit la politique réactionnaire, nationaliste et nataliste du régime. La personnalisation du régime, étroitement associé à Pétain, est marquée par l’emploi de la francisque : symbole du chef de l’État à titre personnel, elle sert d'emblème du régime sur les documents officiels ainsi que sur la monnaie nationale. L'un des principaux piliers du régime est « le rejet de la démocratie ».
Les fondements idéologiques de cet « ordre nouveau » sont précisés dans le discours du 11 octobre 1940 :

« Le désastre n’est, en réalité, que le reflet, sur le plan militaire, des faiblesses et des tares de l’ancien régime politique […] Jamais, dans l’histoire de la France, l’État n’a été plus asservi qu’au cours des vingt dernières années […] par des coalitions d’intérêts économiques et par des équipes politiques ou syndicales, prétendant fallacieusement représenter la classe ouvrière. Il faut aujourd’hui reconstruire la France […] On ne saurait davantage y découvrir les traits […] d’une revanche des événements de 1936 […] L’ordre nouveau est une nécessité française. Nous devrons tragiquement réaliser, dans la défaite, la révolution que dans la victoire, dans la paix, dans l’entente volontaire de peuples égaux, nous n’avons même pas su concevoir. »

« Le régime nouveau sera une hiérarchie sociale. Il ne reposera plus sur l’idée fausse de l’égalité naturelle des hommes, mais sur l’idée nécessaire de l’égalité des « chances » données à tous les Français de prouver leur aptitude à « servir ». Seuls le travail et le talent redeviendront le fondement de la hiérarchie française. Aucun préjugé défavorable n’atteindra un Français du fait de ses origines sociales, à la seule condition qu’il s’intègre dans la France nouvelle et qu’il lui apporte un concours sans réserve. On ne peut faire disparaître la lutte des classes, fatale à la nation, qu’en faisant disparaître les causes qui ont formé ces classes et les ont dressées les unes contre les autres. Ainsi renaîtront les élites véritables que le régime passé a mis des années à détruire et qui constitueront les cadres nécessaires au développement du bien-être et de la dignité de tous. »

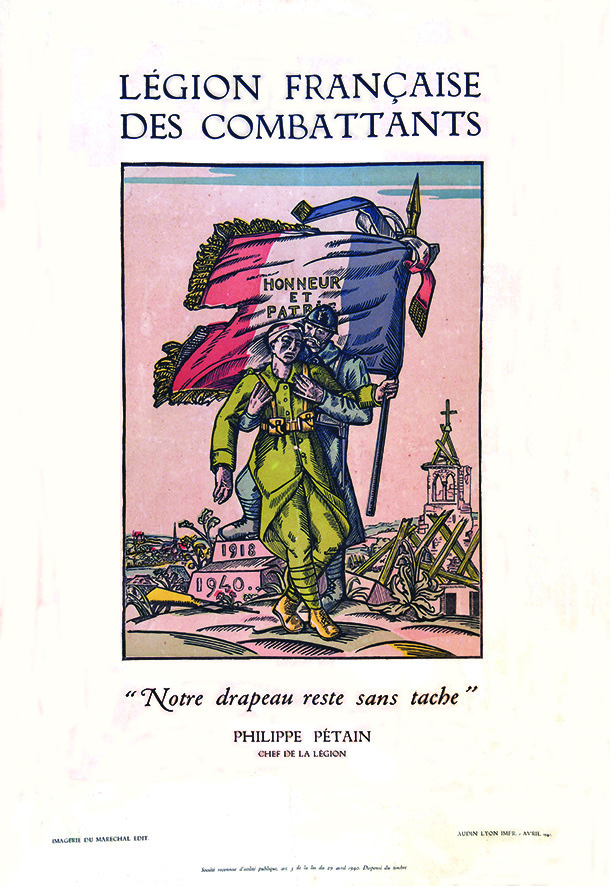
« Notre drapeau reste sans tache ». Imagerie de propagande de la Légion française des combattants : un poilu de 1918 soutient un soldat français blessé durant la bataille de France de 1940.

En 1940, l'immense majorité des Français reconnaissent l'homme providentiel dans ce « beau vieillard » de 84 ans, auréolé dans son prestige de vainqueur de Verdun, qui sera l'objet d'une grande vénération entretenue par des institutions comme la Légion française des combattants, créée le 29 août 1940. Cependant, en dépit des déclarations conciliantes de Pétain repoussant toute idée de revanche, ses plus ardents soutiens de la droite cléricale, conservatrice, antidreyfusarde, antirépublicaine et réactionnaire ne s'y trompent pas en savourant le départ de ceux qu'ils honnissaient. Ainsi, Paul Claudel écrit dans son journal :

« La France est délivrée après soixante ans de joug du parti radical et anticatholique (professeurs, avocats, Juifs, francs-maçons). Le nouveau gouvernement invoque Dieu et rend la Grande Chartreuse aux religieux. Espérance d'être délivré du suffrage universel et du parlementarisme. »

Charles Maurras, fondateur de la revue royaliste L'Action française, saluera, le 9 février 1941, la disparition de la « gueuse » (la République) en parlant d'une « divine surprise ».
Parallèlement et en opposition totale avec la Déclaration des droits de l'homme et du citoyen de 1789, remplacée par les Principes de la Communauté, le gouvernement de Vichy rétablit les « délits d’opinion et d’appartenance » dans la législation ce qui lui donne la possibilité de poursuivre tous ses adversaires. La plupart sont soit placés dans des camps ou emprisonnés, soit soumis à une épuration administrative.

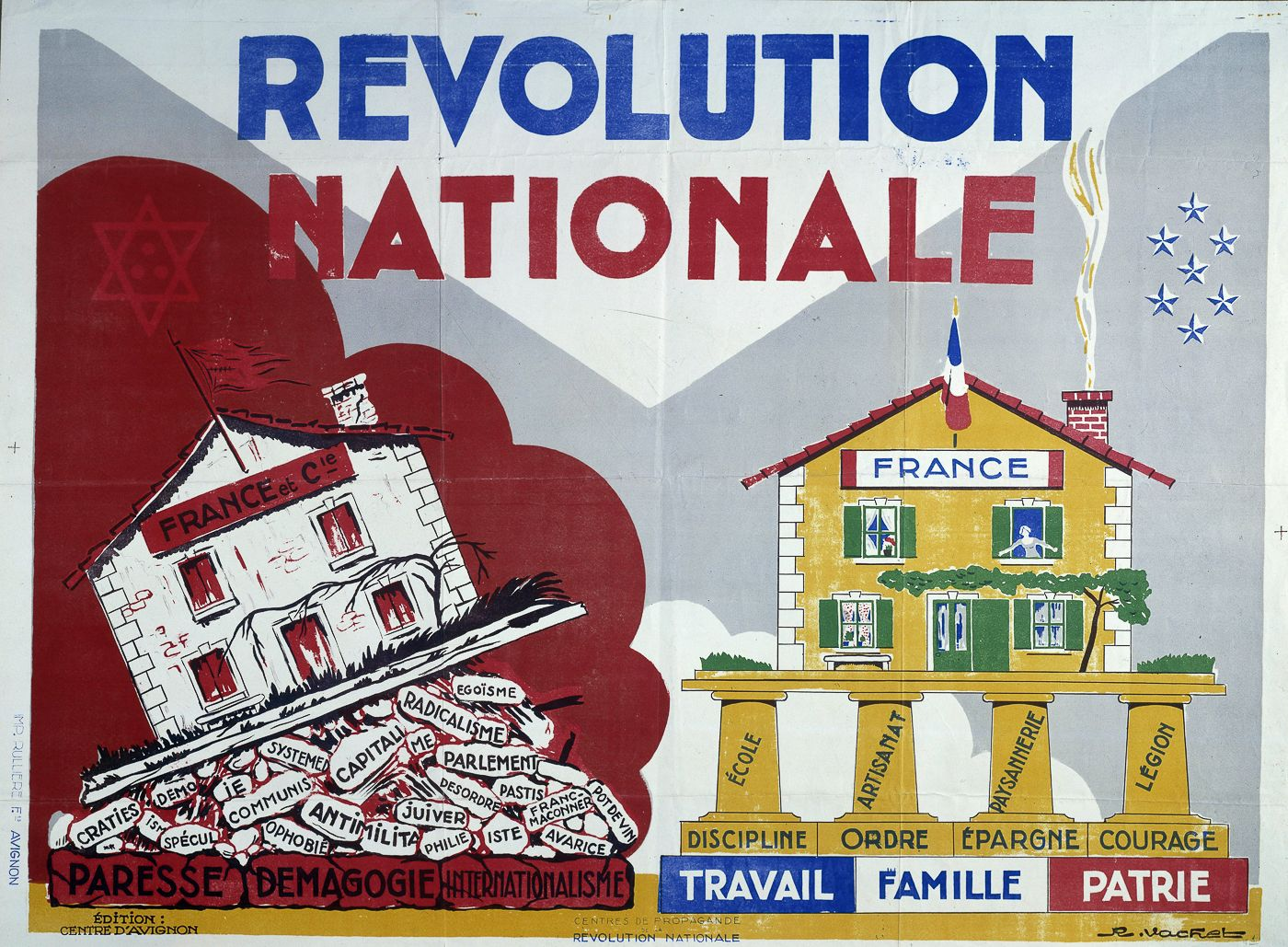
Projet d'affiche conçu pour promouvoir la révolution nationale et stigmatiser la Troisième République prétendument en proie au capitalisme, au communisme, à l'affairisme, aux juifs et aux francs-maçons. Illustration de R. Vachet, Centre de propagande de la Révolution nationale d'Avignon.

Les lois d'exclusion des Juifs d'août et octobre 1940, qui frappent francs-maçons et juifs font figure d'interdictions professionnelles. La chasse aux communistes, entamée sous le gouvernement Daladier (à la suite de la signature du pacte germano-soviétique, le 23 août 1939), était une priorité du régime de Vichy, avant même que les Allemands ne s'en préoccupent. Elle est une constante de la politique collaborationniste, d'octobre 1940 à la Libération. Le PCF avait été interdit sous la Troisième République, en septembre 1939 à la suite du pacte germano-soviétique, et toute activité communiste était donc déjà illégale à l'avènement de Pétain.
L'historien Jean-Pierre Azéma a ainsi pu retenir six caractéristiques de l'esprit qui anime le régime réactionnaire de Vichy :
- la condamnation sans appel du libéralisme ;
- le refus du principe égalitaire, proclamé par la révolution ;
- une pédagogie anti-intellectualiste ;
- la défiance à l'égard de l'industrialisme ;
- l'affirmation d'un nationalisme fermé (qui s'oppose au nationalisme républicain d'avant l'affaire Dreyfus) ;
- l'appel à un rassemblement national.

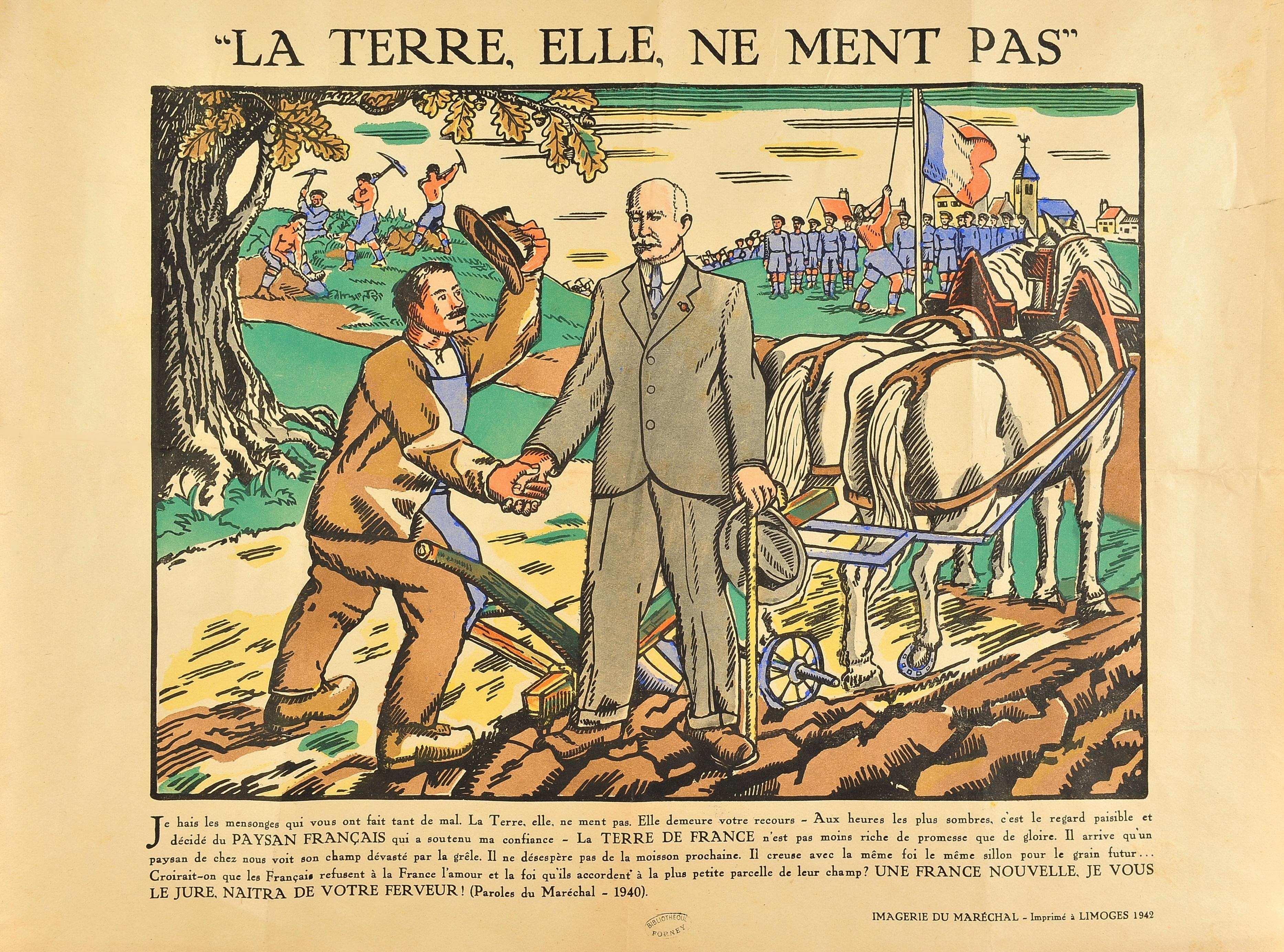
« La terre, elle, ne ment pas. »
Imagerie de propagande du régime de Vichy.

Le régime de Vichy privilégie le mythe d’une société rurale, corporative et religieuse. La « révolution nationale » fait du concept de folklore paysan étroitement imbriqué à celui du régionalisme un modèle normatif, partie intégrante de l'idéologie vichyste et de son projet culturel.
L'historien communiste Roger Bourderon dans les années 1970 comme l'écrivain Bernard-Henri Lévy en 1981 qualifièrent de fasciste le régime de Vichy. Cette idée n'est pas reprise par des historiens de la période comme Jean-Pierre Azéma et Robert Paxton ; ceux-ci mettent en avant que Pétain, fort du soutien populaire qu'il avait créé, a refusé l'idée d'un parti unique que lui proposait Marcel Déat en août 1940, et également que l'obsession de la discipline qui caractérise les sermons moralisateurs du maréchal ne s'est pas traduite par une réelle militarisation du pays tournée vers l'expansion. Cela découle en partie des conditions de l'armistice, qui limitait considérablement les forces armées. Il y a bien une volonté d'embrigadement dans la création des Chantiers de la Jeunesse (une forme de « service national civil » qui remplace le service militaire obligatoire) qui accueillent, dès août 1940 les 100 000 jeunes de la classe 1940 qui ne peuvent pas être incorporés dans l'armée d'armistice, et qui sont encadrés par des officiers pour se livrer à divers travaux d'utilité publique en plein air, mais ne sont pas mobilisables militairement comme les Jeunesses hitlériennes. Les partis de collaboration à tendance fasciste comme le Parti populaire français (PPF) de Jacques Doriot ou le Rassemblement national populaire (RNP) de Marcel Déat sont longtemps restés marginaux par rapport au gouvernement et à l'entourage du maréchal. Ce n'est qu'en 1944 que les Allemands ont imposé l'entrée au gouvernement de Joseph Darnand, chef de la Milice, et de Philippe Henriot d'abord (6 janvier 1944), puis de Marcel Déat (16 mars 1944).

### Le cléricalisme de Vichy

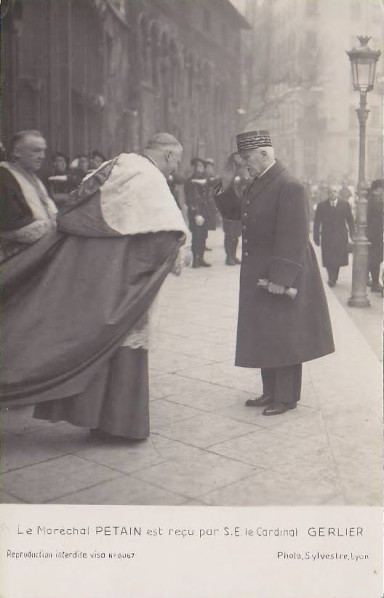
Pétain et le cardinal Gerlier, primat des Gaules.

Le régime de Vichy affiche des proximités idéologiques avec l’Église catholique et reçoit, entre 1940 et 1942,  le soutien des instances catholiques. 
Philippe Pétain affiche des convictions favorables à l’Église et hostiles à l'anticléricalisme. En 1904, son avancement au sein de l'armée a été brièvement freiné lors de l'affaire des fiches. Si les deux chefs du gouvernement, Pierre Laval et François Darlan, ne sont pas particulièrement proches de l’Église, des ministres comme Paul Baudoin ou Jacques Chevalier affirment des positions cléricales.

Les instances catholiques affirment leur soutien au nouveau régime dès la signature de l'armistice du 22 juin 1940. Le 28 juin, l'archevêque de Toulouse, Jules Saliège, écrit dans La Croix : 
Pour avoir chassé Dieu de l'école, des prétoires, de la Nation, Seigneur, nous vous demandons pardon ! Pour avoir supporté une littérature malsaine, dépravée, Seigneur, nous vous demandons pardon ! [...] Pour avoir profané le dimanche, pour avoir oublié vos commandements, Seigneur, nous vous demandons pardon !
Le 20 novembre 1940, lors de la visite de Pétain à Lyon, Pierre Gerlier, archevêque de Lyon et primat des Gaules, à la primatiale Saint-Jean, affirme :
[...] Pétain c’est la France ; et la France, aujourd’hui, c’est Pétain !
En septembre et en octobre 1940, sous l'impulsion de Jacques Chevalier, secrétaire général à l'Éducation nationale, les écoles normales primaires sont fermées et le Syndicat national des instituteurs et la Ligue de l'enseignement sont dissous, et la loi du 7 juillet 1904 contre les congrégations enseignantes est abolie. 
Entre 1941 et 1944, le régime de Vichy octroie des subventions à l'enseignement primaire, secondaire et supérieur.
À partir de l'été et de l'automne 1942, l’Église se démarque du régime de Vichy en protestant contre les rafles contre les Juifs et contre l'instauration du service du travail obligatoire. 

Le 23 août 1942, l'archevêque de Toulouse, Jules Saliège, condamne la politique antisémite du régime de Vichy : 
 Les juifs sont des hommes, les juives sont des femmes. Les étrangers sont des hommes, les étrangères sont des femmes. Tout n’est pas permis contre eux, contre ces hommes, contre ces femmes ; contre ces pères et ces mères de famille. Ils font partie du genre humain. Ils sont nos frères, comme tant d’autres. Un chrétien ne peut l’oublier. 
Le 30 août, l'évêque de Montauban, Pierre-Marie Théas, arrêté le 9 juin 1944, abonde dans le même sens : 
Je fais entendre la protestation indignée de la conscience chrétienne et je proclame que tous les hommes, aryens ou non aryens, sont frères parce que créés par le même Dieu ; que tous les hommes, quelle que soit leur race ou leur religion, ont droit au respect des individus et des États. 
Le 6 septembre, l'archevêque de Lyon, Pierre Gerlier, écrit : 
L’exécution des mesures de déportation qui se poursuivent actuellement contre les juifs donne lieu sur tout le territoire à des scènes si douloureuses que nous avons l’impérieux et pénible devoir d’élever la protestation de notre conscience. Nous assistons à une dispersion cruelle des familles où rien n’est épargné, ni l’âge, ni la faiblesse, ni la maladie. Le cœur se serre à la pensée des traitements subis par des milliers d’êtres humains et plus encore en songeant à ceux qu’on peut prévoir.
C'est Georges Bidault, président du Conseil national de la Résistance et fondateur de la démocratie chrétienne, qui demandera à de Gaulle en 1944 l'éviction d'une longue liste d'évêques compromis avec Vichy,.
L'une des institutions du nouveau régime à laquelle les catholiques accordaient le plus volontiers leur concours est sans conteste la Légion des combattants, qui remplace toutes les associations d'anciens combattants. Dès sa fondation, les prêtres y adhèrent en grand nombre ainsi que quelques évêques. Par la suite, certains des cadres de la Légion participeront à la création de la Milice, mais d'autres l'abandonneront, tel le Lorrain François Valentin, l'un de ses dirigediants les plus actifs, qui choisit le 29 août 1943, troisième anniversaire de la Légion, pour lancer un appel à la résistance.

### La spécificité du régime de Vichy dans l'Europe occupée

La francisque, emblème personnel du maréchal Pétain.

La spécificité du régime de Vichy réside dans deux faits : il est issu d'un vote du corps législatif, et le chef de l'État et son gouvernement restent sur place. Il partage cette spécificité avec le Danemark. En revanche, le fait que jusqu'en novembre 1942, le gouvernement de Vichy ait résidé en zone non occupée, qu'il ait bénéficié ainsi d'une autonomie relative, qu'il ait pratiqué sa propre politique antisémite et qu'il ait militairement combattu les Alliés outre-mer, reste un cas unique dans l'Europe occupée, qui le rapproche des pays de l'Axe. La collaboration d'État commence en France dès la proclamation de l'armistice. L'historien Robert Paxton souligne que les autorités civiles d'un pays occupé sont normalement amenées à coopérer avec l'armée d'occupation dans un certain nombre de domaines techniques afin d'assurer les services essentiels aux populations civiles, étant entendu que les soldats occupants bénéficient également de ces services. Le régime de Vichy prend fin de facto avec la Libération et son gouvernement se réfugie en Allemagne aux yeux de laquelle il continue à représenter la France de jure jusqu'à l'effondrement final.
La Pologne est d'abord partagée dès le 17 septembre 1939 entre l'Allemagne nazie et l'URSS : massacres, déportations et destructions s'ensuivent. Côté allemand, une partie de son territoire est rattachée directement au Reich, tandis que le reste est placé sous autorité allemande sans être annexé, sous le nom de « gouvernement général » (agrandi l'été 1941 lorsque l'Allemagne attaque l'URSS). C'est le dirigeant nazi allemand, ex-avocat, Hans Frank, qui en est nommé gouverneur général. Ce système prend fin avec l'arrivée de l'Armée rouge à partir de l'été 1944.
La Finlande, d'abord attaquée par l'URSS le 30 novembre 1939, et soutenue par les Alliés, reste une démocratie pendant toute la durée de la guerre. La Finlande se retrouve aux côtés de l'Axe le 22 juin 1941 lorsque l'Allemagne attaque l'URSS qui est devenu l'ennemi commun. Cette alliance de fait avec l'Axe prend fin le 4 septembre 1944 lorsque la Finlande fait la paix avec l'URSS et chasse la Wehrmacht de son territoire (les Allemands se retirent en Norvège).
Au Danemark occupé, le roi Christian X et le premier ministre social-démocrate Thorvald Stauning restent en place après la capitulation du 9 avril 1940 et pratiquent, contraints et forcés, une collaboration économique avec l'Allemagne jusqu'à la fin de l'occupation le 9 mai 1945.
En Norvège, le roi et le gouvernement, d'abord réfugiés dans le Nord, s'exilent à Londres avec une grande partie des forces armées. Vidkun Quisling, chef du parti d'extrême droite Nasjonal Samling, est imposé en 1942 par les Allemands. Il instaure un gouvernement fantoche pro-nazi, la réalité du pouvoir étant entre les mains du Reichskommissär Josef Terboven jusqu'à la fin de l'occupation le 9 mai 1945.
Aux Pays-Bas, le gouvernement s'exile à Londres avec la reine Wilhelmine. Le pays fut alors administré par le Reichskommissar Arthur Seyss-Inquart qui poussa en avant le parti pro-nazi NSB (Nationaal-Socialistische Beweging, Mouvement national-socialiste). Ce système prend fin avec la Libération début 1945.
En Belgique, après la capitulation du 28 mai 1940 décidée par le roi Léopold III, le gouvernement se réfugie en France et s'exile ensuite à Londres, alors que le roi reste dans son palais de Laeken. La Belgique est alors placée sous une administration militaire allemande qui laisse travailler les services administratifs belges, sous la direction de secrétaires généraux. Cette administration s'étend également sur le nord de la France (départements du Nord et du Pas-de-Calais). Ce système prend fin avec la Libération début 1945.
En Tchécoslovaquie, la partie tchèque est annexée par l’Allemagne sous le nom de protectorat de Bohême-Moravie. À sa tête est placée un Reichsprotektor allemand, d’abord von Neurath, puis Heydrich (tué par la résistance tchèque). L'occupation est très dure, des centaines de villages subissent le sort d'Oradour-sur-Glane. Ce système dure jusqu'à la fin de l'occupation le 9 mai 1945. De son côté, la Slovaquie est placée sous l’autorité de Mgr Tiso qui s’allie à l’Allemagne. Elle cesse d'exister comme État satellite de l'Allemagne en septembre-octobre 1944, lorsque les armées soviétiques et roumaines en chassent la Wehrmacht et y rétablissent l'autorité du Gouvernement provisoire tchécoslovaque.
En Hongrie, les nazis bénéficient de l'alliance spontanée du gouvernement en place dirigé par Horthy, désireux d'effacer les conséquences du traité de Trianon de 1918 (but partiellement atteint de 1940 à 1945). Horthy cherchant, l'été 1944, à se dégager de l'alliance allemande, est remplacé par Szálasi qui maintient la Hongrie dans l'orbite allemande jusqu'au bout, et c'est l'invasion soviétique et roumaine qui met fin à l'alliance hongro-allemande.
En Roumanie l'effondrement de la France (qui en avait garanti les frontières le 13 avril 1939) est suivi par des ultimatums soviétique et allemand à la suite desquels elle perd 40 % de son territoire en juin-août 1940 ; puis un coup d'État fasciste renverse en octobre 1940 le roi Carol II et met au pouvoir le maréchal Antonescu qui s'autoproclame « Pétain roumain », fait entrer la Wehrmacht dans le pays, puis s'allie à l'Allemagne le 1er juin 1941 dans le but de récupérer les territoires cédés l'an précédent à l'URSS. Cette alliance prend fin le 23 août 1944 lorsque la Roumanie déclare la guerre à l'Axe et s'engage aux côtés des Alliés.
La Bulgarie, après une période de neutralité, devient l'alliée de l'Axe le 1er mars 1941, sans toutefois entrer en guerre contre les Alliés ; son but est seulement de s'agrandir en annexant les territoires à populations bulgarophones de Yougoslavie, de Roumanie et de Grèce (but atteint entre 1941 à 1944). La Bulgarie brise son alliance avec l'Axe le lendemain de l'entrée des armées soviétiques sur son territoire, le 5 septembre 1944.
La Grèce capitule face à l'invasion de l'Allemagne, de l'Italie et de la Bulgarie en avril 1941, et est occupée par l’Allemagne, l’Italie et la Bulgarie. Là aussi l'occupation est très dure et se traduit par une guerre de harcèlement et de répression constante pendant toute sa durée, la majeure partie du territoire étant libérée par la résistance fin 1944, le reste début 1945.
Quant à l'Italie, les Allemands la considèrent comme un pays ennemi après la capitulation du 8 septembre 1943 (même si, dans le Nord, Mussolini est autorisé à former la « république de Salo ») et la soumettent à un régime d'occupation ; partout où ils se trouvent, ses soldats sont désarmés et faits prisonniers par la Wehrmacht. La résistance prend de l'ampleur et les populations italiennes accueillent les Alliés en libérateurs.

### Les hommes du régime de Vichy

#### Les dirigeants majeurs
Pétain, Laval et l'amiral Darlan, le chef d'État et ses deux Premiers ministres (qui n'ont en fait que le rang de vice-président du Conseil) sont les trois politiques les plus emblématiques de la période. Laval a été vice-président du Conseil de juillet à décembre 1940 et d'avril 1942 à août 1944 et Darlan l'a été de février 1941 à avril 1942.
L'historien Robert Frank souligne que le point d'accord fondamental entre les trois hommes a d'abord été leur volonté de cesser un combat jugé « meurtrier et inutile », et sur ce point, ils bénéficient du soutien de la grande majorité des Français. Tous les trois parient sur une victoire finale du Reich. À partir du moment où l'armistice est signé, certaines conséquences en découlent : les Français qui veulent continuer le combat deviennent hors-la-loi. Aucun des trois hommes n'avait initialement adhéré à une quelconque idéologie mussolinienne ou hitlérienne, mais dans l'atmosphère de la défaite, ils s'en rapprochent très rapidement et leurs intérêts sont liés à ceux de l’Allemagne : la paix allemande leur permet de développer la « révolution nationale » et de réorganiser la France selon leurs idées, forts de la souveraineté qu'ils exercent dans l'Empire colonial et de la zone non occupée.

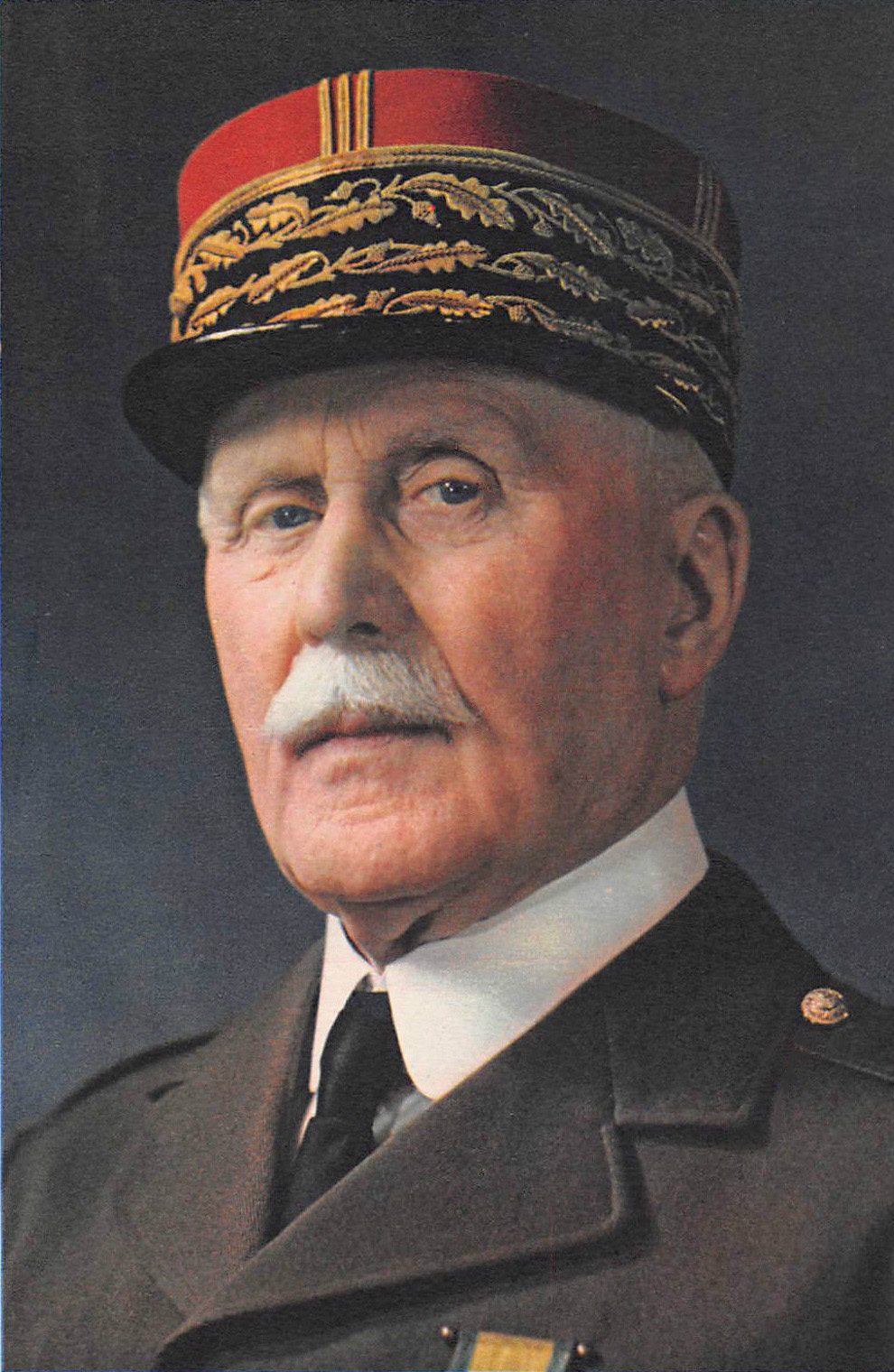
Philippe Pétain.
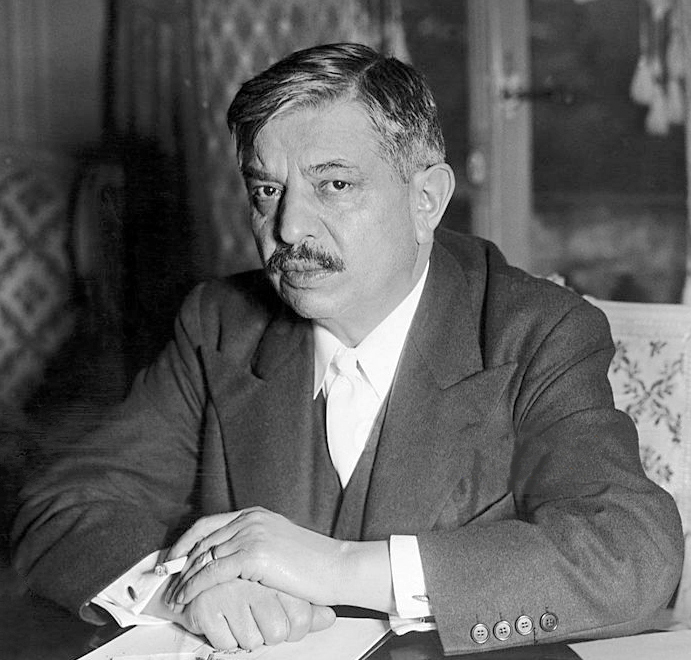
Pierre Laval.
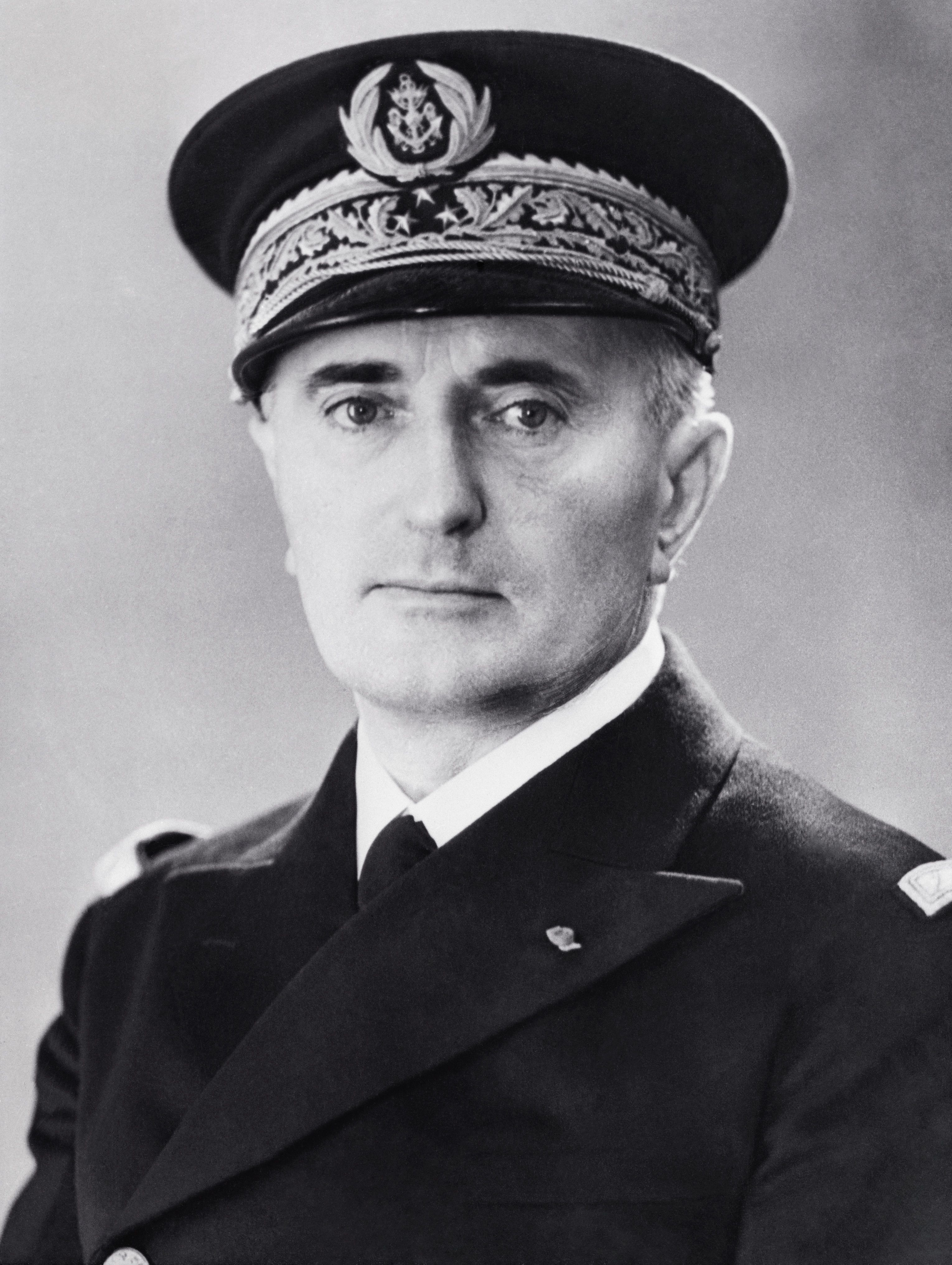
François Darlan.

- Philippe Pétain. Pour les Français de l'époque, Pétain représente le vainqueur de Verdun, adulé par la majorité des Français qui approuvent l'armistice et lui font confiance pour défendre les intérêts de la France face à l'occupant et à ses ennemis (le Royaume-Uni étant désormais défini comme tel, surtout à partir du 3 juillet 1940, après l'agression de l'escadre mouillée à Mers el-Kébir et la saisie des bâtiments français réfugiés dans les ports britanniques). La théorie du glaive et du bouclier fait espérer un moment que De Gaulle (le glaive) et Pétain (le bouclier) agiraient secrètement de concert pour duper les Allemands, espérance qui disparaîtra en 1942. Les anciens combattants forment le noyau le plus fidèle des partisans de Pétain. Marc Ferro a montré les paradoxes de Pétain, partagé entre son anti-germanisme profond et sa volonté de collaborer avec le Reich : Pétain a bel et bien voulu la collaboration, mais il la subordonne aux intérêts de son nouveau régime[50]. Malgré son grand âge et les atermoiements dont il fait souvent preuve, Pétain est bien l'inspirateur de la révolution nationale[51]. Il entend « régénérer la France » en instaurant un régime autoritaire qui s'appuie sur l'armée[51], l'Église[51],[52], les notables et les élites[51],[52]. Il ne s'est pas signalé dans son passé par des positions fascistes et a même été considéré jusque dans les années 1930 comme un maréchal « républicain »[53]. Marc Ferro conclut, après avoir fait l'inventaire des différences et des ressemblances entre le régime de Vichy et les régimes fasciste et nazi : « Mais, paradoxe de l'analyse, l'inventaire des différences avec le fascisme ne signifie-t-il pas aussi que la France ne fut aussi « fasciste » que durant ces années-là ? »[54]. Selon les mots de Robert Frank, « l'antisémitisme d'État de Vichy est en grande partie le sien, puisqu'il a contribué personnellement à la rédaction du premier statut des Juifs »[55].
- Pierre Laval, le seul membre du gouvernement à être muni d'un Ausweis permanent (permission de passer d'une zone à l'autre) pense être l'homme de la situation pour entamer une négociation globale avec le vainqueur. Il n'est impliqué ni dans l'élaboration ni dans l'application de la révolution nationale. Pragmatique, ancien membre de la SFIO ensuite passé à droite, son passé de pacifiste proche des francs-maçons l'éloigne considérablement des amiraux et des cardinaux, compagnons naturels de Pétain. La collaboration avec l'Allemagne est la grande politique à laquelle il doit attacher son nom. Au nom de celle-ci, il accepte de collaborer aussi pour la déportation des Juifs. Il n'hésite pas à faire inclure les enfants de moins de 16 ans dans les convois de déportation, alors que les Allemands ne le demandaient pas.
- François Darlan, chef d'état-major de la marine et artisan du réarmement naval de la France dans les années 1930, était considéré comme un républicain en ce sens qu'il n'avait aucun penchant monarchiste ou clérical. Il est initialement jusqu'au-boutiste, farouche partisan de la poursuite des combats jusqu'en juin 1940, mais se rallie à l'armistice et pousse ensuite la collaboration d'État avec l'Allemagne plus loin que Laval pendant la période, de décembre 1940 à avril 1942, où ce dernier avait été écarté de la place de vice-président du Conseil. Il tente ensuite de concilier les Alliés avec Vichy pendant la période du 10 novembre au 24 décembre 1942 où il est au pouvoir en Afrique du Nord. Il peut paraître comme un opportuniste ambitieux, ce qu'il est sans doute, mais selon Robert Frank, l'ensemble de ses positions s'explique aussi par des considérations de géostratégie biaisée par une phobie des Britanniques consécutive à la tragique agression de Mers el-Kébir. Il veut préserver la marine française et l'Empire. Sans affinité particulière avec le fascisme, il ne cessera pourtant de penser qu'une victoire du Royaume-Uni serait pire que la domination allemande et entraînerait « le retour au pouvoir des Juifs cosmopolites et des francs-maçons inféodés à la politique anglo-saxonne » (notes de Darlan, octobre 1940). Son antisémitisme est durable puisque c'est son gouvernement qui prépare et promulgue le deuxième statut des Juifs en juin 1941. Contrairement à Laval, il adhère globalement au projet de révolution nationale.

#### Ralliements au régime de Vichy

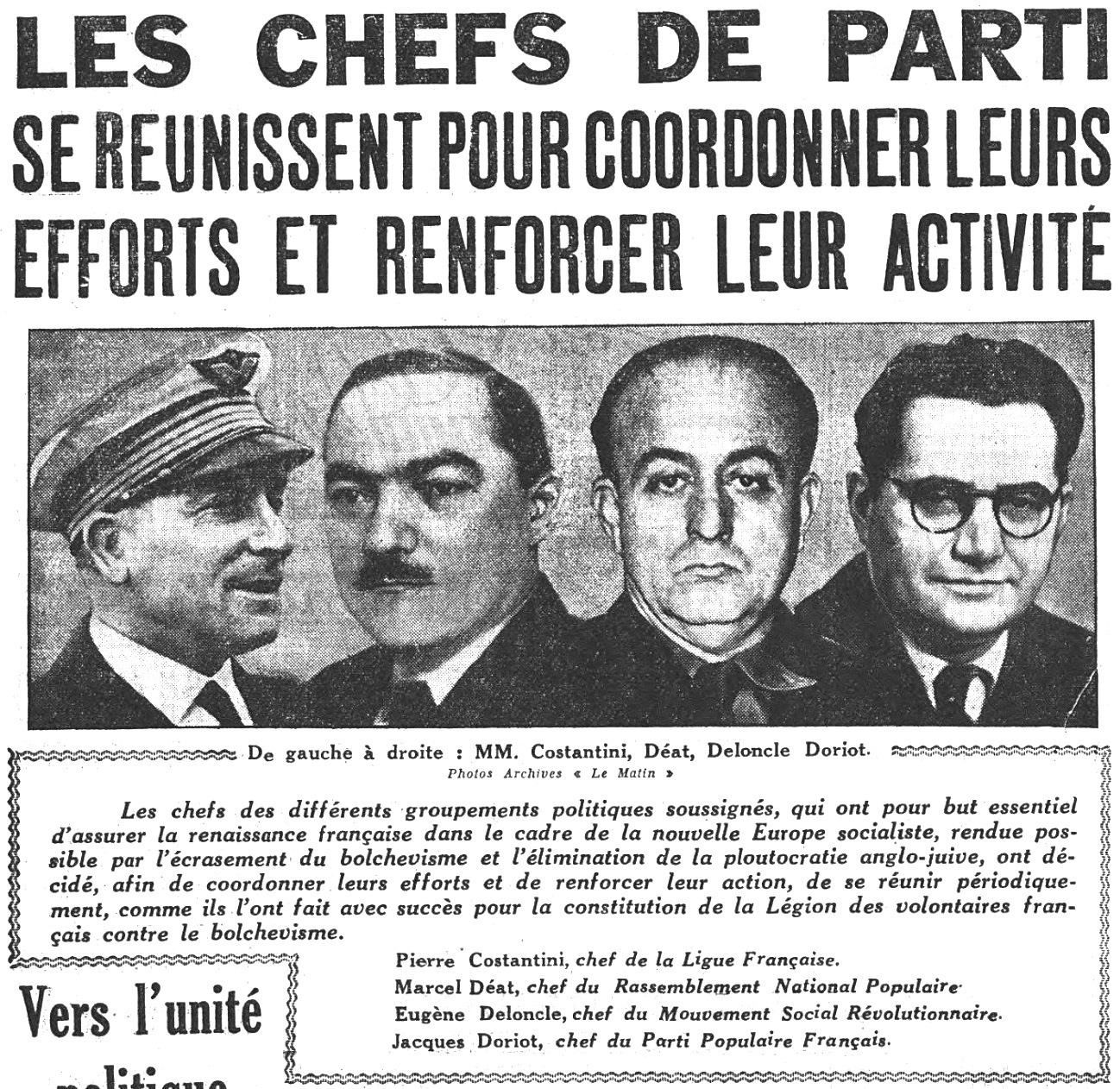
En créant la LVF, les dirigeants des partis-groupuscules parisiens pressent Vichy de s'engager militairement aux côtés des forces de l'Axe,. De gauche à droite, les « ultras de la Collaboration » : Pierre Costantini (Ligue française), Marcel Déat (RNP), Eugène Deloncle (MSR) et Jacques Doriot (PPF).

Les serviteurs du régime de Vichy qui sont les protagonistes de la « révolution nationale » sont recrutés à l'extrême droite, mais aussi parfois dans d'autres courants politiques, y compris à droite, au centre ou à gauche. Dans l'ensemble, selon l'historien Jean-Pierre Azéma, avec Vichy et Pétain « la droite extrême allait occuper, pour la première fois – et d'ailleurs l'unique fois au XXe siècle –, le pouvoir ». Nous sommes alors dans une période où beaucoup de formes de racisme conscient ou non, étaient une manière de « penser les Hommes » très répandue en Europe et Amérique du Nord, de sorte que des hommes aux parcours idéologiques divers ont pu être séduits par le droit du sang qui imprègne toute la « révolution nationale, et par les idées antisémites selon lesquelles « les Juifs » en tant que groupe « sont ceci » ou « font cela » et « posent un problème » aux autres nations, dont on les exclut : ce « problème » requiert une « solution », si possible définitive. La logique de ces idées mènera à la « Solution finale » mais ceux qui les adoptent dans les années 1935 à 1941 n'en comprennent pas à l'avance la portée criminogène, et/ou ne s'en soucient pas.
C'est le parcours de Raphaël Alibert, proche de l'Action française ; de Joseph Barthélemy, parlementaire de la droite libérale, qui a été membre de l'Alliance démocratique ; ou encore de Philippe Henriot qui avait été vice-président du grand parti de droite traditionnelle qu'était la Fédération républicaine, de Jean-Louis Tixier-Vignancour, membre des Croix-de-feu lors de son élection au siège de député des Basses-Pyrénées en 1936. On trouve chez ceux que Pascal Ory appelle les « nouveaux croisés » une composante chrétienne, pas forcément fasciste-cléricale, mais en tout cas réactionnaire : parmi eux, le cardinal Baudrillart, Alphonse de Châteaubriant, Robert Valéry-Radot…
C'est chez des hommes qui rallient davantage la collaboration que le régime de Vichy lui-même que l'on trouve une affiliation proprement fasciste : Jacques Doriot, Simon Sabiani sont passés du communisme au fascisme dès les années 1930 ; des fondateurs de la Cagoule comme Eugène Deloncle et Jean Filiol rejoignent tout naturellement le régime de Vichy. Les activistes de l'extrême droite française comme le national-collectiviste Pierre Clémenti, Jean Boissel ou le franciste Marcel Bucard jouent un rôle dans les instances de Vichy, dans la Milice ou la Légion des volontaires français contre le bolchevisme (LVF). L'ancien responsable de la Cagoule Joseph Darnand fonde la Milice française. Comme Darnand, beaucoup d'autres membres de l'extrême droite antisémite des années 1920 et 1930 sont actifs dans le régime de Vichy, par exemple Louis Darquier de Pellepoix et Philippe Henriot.
Jean-Pierre Abel, Gaston Bergery, Marcel Déat, René Belin ou Charles Spinasse ont des parcours plus atypiques : ils avaient été initialement pacifistes, socialistes, radicaux ou syndicalistes. Un petit groupe d'élus communistes autour de Marcel Gitton rompt avec le PCF au moment du pacte germano-soviétique, et une partie d'entre eux constitue plus tard le Parti ouvrier et paysan français. Ils finissent par se rallier à la « révolution nationale ».
Quelques parlementaires ou intellectuels pacifistes, philosémites ou même les deux avant la guerre, le plus souvent de gauche, anciens membres ou sympathisants de la LICA (Ligue internationale contre l'antisémitisme) dans les années 1920-1930, vont également s'engager dans la collaboration, considérant les Juifs comme responsables de la guerre contre l'Allemagne nazie.

## Gouvernements

### Organisation du gouvernement

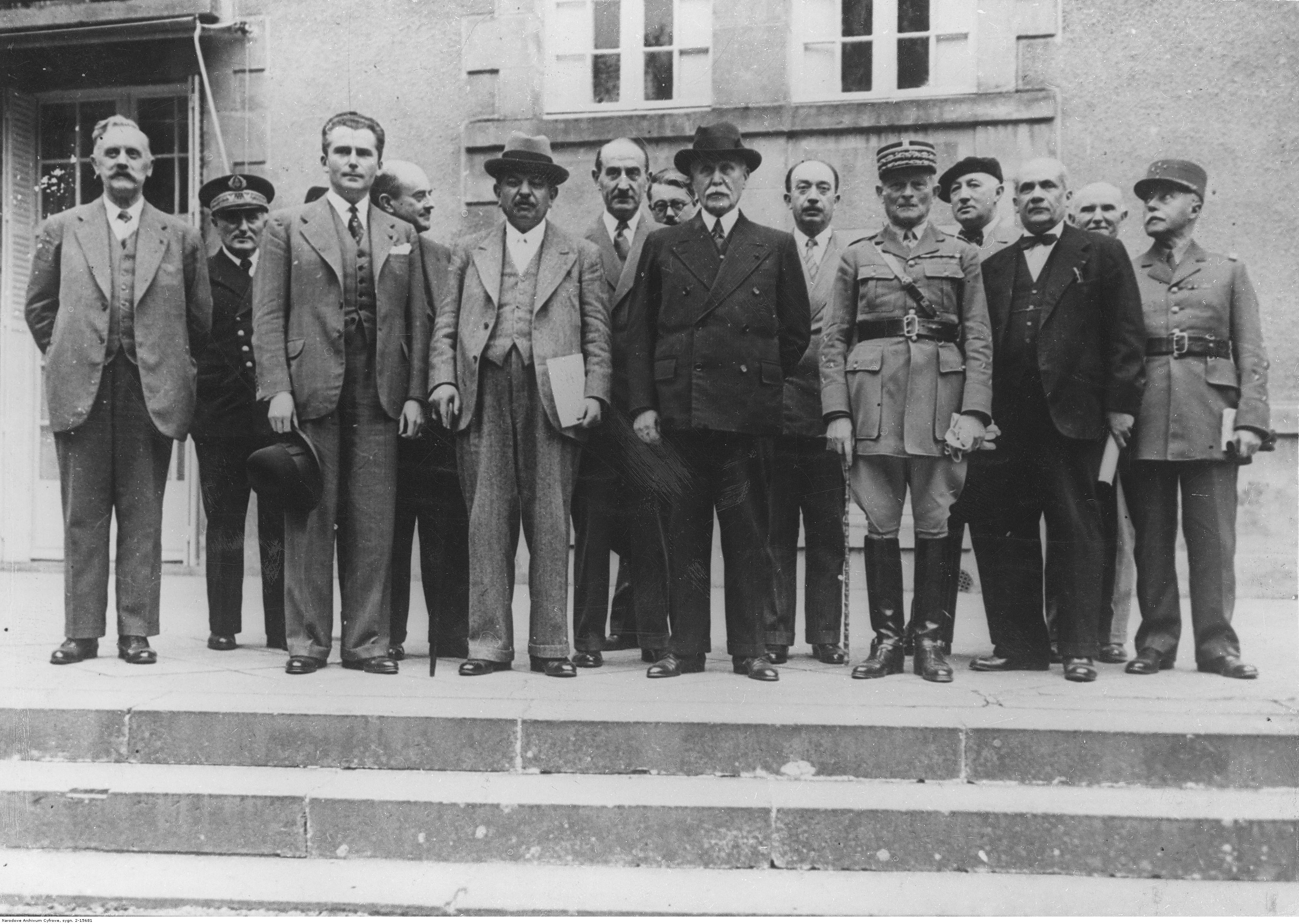
Le « chef de l'État français » et le premier gouvernement du régime de Vichy en juillet 1940. De gauche à droite : Pierre Caziot, François Darlan, Paul Baudouin, Raphaël Alibert, Pierre Laval, Adrien Marquet, Yves Bouthillier, Philippe Pétain, Émile Mireaux, Maxime Weygand, Jean Ybarnégaray, Henry Lémery, François Piétri, Louis Colson.

Pavillon à la mer et fanion de voiture de Philippe Pétain.
Le drapeau de l'« État français » est le drapeau tricolore de la France, sans marque distinctive particulière de ce régime,.

Dans le dernier gouvernement de la Troisième République, dit gouvernement Philippe Pétain, Pétain est le président du Conseil. Tout en devenant chef de l'État, il conserve par l'acte constitutionnel du 11 juillet 1940 la « plénitude du pouvoir gouvernemental […] ». Le titre de président du Conseil n'est plus utilisé par la suite dans les actes constitutionnels pour désigner Pétain, cependant « Pétain continue d'en être le détenteur et d'en exercer les pouvoirs afférents ».
À partir du premier gouvernement Laval (16 juillet 1940), les cabinets sont couramment désignés du nom du vice-président du Conseil, titre assumé successivement par Pierre Laval, Pierre-Étienne Flandin, François Darlan, puis de nouveau Pierre Laval.
Le 18 avril 1942, Pierre Laval revient au pouvoir, avec le titre de chef du gouvernement, Pétain lui abandonnant, par l'Acte constitutionnel no 11 du 18 avril 1942, la « direction effective de la politique intérieure et extérieure de la France […] ». Le chef du gouvernement demeure cependant responsable devant le chef de l'État.
Quatre cabinets se succèdent jusqu'en 1944 :
- le premier gouvernement Laval, du 16 juillet 1940 au 13 décembre 1940
- le gouvernement Flandin, du 14 décembre 1940 au 9 février 1941
- le gouvernement Darlan, du 10 février 1941 au 18 avril 1942
- le second gouvernement Laval, du 18 avril 1942 au 19 août 1944

### Les quatre phases du gouvernement de Vichy
Pétain, Laval et Darlan sont les trois personnalités qui ont exercé les plus hautes responsabilités dans l'« État français », de juin 1940 à la Libération. Autour d'eux, on peut distinguer plusieurs vagues successives dans le personnel politique du régime de Vichy. Régime autoritaire dès sa création, Vichy connaît plusieurs évolutions politiques, avec sur la fin une nette radicalisation :
Le Vichy de la « revanche réactionnaire » (1940-1941)toutes les tendances hostiles au parlementarisme de la IIIe République sont présentes dans le premier gouvernement Laval : des ultras assagis (Paul Marion, du PPF), des maurrassiens (Raphaël Alibert, Yves Bouthillier), des libéraux (Lucien Romier), divers réactionnaires (général Weygand, Xavier Vallat), ou encore René Belin, ancien leader de la CGT.
Le Vichy technocratique (1941-1942)avec l'arrivée de Darlan (1941), un personnel beaucoup plus jeune – que l'on appellerait plus tard des technocrates – fait son entrée en politique : Pierre Pucheu, ministre de l'Intérieur, François Lehideux, à la production industrielle, souvent présentés comme proches de la banque Worms, René Bousquet à la police.
Le Vichy « pragmatique » de Laval (1942-1943)le retour de Pierre Laval en 1942 marque aussi celui d'un personnel politique plus républicain, très éloigné de la volonté de revanche politique du Vichy de 1940. L'objectif du gouvernement Laval est très pragmatique : donner des gages à l'Allemagne par la collaboration pour obtenir une plus grande autonomie de la France et une bonne place dans l'Europe nouvelle. Le gouvernement Laval marque un peu la fin de la révolution nationale (avec par exemple la réhabilitation des départements républicains contre le régionalisme prôné par le Vichy traditionaliste de 1940).
Le Vichy des « ultra-collabos », ou « Vichy milicien » (1944)à partir de la fin 1943 et surtout du début 1944, les collaborationnistes de Paris, sympathisants du nazisme à côté desquels Laval paraît presque modéré, entrent en force au gouvernement : Philippe Henriot, Marcel Déat. La Milice française de Joseph Darnand, notamment, voit son influence s'accroître fortement. Darnand entre aussi au gouvernement.

## La collaboration d'État (1940-1944)

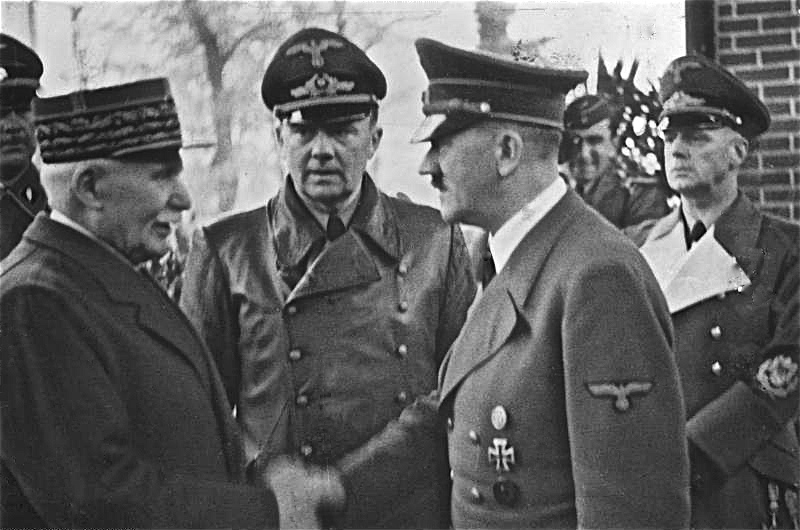
Adolf Hitler et Philippe Pétain lors de l’entrevue de Montoire, le 24 octobre 1940.

À la suite de Stanley Hoffmann (1974), d'autres historiens, comme Robert Paxton ou Jean-Pierre Azéma, ont coutume de désigner sous le terme de « collaborationnistes » ceux qui souhaitaient, pour des raisons idéologiques, parce qu'ils étaient sympathisants fascistes ou nazis, une collaboration renforcée avec l'Allemagne hitlérienne. Il s'agit, par exemple, du chef du Parti populaire français (PPF), Jacques Doriot, de l'écrivain Robert Brasillach, à la tête de la revue Je suis partout, ou encore de Marcel Déat. Ceux-ci ont pu influencer la politique menée par les gouvernements de Vichy, quoique ce n'est qu'en 1944 que les ultra-collaborationnistes deviennent majoritaires au gouvernement. En sens inverse, les historiens relèvent dans l’opinion une désaffection croissante pour la politique de Vichy et un rejet quasi immédiat de la collaboration,, surtout à partir de l’été 1942 avec les rafles des Juifs opérées par les forces de l’ordre françaises. Tout en épargnant encore la figure du maréchal, vainqueur de Verdun, le commissaire spécial de Caen estimait la proportion de gaullistes dans la population locale à 75 %, dès l'été 1941.
Même dans la presse « collaborationniste » (le terme est employé par Jeantet dans Je suis partout), il est fait en octobre 1943 le constat (pour le déplorer) que les partisans de la collaboration sont minoritaires dans l’opinion, qui attend majoritairement la Libération par les Alliés.

### La collaboration économique
La collaboration économique, au sens où l'entendent des historiens comme Paxton découle d'abord de la dette de guerre théoriquement fixée par l'armistice de juin 1940 (essentiellement l'indemnité d'occupation, mais pas uniquement), mais pratiquement fixée au cours des ans de façon unilatérale par les Allemands qui établissaient arbitrairement le taux du franc par rapport au mark. D’ailleurs, seul le principe est fixé par la convention d’armistice, mais pas le montant (art. 18), l’exécution étant renvoyée à une commission allemande d’armistice (à Wiesbaden) devant laquelle la représentation française « reçoit les ordres » (art. 22). La fixation du montant, malgré l’accablement et l’impuissance du général Huntzinger à Wiesbaden est sans commune mesure avec les frais réels de l’occupant. Cette dette, censée correspondre à l'entretien des troupes d'occupation, a été en moyenne de 400 millions de francs par jour, l'équivalent de quatre millions de salaires journaliers d'ouvriers. L'emploi de l'expression « collaboration économique » signifie que la politique prédatrice de l'Allemagne s'est effectuée sous administration française comme conséquence désastreuse de l'armistice de 1940.
Sur l'ensemble de l'année 1943, ces paiements représentent 36 % du revenu national et environ la moitié de la dépense publique française. Par exemple, les dépenses du budget ordinaire de l’État en 1941 s'élevaient à 97 milliards de francs, alors que celles du budget extraordinaire établi pour régler les charges liées à la convention d'armistice se sont élevées cette année-là à 129 milliards.
En effet, aux 122 milliards de l’indemnité journalière d’occupation s’ajoutent l’équilibrage des exportations vers l’Allemagne (accord de « clearing » particulièrement défavorable) et diverses dépenses supplémentaires de cantonnement et de logement des Allemands. Les charges d’occupation totales, réglées par un budget spécial, représentent ainsi 133 % du budget ordinaire de l’État en 1941 et 89 % du déficit cumulé.
Après l’invasion de la zone sud en novembre 1942, les Allemands exigent que la dette d’occupation passe à 500 millions de francs par jour. Globalement, la somme versée au titre de l’entretien de troupes d’occupation s’est élevée à 631,8 milliards de francs, soit, au cours imposé, 31,6 milliards de marks. Par comparaison, les revenus budgétaires annuels ordinaires du Reich en 1942 (y compris les prélèvements sur les pays occupés) s’élevaient à 49 milliards de marks dont 35 milliards d’impôts. De l’été 1940 à l’été 1944, le régime de Vichy a donc versé à l’occupant l’équivalent d’une année de recettes fiscales allemandes.
De même on peut également ajouter les prisonniers de guerre, qui sont environ 1,8 million à travailler pour l'Allemagne en Allemagne pendant presque toute la durée de la guerre.
En octobre 1940, on comptait en France un million de chômeurs, conséquence de la désorganisation complète de l'économie due à la débâcle. Rapidement après l'armistice, le gouvernement de Vichy décida d'autoriser les entreprises françaises à accepter des contrats avec les Allemands. Les commandes allemandes seront le principal moteur du redémarrage de l'économie française. Le nombre de chômeurs était descendu à 125 000 en 1942, et à la Libération, il était pratiquement nul. De façon générale, avec les indemnités d'occupation, l'Allemagne arrive à faire travailler l'agriculture et l'industrie française en grande partie pour son compte : en 1943, d'après les statistiques de l'Office central de la production industrielle, 100 % de l'industrie aéronautique, 100 % de la grosse forge, 80 % des BTP, 60 % de l'industrie du caoutchouc travaille pour le compte de l'Allemagne. Henry Rousso note que les chiffres sont probablement surévalués, mais qu'ils donnent un ordre de grandeur correct. Selon l'historien allemand Eberhard Jäckel, « Au printemps de 1942, 170 000 Français travaillaient sur place dans les services de la Wehrmacht […], 275 000 à la construction d'aérodromes et de fortifications comme le mur de l'Atlantique, 400 000 enfin à la fabrication d'armements ».
Au 1er mars 1941, la France représentait déjà la moitié de la valeur globale des commandes transférées aux territoires occupés (1,6 milliard sur 3,1 milliards de RM). À cette date, 1 331 entreprises françaises produisaient directement ou indirectement pour la Wehrmacht. La partie de la production industrielle destinée à l’Allemagne, grâce à l’intensification de l’intégration économique de la France à la division allemande du travail et à la rationalisation dans la direction de l’industrie française exercée par les organismes de Vichy, augmenta sans cesse, passant de 34 % au premier semestre 1942 à plus de 40 % au deuxième semestre 1943. L'appareil productif est entièrement tourné vers les besoins allemands : en 1943 et 1944 (avant l'effondrement du régime), l'industrie automobile a fourni à l'occupant 60 % puis 70 % de sa production. Pour l'industrie aéronautique, il s'agit de la totalité.
Cette contribution économique s’inscrit très largement dans le cadre d’une politique volontariste de Vichy, qui souhaite après Montoire obtenir des avantages tangibles (retour des prisonniers, assouplissement de la ligne de démarcation) en échange d’une insertion économique dans la nouvelle Europe allemande. Ces propositions rencontrent un désintérêt des interlocuteurs allemands, qui au début du conflit ne visent qu’à désarmer et désindustrialiser la France pour lui enlever sa puissance : les Allemands démontent usines et machines-outils pour les transporter outre-Rhin, pillent les stocks. Après le fiasco du limogeage de Laval, qui tend les relations, et l’intermède Flandin, l’équipe de Darlan revient à la charge en avril 1941. Elle propose un « plan d’un ordre nouveau » avec union douanière entre la France et l’Allemagne. Ce plan conclut : « Nous voulons sauver la France. Nous prions Hitler de nous aider »,. Se montrant transitoirement intéressées, les autorités allemandes, alors que le front méditerranéen se développe, négocient un accès aux bases syriennes dans un premier temps. Vichy accepte le contrôle allemand sur les devises et un accord de « clearing » défavorable contre l’ouverture de la ligne de démarcation aux échanges économiques. La fin de la campagne de Syrie puis l’ouverture du front russe avec l’opération Barbarossa marque le retour d’une large indifférence allemande. C’est l’arrivée d’Albert Speer au gouvernement nazi, en février 1942, qui changera à nouveau la donne.
À la fin de l’Occupation, le 30 juin 1944, la valeur totale des commandes passées depuis 4 ans s’éleva à environ 10 milliards de reichsmark. En se plaçant du point de vue allemand, la contribution française à l’effort était fondamentale et indispensable : pour la fabrication de matériels complets pour la Wehrmacht, la France représentait en 1943 11,9 % des automobiles livrées par l’économie de guerre, Allemagne incluse) et 6,5 % des avions.
En outre, entre 1942 et 1944, le commissaire général du Reich pour l'emploi et la main d'œuvre, Fritz Sauckel va exiger que la France envoie deux millions de travailleurs au titre du STO. Les travailleurs français sont les seuls d’Europe à avoir été requis par les lois de leur propre État et non par une ordonnance allemande (loi du 16 février 1943). Seuls 600 000 partent effectivement, qui s'ajoutent aux 700 000 travailleurs volontaires. Volontaires et STO sont plus ou moins rémunérés. De nombreux réfractaires au STO iront rejoindre les maquis de la résistance.
Selon le général von Senger und Utterlin de la Commission d'armistice allemande :

« L'industrie française des armements de guerre fut remise à pleins tours pour les armements allemands. […] Sans le potentiel économique de la France, Hitler n'aurait pas pu faire durer la guerre aussi longtemps. C'est cela qui fut le grand profit qu'Hitler tira de la conquête de la France. »

Deux auteurs, Fabrizio Calvi et Marc Masurovsky, montrent dans un ouvrage, Le Festin du Reich (2006), que des banques américaines à Paris « avaient continué à faire commerce avec les nazis pendant toute la guerre » (malgré les « lois, ordonnances [américaines] réprimant le commerce avec l’ennemi ») et qu'elles ne furent guère inquiétées par la mission Matteoli,.
La collaboration conduit par ailleurs à une perte importante du patrimoine architectural. Le 11 octobre 1941, un décret est publié dans la presse parisienne, annonçant l’enlèvement de monuments, dans le but affiché de réinjecter les métaux dans le circuit de la production industrielle et agraire. L’étendue des pertes subies par le patrimoine national est énorme : selon certaines estimations des conservateurs, environ 1 700 statues furent détruites sur ordre du gouvernement de Vichy, dont plus de cent pour la seule capitale parisienne.

### La collaboration policière

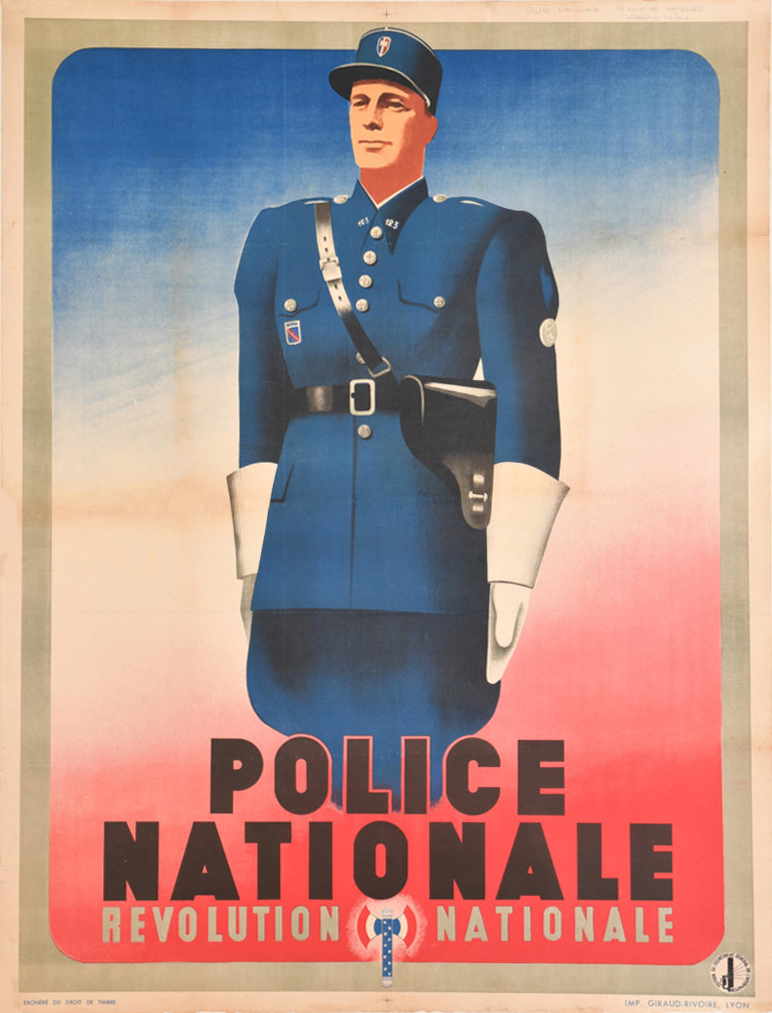
« Police nationale révolution nationale. »
Affiche de propagande pour le recrutement de la Police nationale dans le cadre de la révolution nationale, fin 1941 - début 1942.

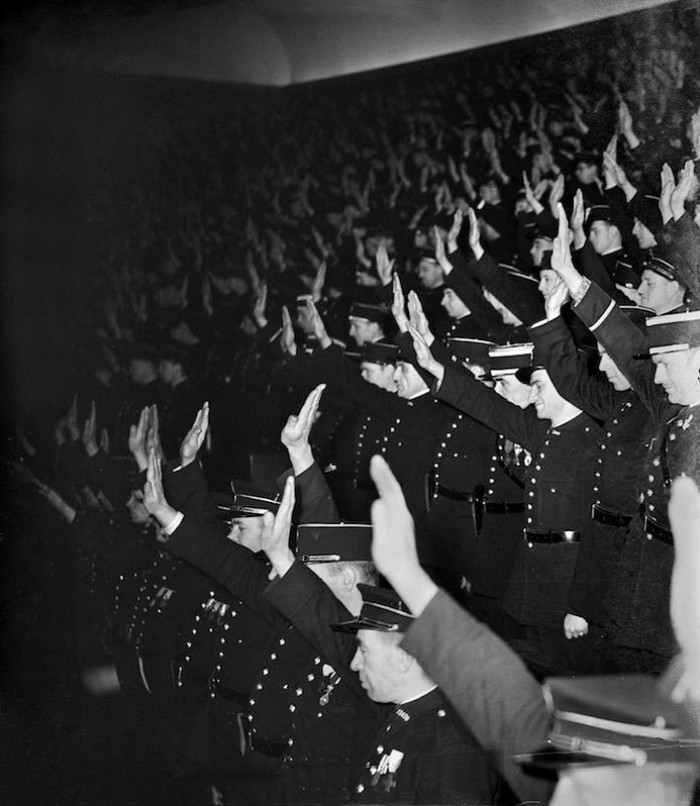
Prestation de serment des policiers parisiens
(palais de Chaillot, 21 janvier 1942).

Indépendamment de la collaboration avec l'occupant, les autorités de Vichy mettent en œuvre dès 1940 « une politique répressive au nom de l'ordre et de la lutte contre "l'Anti-France" ». Vichy renforce ensuite son organisation policière en étatisant les polices municipales (avril 1941) et en instituant d'innombrables polices parallèles spécialisées comme le Service de police anticommuniste (SPAC) ou la Police aux questions juives (PQJ), et le ministre de l'Intérieur Pierre Pucheu crée dès 1941 les Groupes mobiles de réserve (GMR) qui participeront à la lutte contre les maquis aux côtés de la Milice. En mai 1944, on dénombre ainsi plus de 120 000 hommes participant au maintien de l'ordre.
Dans la zone occupée, les relations entre la police française et les autorités d'occupation sont normalement régies par l'article 3 de la convention d’armistice qui spécifie notamment que : « […] Dans les régions françaises occupées, le Reich allemand exerce tous les droits de la puissance occupante […] Le gouvernement français invitera immédiatement toutes les autorités et tous les services administratifs français du territoire occupé à se conformer aux règlementations des autorités militaires allemandes et à collaborer avec ces dernières d’une manière correcte […] ».
Dès l'armistice de juin 1940, les Allemands sont venus chercher dans les camps de prisonniers de guerre les républicains espagnols, sans que l'« État français » (le régime de Vichy) proteste. Ces derniers sont alors la seule catégorie recherchée par les Allemands dans les camps de prisonniers, et la plupart d'entre eux sont déportés dans le camp de concentration de Mauthausen. Hitler cherche à ce moment-là à entraîner l'Espagne de Franco dans la guerre. Jusqu'à l'invasion de l'Union soviétique en juin 1941, la lutte anticommuniste n'est pas une priorité pour l'Allemagne nazie. Néanmoins, Vichy continue l'œuvre amorcée par Daladier, avant d'obtenir une autorisation en bonne et due forme des autorités d'occupation en août 1940. Ultérieurement, lorsque les communistes commencent à perpétrer des attentats contre les Allemands, puis à mettre sur pied diverses formes de résistances, les communistes arrêtés par la police française sont livrés aux forces d'occupation.

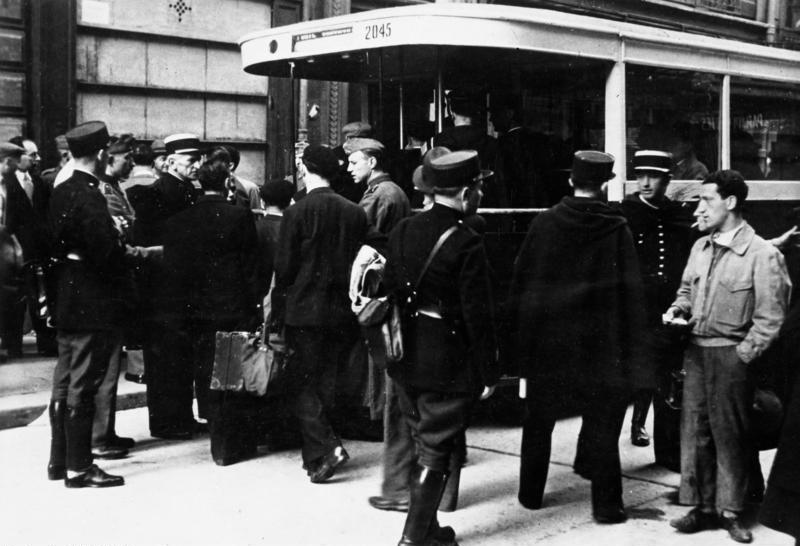
Arrestation de Juifs à Paris par des policiers français le 20 août 1941.

En février 1942, avant de prendre ses fonctions de Militärbefehlshaber in Frankreich (de), c'est-à-dire, commandant militaire en France en remplacement de son cousin Otto, le général Carl-Heinrich von Stülpnagel avait exigé « une séparation nette et claire entre ses attributions militaires et toutes les questions politiques ». Cette demande allait par ailleurs dans le sens des visées de Himmler et de Heydrich qui s'efforçaient d'étendre leur emprise policière et politique partout dans le Reich en expansion. Hitler pour qui il était essentiel d'avoir aux postes-clés des exécutants partageant sa manière de voir signe donc le 9 mars 1942, un décret instituant dans la juridiction du Militärbefehlshaber un Höherer SS-und Polizeiführer qui était donc une sorte de Himmler pour la France. Le nouveau venu a sur les services français un droit d'autorité et de surveillance qu'il partage avec bien d'autres et décide de l'emploi des forces de police françaises en zone occupée. Le décret précise que : « Sont également rangées au nombre des mesures policières, les sanctions contre les criminels, les Juifs et les communistes motivées par des attentats non élucidés contre le Reich allemand ou ses ressortissants ». C'est le général SS Carl Oberg qui est nommé au nouveau poste créé par Hitler. Il est assisté par Helmut Knochen, Chef de la police de sûreté (SIPO) et du service de sécurité (SD) pour la France. Deux mois après la conférence de Wannsee, Heydrich effectue sa première visite en France entre le 5 et le 12 mai 1942 pour mettre en route la coopération des polices qu'il appelle « sentiment de camaraderie policière » : il promet à la police française l'indépendance dans la zone occupée, à condition qu'elle poursuive efficacement la répression contre les ennemis de l'armée d'occupation qui sont aussi ceux de la révolution nationale.
À ce moment, dans toute la France occupée, la police régulière allemande n'a à sa disposition que trois bataillons, soit 3 000 hommes en tout, alors que ces effectifs sont de 5 000 en Hollande. Sans doute pour la garde des trains, le RSHA peut s'assurer du concours de la Feldgendarmerie, mais pour les arrestations, les SS doivent faire appel à la police française dont les effectifs se montent à 47 000 hommes en zone occupée.
René Bousquet nommé au secrétariat général à la police par Pierre Laval en avril 1942, animé de la même volonté que Pierre Pucheu de disputer aux occupants l'exercice de la répression, est amené à adopter à la fois une politique de reconquête de la répression contre les Allemands et contre les officines parallèles mises en place par Pucheu en 1941. Cette attitude se trouve en phase avec celle d'Oberg de Knochen et de leur chef Heydrich qui décident, contrairement à leurs prédécesseurs, de jouer la carte de la police française. Lui confier davantage d'autonomie et de responsabilité, sans comporter de gros risques, pouvait comporter des avantages substantiels : une efficacité supérieure, l'économie de réactions patriotiques toujours à craindre avec la population, l'espoir d'un engagement plus net de policiers désormais compromis.
La formalisation de la collaboration résultant de cette nouvelle donne est formalisée par ce qu'on appelle les « accords » Bousquet-Oberg de juillet 1942 qui prévoit que ce soit la police française qui prenne en charge les rafles de Juifs, première étape de la déportation dans des camps d'extermination. Les gendarmes français ainsi que les douanes se verront confier la surveillance des voies d'accès et des abords limitrophes du camp de Drancy. Le « fichier Tulard », recensant les Juifs du département de la Seine, qui avait été constitué sur ordonnance allemande par la préfecture de police à partir d'octobre 1941 sert à préparer les rafles qui sont opérées conjointement par les Allemands et la police française à partir de mai 1941, puis à partir de juillet 1942 par la seule police parisienne.

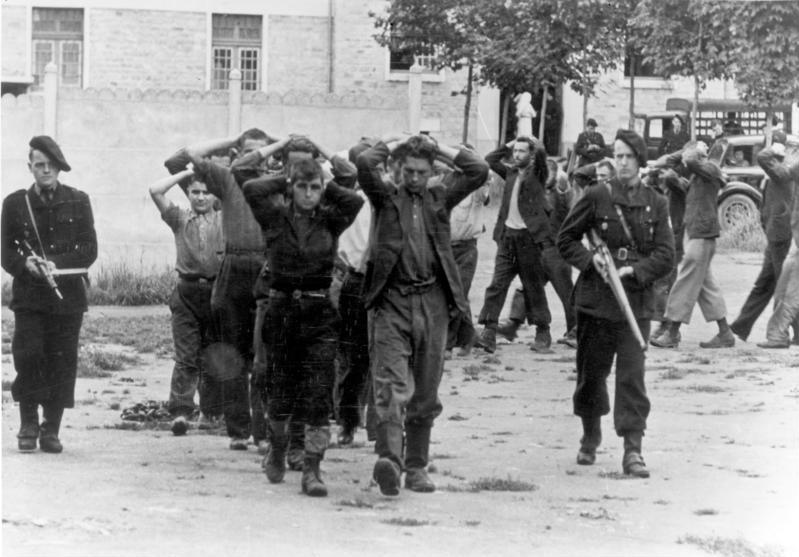
Miliciens effectuant une rafle.

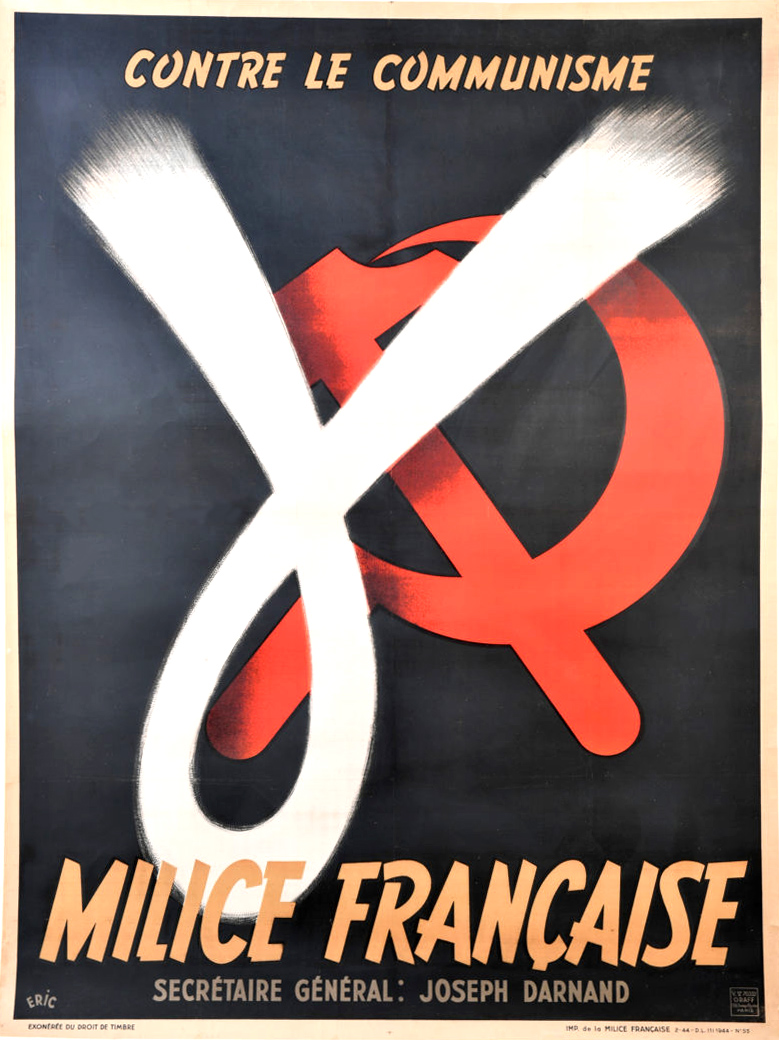
Affiche de propagande de la Milice française.

La police française doit normalement pourchasser tous les résistants. Cependant, les actions de la police en zone sud restent relativement discrètes jusqu'en novembre 1942. En effet, pendant cette période, la chasse aux dissidents est l'affaire des services de renseignements de la Marine et de l'Armée d'armistice (ce qui n'empêche pas quelques éléments des services secrets de l'Armée de terre et de la Marine de tremper secrètement dans la Résistance).
Le 25 août 1942, plus de deux cents policiers allemands, munis de faux papiers français sont autorisés à pénétrer en zone sud avec des voitures gonio pour y faire la chasse aux radios clandestines. Constituées d'unités franco-allemandes, elles démantèlent des émetteurs clandestins et arrêtent de nombreux résistants. La collaboration policière ne s'arrête pas avec l'invasion de la zone libre par les Allemands en novembre 1942.
En décembre 1942, Hitler a l'occasion de livrer comment il envisageait la collaboration de la police, alors que Jodl venait d'annoncer que la police française avait arrêté six membres d'un groupe terroriste, Hitler s'exclama : « Bien ! La police est bonne. Nous allons lui passer le mors et travailler avec elle seule. Himmler connaît sa police. Il se sert de moyens condamnables et il arrive comme cela à racoler les gens petit à petit. Ce sera une alliance avec la police ! Rien n'est plus haï que la police dans le pays et elle recherche des appuis auprès d'une autorité plus forte que celle de son propre État ; c'est nous. La police nous suppliera un jour de ne pas quitter le pays ». Eberhard Jäckel, qui rapporte le propos, conclut que rarement Hitler a exposé si crûment un des principes fondamentaux non seulement de sa politique française, mais aussi et surtout de sa politique tout court. La collaboration volontairement et librement consentie lui paraissait toujours suspecte ; mais si elle venait de gens compromis à fond, alors, il la jugeait digne de confiance.
Une des dernières opérations d'envergure menée par la police française sera la rafle de Marseille organisée les 22, 23 et 24 janvier 1943. Le 24 janvier, le quartier du Vieux-Port sautait, miné par la police française qui avait néanmoins, écrit Eberhard Jäckel, obtenu un certain adoucissement par rapport aux ordres allemands.
Par la suite, à partir de 1943, la charge de la lutte contre les résistants est globalement transférée à la Milice de Darnand, notamment la lutte contre les maquis,.

### La collaboration militaire
Hitler ne veut pas d'une collaboration militaire institutionnelle entre la France et l’Allemagne : il se méfie des Français, et même des collaborateurs déclarés. De plus, après l'écrasante défaite de 1940, l'armée française fait bien pâle figure,. D'un autre côté, Pétain et les différents personnages de Vichy, pratiquent la collaboration d'État dans divers domaines, précisément dans l'espoir d'obtenir pour la France un rôle de second dans l'Europe de l'« ordre nouveau ».
La neutralité française initialement affichée permet de fait aux Allemands de se reposer sur l'armée française pour repousser d'éventuelles attaques britanniques en métropole ou dans l'Empire français. L'armée d'armistice est limitée à 100 000 hommes en métropole, mais elle comprend 450 000 hommes dans les diverses colonies. En septembre 1940, après que l'Afrique-Équatoriale française (AEF) a basculé dans le camp de la France libre, à Dakar, l'armée restée loyale à Vichy repousse les forces navales anglaises et françaises libres.
Darlan essaye de marchander d'importantes concessions militaires et politiques, en signant les protocoles de Paris paraphés le 28 mai 1941. Ces protocoles consistent en quatre documents dont les trois premiers concernant l'utilisation par les Allemands des bases de Bizerte (Tunisie), de Dakar (Sénégal) et d'Alep (Syrie), et l'engagement par les Français à défendre ces bases contre une éventuelle attaque britannique ou américaine (alors que l'Allemagne, elle-même, n'est pas encore en guerre avec les États-Unis),. Ces concessions visaient à obtenir un renforcement de l'armée d'armistice. La véritable contrepartie espérée résidait dans un quatrième document qui contenait toutes les concessions politiques demandées aux Allemands, mais ne fût jamais signé par une autorité allemande d'un niveau supérieur à celui de l'ambassadeur d'Allemagne Otto Abetz, .
Malgré l'opposition de Weygand, chef des armées en Afrique, le gouvernement de Vichy relance les Allemands durant tout l'automne 1941, mais ne ratifiera jamais ces accords. Darlan consentira alors, à la manière de Laval, à des concessions sans contreparties : des fournitures (camions, carburant, pièces d'artillerie) sont livrées à Rommel via la Tunisie. Quelques vedettes lance-torpilles transitent par le Rhône. Quant au protocole sur la Syrie, il a été immédiatement appliqué, avant toute signature, et permis à la Luftwaffe de bombarder à partir de la Syrie les forces britanniques en Irak. Aussi a-t-il entraîné une riposte des Anglais et des Français libres au Levant, qui vont récupérer les territoires de Syrie et du Liban après plus d'un mois de combats fratricides ayant fait plusieurs milliers de victimes dans les deux camps. Il représente le cas de concessions militaires les plus poussées de la part de Darlan et de Pétain.
Après l'été 1941, c'est à l'extérieur du gouvernement que tous les mouvements collaborationnistes s'unissent plus ou moins avec la bénédiction de l'ambassadeur Otto Abetz pour créer la « Légion des volontaires français » (Légion des volontaires français contre le bolchevisme, LVF), qui est en fait une association de droit privé. De juillet 1941 à juin 1944, 16 000 volontaires se présentent, parmi lesquels 7 000 hommes sont retenus pour être engagés sur le front russe. La LVF est financée et entretenue par les Allemands, ils combattent dans des unités allemandes et portent l'uniforme allemand. Après un premier affrontement peu convaincant avec les forces soviétiques, le 536e régiment d'infanterie dans lequel sont regroupées les troupes de la LVF, est ramené à l'arrière et confronté aux seuls partisans. L'ensemble des collaborateurs engagés sous l'uniforme allemand (LVF, Milice et Waffen-SS français) sera ensuite regroupé dans la division SS Charlemagne,.
Une tentative de récupération de la LVF sous l'appellation de Légion tricolore par le gouvernement de Vichy sera un cuisant échec, en grande partie parce que le gouvernement voulait en faire une force française sous uniforme français ce qui n'était pas du tout du goût des Allemands.
Le 8 novembre 1942, lors de l'opération Torch, les alliés débarquent en Afrique du Nord à Casablanca, Alger et Oran. À Casablanca les combats sont violents. La marine de Vichy, inférieure en nombre, se livre à un « baroud d'honneur » qu'ordonne le général Noguès pour résister aux Américains. À partir du 11 novembre, l'amiral Darlan et le général Juin ainsi que la plupart des officiers français en Afrique du Nord se sont joints aux Alliés, en Algérie et au Maroc. Cependant en Tunisie, les amiraux Derrien et Esteva restent fidèles au maréchal qui a ordonné aux forces françaises d'Afrique de résister et de combattre les Alliés,.
À la suite du débarquement allié en Afrique du Nord, une unité militaire, la Phalange africaine (parfois appelée « compagnie Frankonia ») qui ne regroupera pas plus de 300 hommes est constituée en Tunisie pour combattre les Alliés aux côtés des forces de l'Axe. Elle sera écrasée fin avril 1943,.
À la fin du régime et en métropole, pour contrer les résistants de plus en plus nombreux dans les maquis, la police française laisse la place à la Milice, en contact direct avec la Waffen-SS. En mars 1944, la Milice participe à l'assaut contre le maquis des Glières (Haute-Savoie), aux côtés des forces allemandes, et aux répressions qui s'ensuivirent.

### La pratique de la collaboration des gouvernements de Vichy

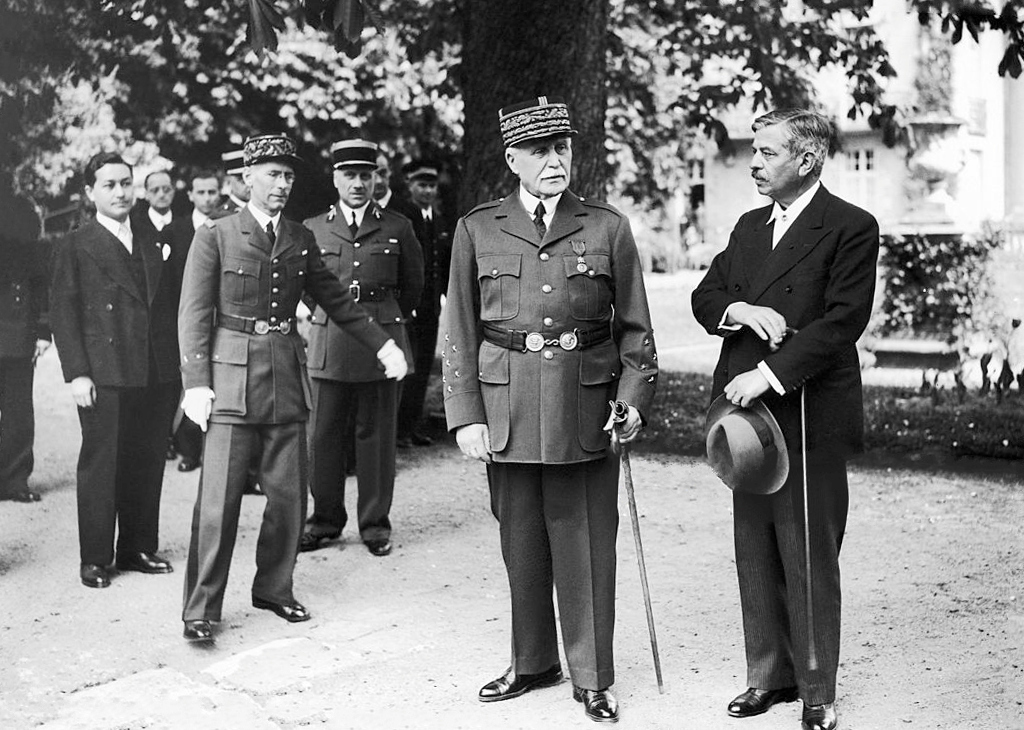
Pétain et Laval dans le parc du pavillon Sévigné à Vichy, vers 1942.

L'entrevue Hitler-Pétain à Montoire, dont le but est de manifester la bonne volonté française afin d'obtenir des concessions, ne débouche sur aucun résultat concret : juste après l'entrevue, sur ordre du gauleiter Bürckel, près de 100 000 Mosellans sont expulsés de Lorraine vers la France. De plus, 6 500 Juifs allemands, que les nazis ne veulent pas interner dans leur propre pays, sont raflés au Palatinat et en Bade-Wurtemberg, pour être confiés au gouvernement de Vichy. Celui-ci les interne au camp de Gurs, en zone sud, en attendant de les relivrer à l'ennemi, lorsque celui-ci aura pu mettre en route ses camps d'extermination de Pologne.
À partir de l'automne 1940, Laval commence à faire des concessions unilatérales aux Allemands, dans l'espoir d'être payé de retour d'une façon ou d'une autre : il cède ainsi les intérêts français dans les mines d'or de Bor, en Yougoslavie, ainsi que les réserves d'or que les Belges avaient confiées à la France en mai 1940.
Darlan pousse la politique de collaboration un peu plus loin que ne l'a fait Laval en essayant de pratiquer avec Hitler la politique du donnant-donnant. En fait, Hitler ne sera jamais vraiment favorable à une collaboration avec les Français, et les concessions militaires et policières faites par Darlan n'obtiendront pas les contreparties politiques souhaitées.
En avril 1942, Laval revient au pouvoir et essaye de promouvoir la politique de la « relève », c'est-à-dire le départ en Allemagne de jeunes travailleurs français dans le cadre du Service du travail obligatoire (STO), en échange du rapatriement de prisonniers dans la proportion d'un prisonnier pour trois ouvriers. Quelques mois plus tard, en novembre 1942, à la suite de l'opération Torch, la zone libre est envahie, et la France devient entièrement vassalisée par l'Allemagne.
Elle devient à ce moment-là incapable de s’opposer aux demandes allemandes les plus fortes. Néanmoins dès l’origine le régime est marqué diplomatiquement par une « neutralité asymétrique » (en faveur de l’Axe) dans ses relations avec les belligérants. Elle s’explique par une contradiction insurmontable qui minait le régime depuis sa fondation. Pour que Vichy puisse durer, il fallait que le IIIe Reich parvînt à son but : dominer l’Europe. Mais dans l’Europe allemande telle que les nazis la conçoivent, il n’y avait pas de place pour la France, sinon dépecée et transformée en « potager » et en « Luna Park » des aryens (l’expression est de l’historien britannique Julian Jackson,.

## La propagande et les médias

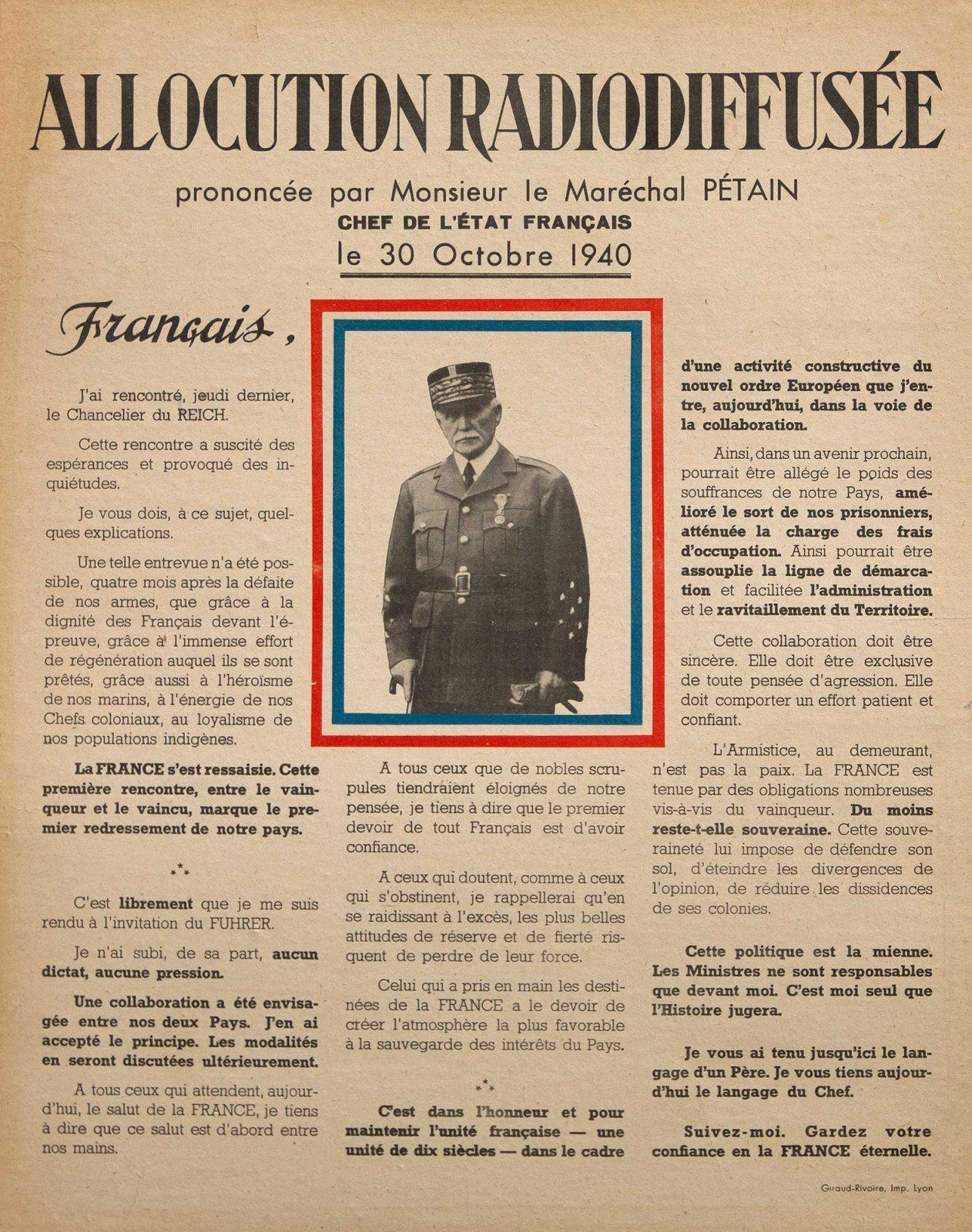
Affiche reproduisant une allocution de Pétain, radiodiffusée le 30 octobre 1940.

Dès le 18 juillet 1940 le commandement militaire allemand met en place la Propaganda abteilung qui a un rôle de contrôle et de censure sur la presse écrite, la radio, la littérature, le cinéma et l'ensemble des manifestations culturelles et bénéficie de larges moyens.
Le régime de Vichy tente également d'établir un réseau local pour diffuser sa propagande. Parallèlement est instauré un « contrôle postal » qui contraint les facteurs à ouvrir de manière aléatoire 370 000 lettres par semaine, ce qui correspond de 2 à 3 % de courrier et nourrit un climat de méfiance qui attribue les dénonciations à la délation alors qu’une grande part revient à ce contrôle et aux « imprudences » laissées dans ces lettres.

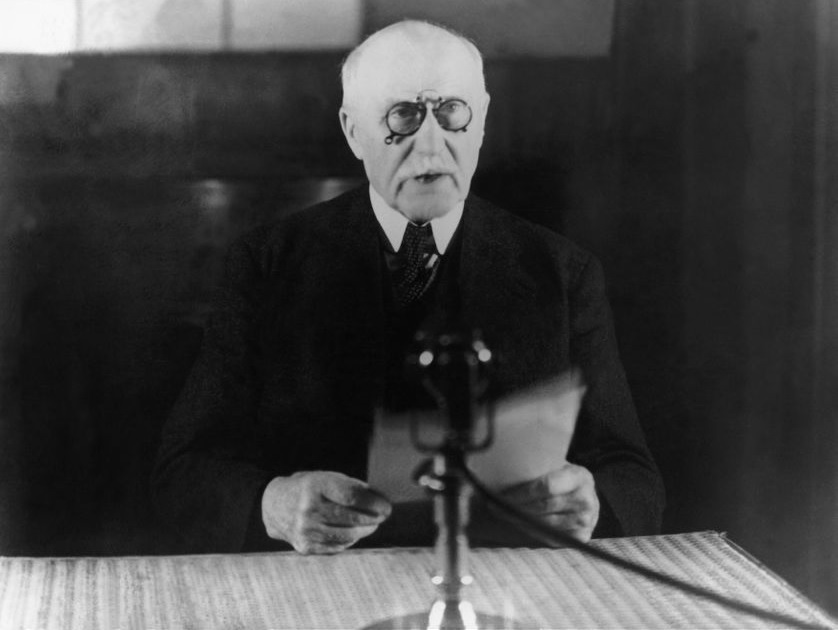
Pétain lisant un discours radiodiffusé, vers 1940-1944.

Radio-Paris, mise à la disposition des occupants en juillet 1940 et dirigée par le Dr Bofinger n'a pas de mal à recruter du personnel français choisi le plus souvent dans les rangs de l'extrême-droite, comme Jean Hérold-Paquis recruté en 1942, qui ponctue sa chronique militaire quotidienne par le slogan : « Et l'Angleterre comme Carthage, sera détruite ».
France-Actualités-Pathé-Gaumont qui diffuse dans les cinémas de la zone libre et Les Actualités mondiales, version française de la Deutsche Wochenschau diffusée en zone occupée, intensifient leurs échanges d'actualités filmées à partir de janvier 1941. On assiste, en mai 1942, à une unification sous le titre France-Actualités placé sous l'autorité d'un conseil d'administration formé de représentants allemands et de représentants de Vichy dont l'influence diminue progressivement, tendant à devenir une fiction.
La presse travaille avec les informations de l'Office français d'information.
L'Ambassade d'Allemagne possède sa propre maison d'éditions, les Éditions Le Pont.
L'affiche est un instrument de propagande utilisé par le régime pour la médiatisation de la révolution nationale. Le Centre d'études antibolchéviques qui dépend indirectement du ministère de l'Information a produit la célèbre Affiche rouge en 1944.

## Mesures antisémites en France pendant le régime de Vichy

### Repères chronologiques

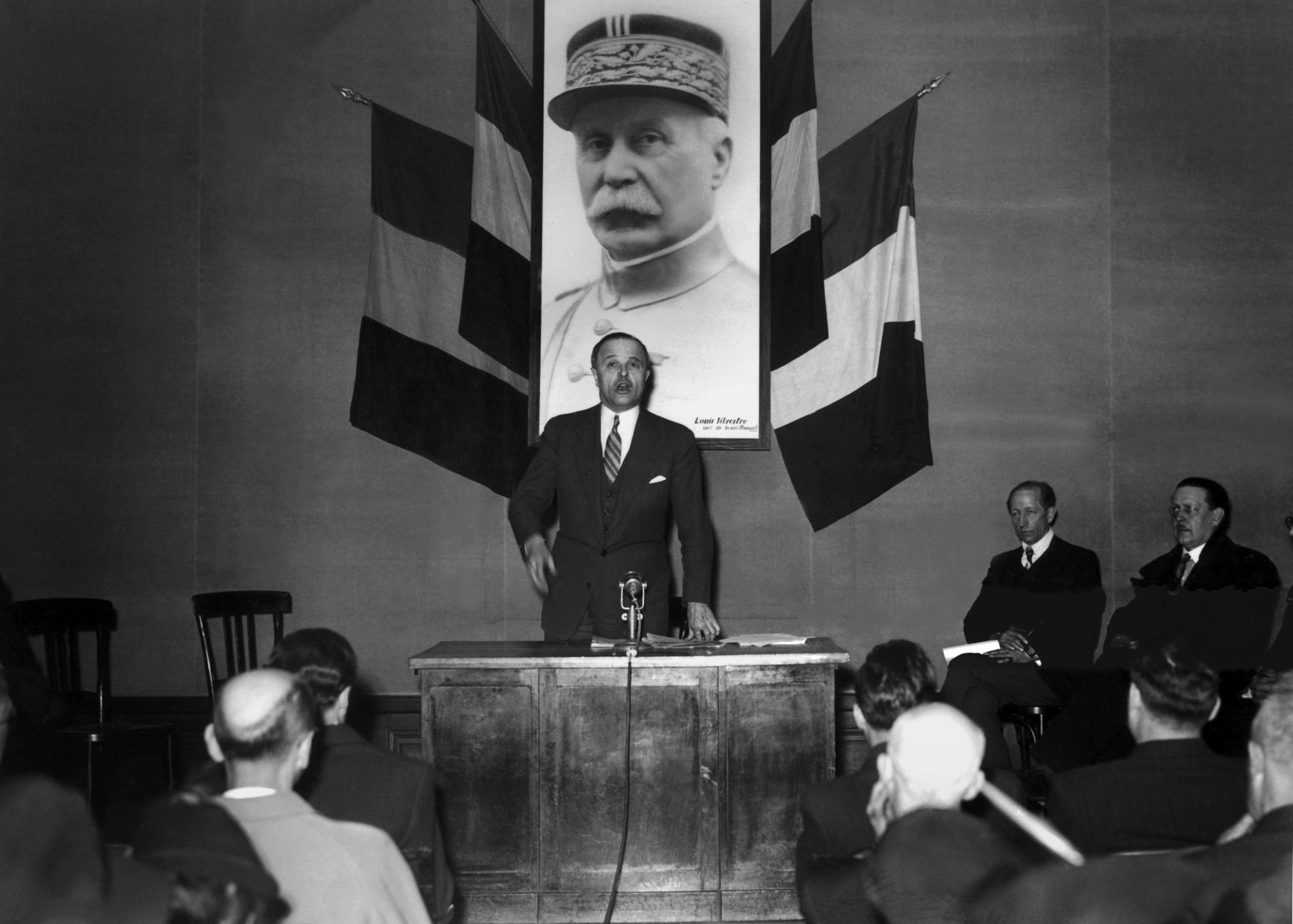
Louis Darquier de Pellepoix, Commissaire général aux questions juives, prononçant un discours sous un portrait du maréchal Pétain (vers 1942-1944).

- 10 juillet 1940 : Pierre Laval fait voter par l'Assemblée nationale les pleins pouvoirs constituants au maréchal Pétain, qui se déclare chef de l'État[7].
- 3 octobre 1940 : premier statut des Juifs. Les citoyens juifs français sont exclus de la fonction publique, de l'armée, de l'enseignement, de la presse, de la radio et du cinéma. Les Juifs « en surnombre » sont exclus des professions libérales.
- 4 octobre 1940 : la loi du 4 octobre 1940 prévoit l’internement des Juifs étrangers dans des camps. Ce seront ceux de Beaune-la-Rolande, de Pithiviers et de Jargeau dans le Loiret, de Saint-Cyprien (Pyrénées-Orientales) ainsi que d’autres encore sur l’ensemble du territoire.
- 29 mars 1941 : création du Commissariat général aux questions juives (CGQJ). Xavier Vallat premier commissaire ; Louis Darquier de Pellepoix lui succède de mai 1942 à février 1944.
- 13 mai 1941 : zone occupée : premières rafles de Juifs étrangers, organisées par la préfecture de police.
- 2 juin 1941 : deuxième statut des Juifs : par rapport au premier statut, durcissement de la définition du Juif, allongement des interdictions professionnelles, numerus clausus à l'université (3 %), et les professions libérales (2 %). Les Juifs sont obligés de se faire recenser en zone libre.
- Du 5 septembre 1941 au 15 janvier 1942, se tient au palais Berlitz, boulevard des Italiens à Paris, une exposition antisémite intitulée : « Le Juif et la France »[130]. Cette exposition de propagande tente de justifier l'antisémitisme de Vichy[130]. L'inauguration de l'exposition est diffusée par les Actualités mondiales, le 12 septembre 1941[131]. L'exposition est ensuite envoyée à Bordeaux et à Nancy[130].
- Janvier 1942 : conférence de Wannsee : les officiels nazis définissent les modalités pratiques de la « solution finale », c'est-à-dire l'extermination complète des Juifs d'Europe, enfants compris.
- 20 mai 1942 : port de l'étoile jaune obligatoire (application le 7 juin) en zone occupée.
- 16-17 juillet 1942 : rafle du Vel' d'Hiv à Paris, arrestation de 12 884 Juifs déclarés « apatrides » (3 031 hommes, 5 802 femmes et 4 051 enfants).
- 8 septembre 1943 : capitulation de l'Italie conduisant à l'occupation par les Allemands de la zone italienne (Nice) jusqu'alors épargnée par les rafles.
- 15 août 1944 : dernier convoi de déportation depuis Clermont-Ferrand.

### Les Juifs en France de 1940 à mi-1942

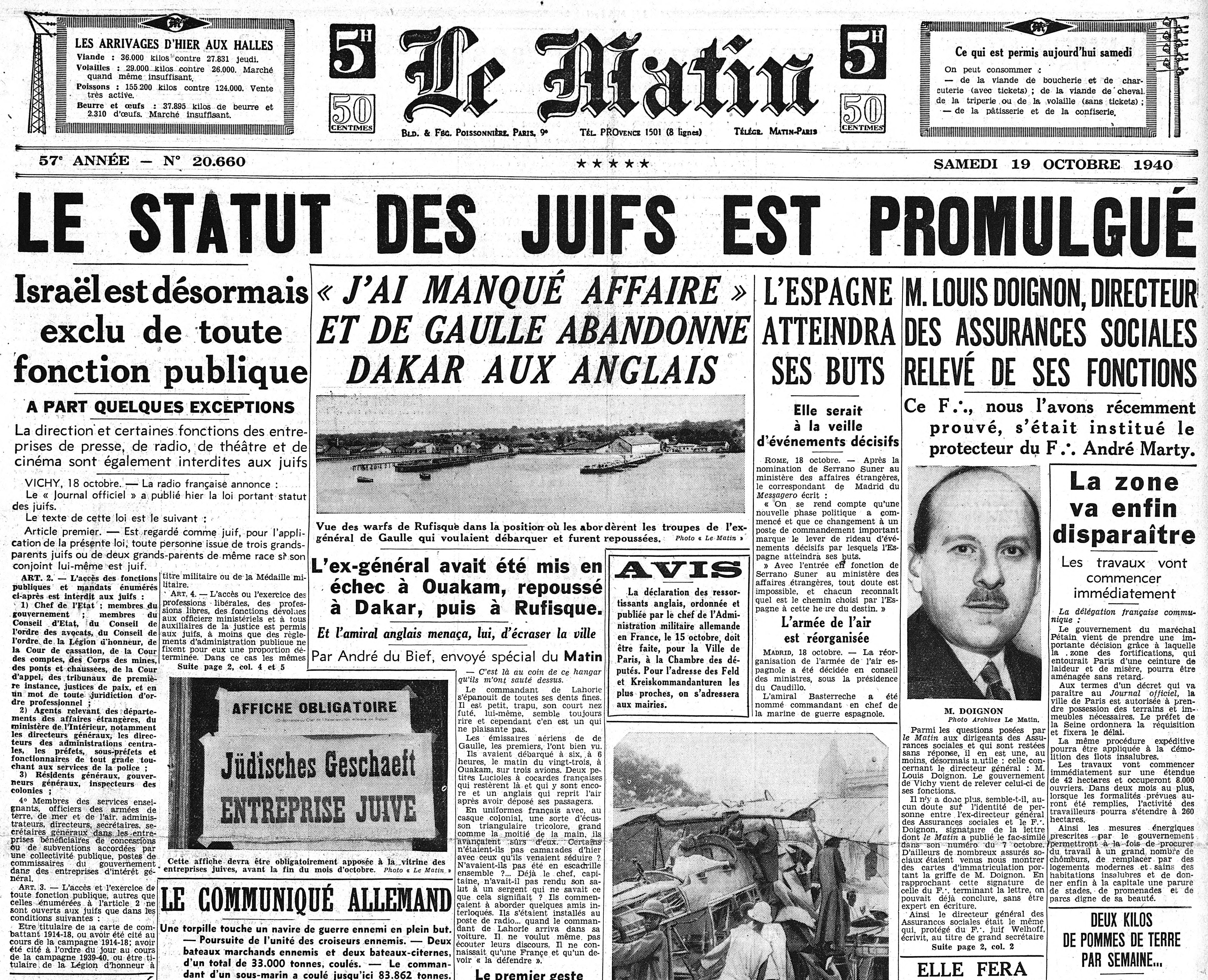
Une du journal Le Matin du 19 octobre 1940, annonçant la promulgation du statut des Juifs.

Il y a en 1940 environ 300 000 Juifs en France métropolitaine, parmi lesquels 150 000 citoyens français et 150 000 étrangers. Les deux tiers de l'ensemble, mais la très grosse majorité des Juifs étrangers vivent en région parisienne. Sur les 150 000 Juifs français, 90 000 sont de vieille souche et parmi les Juifs naturalisés ou étrangers, souvent immigrés de l'Europe de l'Est, la moitié est arrivée dans les années 1930. Les derniers arrivés sont des juifs envoyés d'Allemagne par le gouvernement nazi dans les semaines qui suivent l'armistice. Les Juifs français qui se partagent, sur le plan religieux, entre orthodoxes, libéraux et agnostiques, revendiquent plus volontiers l'appellation d'« Israélites » que celle de « Juifs ». Ils ne se reconnaissent pas forcément dans le consistoire central censé régir depuis Napoléon leur vie communautaire. Ils appartiennent souvent à des milieux aisés et cultivés, alors que les Juifs étrangers qui vivent en majorité à Paris se situent en majorité aux bas de l'échelle sociale. Ces mêmes Juifs étrangers sont généralement attachés à la yiddishkeit, symbole de la fidélité aux coutumes ancestrales.
Les Juifs de France vivent une situation d'oppression depuis juillet 1940 jusqu'à la mi-1942. À partir du printemps 1942, ils doivent faire face à la politique génocidaire de la « solution finale » décidée par les nazis dans l'Europe occupée. Cette tentative d'extermination des Juifs dans toute l'Europe occupée est maintenant connue sous le nom d'Holocauste ou de Shoah. Il s'agissait pour les nazis de déporter tous les Juifs d'Europe vers des camps d'extermination situés principalement dans l'Est de l'Allemagne et en Pologne. Jusqu'en novembre 1942, date de l'occupation de la zone libre, la situation des Juifs n'est pas exactement la même en zone libre et en zone occupée. Les lois françaises antijuives s'appliquent sur l'ensemble du territoire, mais en zone occupée s'ajoutent des décrets allemands.
Le gouvernement de Vichy mène une politique de restriction des droits des Juifs et des francs-maçons dès son installation, avant même que les Allemands n'en expriment la demande expresse. Dès juillet 1940, le ministre de la Justice Alibert crée une commission de révision des 500 000 naturalisations prononcées depuis 1927, chargée de l'application de la loi du 22 juillet 1940. Le retrait de la nationalité concernera 15 154 personnes dont 7 000 Juifs environ,.
Le 16 août 1940, le décret-loi Marchandeau du 21 avril 1939 réprimant l'injure et la diffamation raciales est abrogé par une loi du gouvernement de Vichy.
Le 23 septembre 1940, le Militärbefehlshaber in Frankreich (de) (Chef de l'administration militaire allemande en France), promulgue une ordonnance qui interdit aux Juifs qui ont fui la zone occupée d'y retourner, oblige les commerces juifs de la zone occupée de se signaler par une affiche spéciale, et oblige les Juifs de la zone occupée à se faire recenser auprès de leur sous-préfecture avant le 20 octobre 1940.

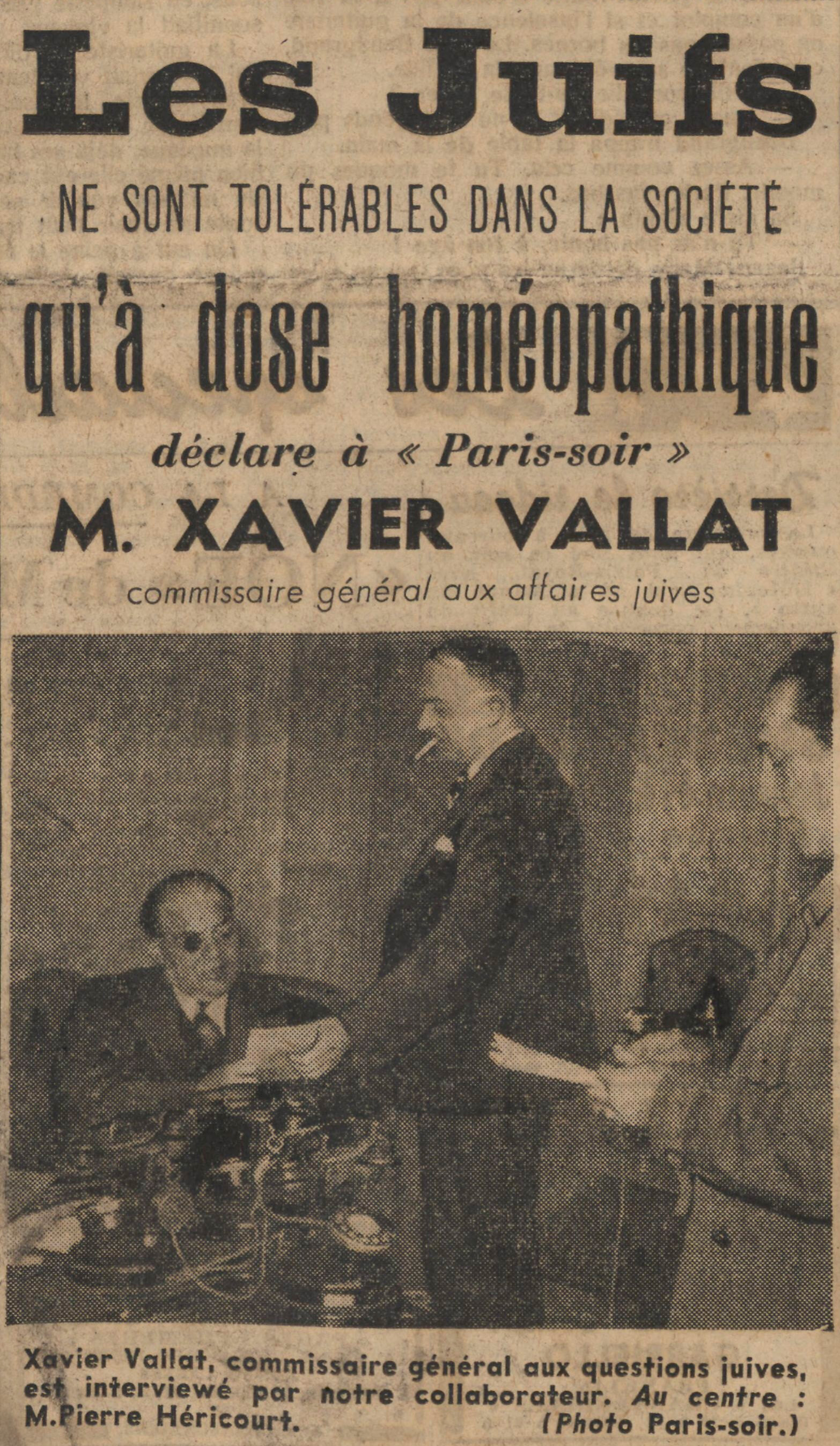
Les Juifs ne sont tolérables dans la société qu'à dose homéopathique.
Interview de Xavier Vallat, commissaire général aux questions juives, publiée dans le journal collaborationniste Paris-Soir (5 avril 1941).

En octobre 1940, le Conseil des ministres de Vichy promulgue le premier statut des Juifs (voir Lois sur le statut des Juifs du régime de Vichy) : les citoyens juifs français sont exclus de la fonction publique, de l'armée, de l'enseignement, de la presse, de la radio et du cinéma. Les Juifs « en surnombre » sont exclus des professions libérales. Le 7 octobre 1940, l'abrogation du décret Crémieux prive 100 000 Juifs d'Algérie de la citoyenneté française.
Un Commissariat général aux questions juives est créé en mars 1941, sous la direction de Xavier Vallat. Sa mission est de veiller à l'application de la législation antijuive.
Le deuxième statut des Juifs de juin 1941 est encore un peu plus restrictif : il allonge la liste des professions d'où sont exclus les Juifs et établit un numerus clausus limitant la proportion de Juifs à 3 % dans l'université et 2 % dans les professions libérales. Ce statut autorise les préfets à pratiquer l'internement administratif de Juifs de nationalité française.
Enfin, en juillet 1941, les Juifs doivent céder leurs droits sur les entreprises à des « Aryens ». Les Allemands avaient appliqué cette mesure en zone occupée depuis octobre 1940.
Selon les mots d'Asher Cohen :

« Sans cette législation sanctionnée par un gouvernement français respecté parce que légitime, les déportations ultérieures étaient presque impensables, en tout cas, bien plus compliquées à exécuter […] L'aryanisation semble être le domaine où une certaine efficacité fut obtenue et où les résultats furent impressionnants. Les Juifs furent effectivement écartés de la vie économique de la nation, apparemment sans grande difficulté<. »

Quant aux Juifs étrangers, venus des pays de l'Est à la suite déjà des menaces et persécutions nazies d'avant-guerre, ils sont considérés comme des indésirables en France. Les difficultés de la capitulation ont, aussi, rendu les conditions d'accueil beaucoup plus précaires. À partir du 4 octobre 1940, les préfets peuvent interner les étrangers de « race juive » dans des camps spéciaux ou les assigner à résidence. En février 1941, 40 000 Juifs étrangers croupissent dans une série de camps : Les Milles, Gurs, Rivesaltes, etc.. En juillet 1940, alors que la « solution finale » n'était pas encore à l'ordre du jour, les Allemands avaient expulsé 20 000 Juifs d'Alsace et de Lorraine vers la zone non occupée. Plus tard, à partir de 1942, lorsque des pressions commencent à s'exercer pour pouvoir mettre en œuvre la « solution finale », le gouvernement français sut toujours se montrer conciliant pour livrer aux Allemands des Juifs étrangers. La collaboration entre les polices allemandes et françaises est renforcée par ce qu'on appelle les accords Bousquet-Oberg, du nom du chef de la police française et du représentant en France de la police allemande. Les Allemands peuvent compter sur la police française pour rafler les Juifs étrangers, du moins jusqu'à la fin 1942. En novembre 1941, sous la pression allemande, Xavier Vallat crée l'Union générale des israélites de France (UGIF) qui doit intégrer toutes les organisations sociales juives. Pour les nazis, il s'agissait de faciliter les persécutions antisémites, comme ils l'avaient fait avec les Judenrat en Europe de l'Est. Xavier Vallat met à la tête de l'UGIF des notables français qui pratiquent un légalisme souvent contesté par les organisations juives immigrées.

### Mise en œuvre de la solution finale

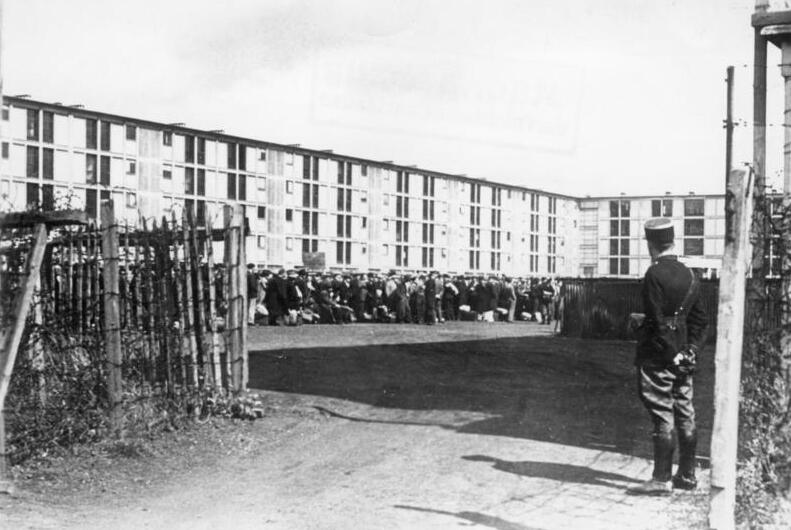
Camp de Drancy, août 1941.

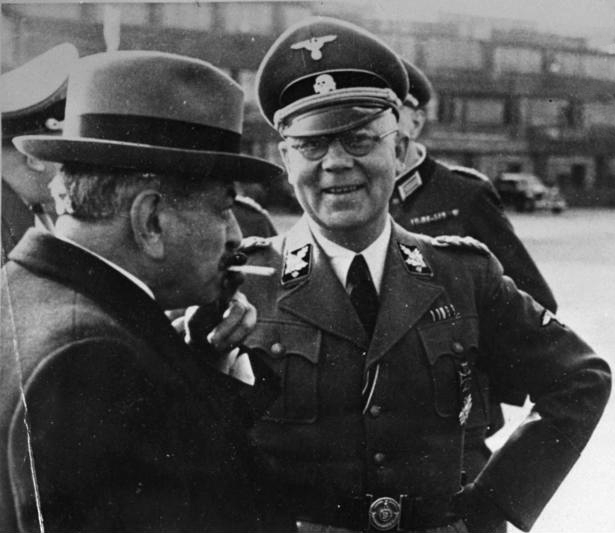
Pierre Laval et Carl Oberg à Paris, le 1 mai 1943.

Les Allemands commencent à mettre en œuvre en France leur politique d'extermination massive des Juifs d'Europe dès mars 1942, où un convoi de déportés juifs quitte Compiègne, plaque tournante vers les camps d'extermination. Officiellement, il s'agit de les regrouper dans une région mal définie (on parle de la Pologne) que les Allemands auraient décidé de mettre à la disposition des Juifs. Parmi eux se trouvent des Juifs français, et le gouvernement de Vichy n'exprime pas de protestation. En zone occupée, les Juifs sont obligés de porter l'étoile jaune à partir de mai 1942. Cette mesure ne sera jamais imposée en zone sud, même après son occupation par les Allemands. La déportation des Juifs va prendre une grande ampleur à partir de la rafle du Vel' d'hiv, les 16 et 17 juillet 1942 : 12 884 Juifs apatrides (3 031 hommes, 5 802 femmes et 4 051 enfants) sont arrêtés par la police française, rassemblés au Vélodrome d'hiver dans des conditions sordides, puis à Drancy, d'où ils seront acheminés vers les camps d'extermination. Fin août 1942, en zone libre, 7 000 Juifs étrangers sont raflés et livrés aux Allemands.
Contrairement aux premières lois antijuives, mais comme pour l'aryanisation, l'initiative de la déportation qui coïncide avec l'imposition de l'étoile jaune à Paris fut allemande. La rafle du Vel' d'hiv avait été précédée en mai 1942 d'un certain nombre de pourparlers entre Heydrich, Oberg, Knochen et Dannecker du côté allemand et Pierre Laval, Bousquet et Legay du côté français. Les différents interlocuteurs français n'accédèrent pas aux demandes des Allemands de procéder à la déportation de Juifs français, mais par contre acceptèrent d'étendre à la zone libre la déportation de Juifs étrangers. L'organisation des rafles était confiée à la police française selon les termes d'une sorte de protocole signé le 2 juillet 1942 que l'on appelle les accords Oberg-Bousquet,,. Au Conseil des ministres du 3 juillet, Pierre Laval aurait déclaré :

« Il faut distinguer entre Juifs français et déchets expédiés par les Allemands eux-mêmes. L'intention du gouvernement allemand serait de faire un État juif à l'est de l'Europe. Je ne serais pas déshonoré si j'expédie un jour vers cet État juif les innombrables Juifs étrangers qui sont en France. »

Les deux trains de mesures antijuives, celui d'octobre 1940 et celui de juin 1941 n'avaient guère soulevé de protestations de la part des autorités religieuses qui restaient le plus fidèle soutien du régime. Tout juste, le cardinal Gerlier, primat des Gaules, avait-il remis au chef de l'État, en septembre 1941 une note exprimant des réserves sur la politique antisémite. Son homologue protestant, le pasteur Boegner, avait adressé une lettre personnelle à l'amiral Darlan un peu plus tôt, en mars 1941. De même, les conditions très dures d'internement des Juifs étrangers n'avaient guère ému l'opinion publique. Seules quelques organisations charitables, soit juives, soit protestantes (la CIMADE), rejointes par quelques catholiques s'étaient préoccupées de porter secours aux internés des camps de Gurs, Noë, Récébédou, etc..
À partir de la mi-1942, on assiste à un revirement de l'opinion publique. Le port de l'étoile jaune, d'abord avait suscité la réprobation de beaucoup de Français, ainsi qu'une nouvelle protestation du pasteur Boegner. Ce sont enfin les rafles de l'été 1942 qui provoquent un tournant décisif. Non seulement parmi les chrétiens de base, mais également parmi la hiérarchie catholique. En plus des démarches confidentielles, cinq prélats catholiques de la zone sud font connaître publiquement, en chaire, leur désapprobation. La protestation la plus célèbre est celle de Mgr Jules Saliège, archevêque de Toulouse, dont la lettre est lue en chaire le 23 août.
Dorénavant, Laval et Bousquet mettront en avant l'opposition de l'Église dans les pourparlers avec Oberg pour réduire l'implication de la police française dans le processus de déportation des Juifs. Selon les mots de Serge Klarsfeld, « la fin de cette coopération massive ne se situe pas en 1943, après la défaite de Stalingrad […] mais en septembre 1942, alors que l'Allemagne est encore victorieuse ». Ce tournant ne veut pas dire arrêt : la police française, toujours sous les ordres de Bousquet, arrête dans la région parisienne 700 personnes en octobre, 600 en novembre et 835 en décembre, dont la plupart étaient françaises.

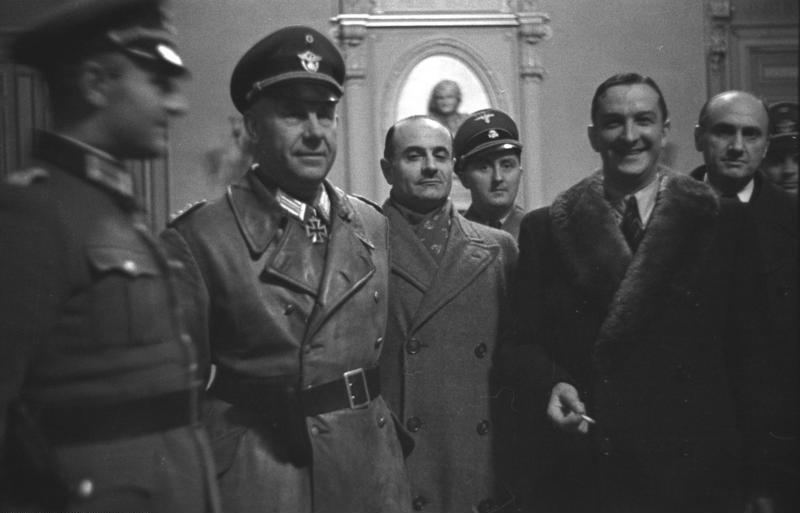
René Bousquet (avec col de fourrure, le 2e en partant de la droite) entouré par, de gauche à droite, le SS-Sturmbannführer Bernhard Griese (en manteau de cuir), le préfet régional Antoine Lemoine, le chef local de la Sipo et du SD Rolf Mühler (derrière Lemoine), l'administrateur de Marseille Pierre Barraud, à l'hôtel de ville de Marseille le 23 janvier 1943, pendant la rafle de Marseille.

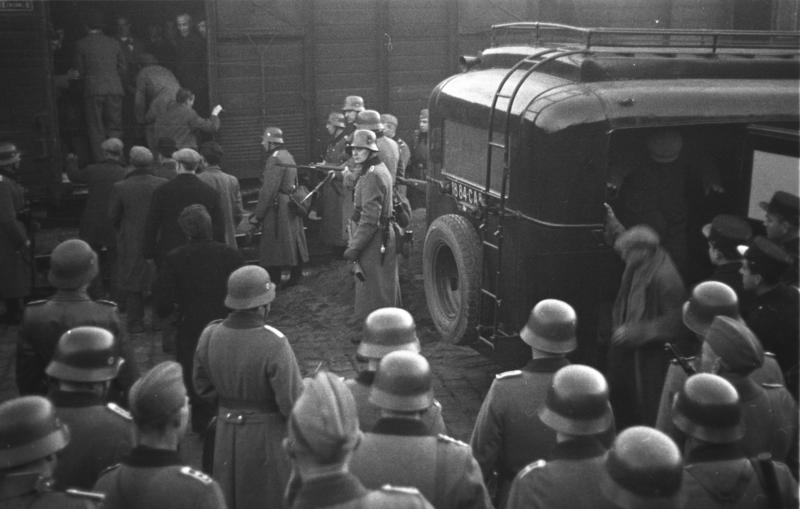
Déportation de Juifs, gare d'Arenc, Marseille, 24 janvier 1943.

En novembre 1942, les Allemands envahissent la zone sud. Aussitôt, le Höherer SS und Polizeiführer s'installe dans toutes les préfectures pour développer ses activités antijuives. La police allemande montre sans doute moins d'efficacité que la police française, mais elle traque aussi bien les Juifs français que les étrangers, et beaucoup de Juifs français de la zone sud, se croyant protégés ou oubliés par le gouvernement de Vichy, n’avaient pas pris l'habitude de se cacher. De novembre 1942 à septembre 1943, la zone d'occupation italienne, à savoir les deux départements de la Savoie et surtout les Alpes-Maritimes, devient le dernier refuge pour les Juifs. On en trouve près de 30 000, en septembre 1943 dans ce qui deviendra une souricière, lorsque les Allemands envahissent la zone après la capitulation de l'Italie. Sous la conduite d'Alois Brunner, la police allemande et une unité de Waffen-SS ratissent les trois départements, mais faute d'un appui suffisant des autorités françaises, l'opération n'aboutit qu'à l'arrestation de 2 000 Juifs, déportés à Drancy puis à Auschwitz.
Pour Laurent Joly, les dirigeants de Vichy n'envisageaient initialement probablement pas un « assassinat systématique » des Juifs déportés mais leur attitude depuis l'été 1942 « se décrypte de manière évidente comme la volonté de masquer leur participation à un crime ». Pierre Laval ment en Conseil des ministres sur le nombre de Juifs déportés. En septembre 1942 Laval ne pose plus aux Allemands la question sur ce que vont devenir les Juifs, mais leur demande ce qu'il faut dire. Laval « calcule que si crime il y a, la victoire militaire de l'Allemagne le fera oublier, les vainqueurs ayant toujours raison ».
Renaud Meltz mentionne que le 4 juillet 1942, une entrevue entre Bousquet, Knochen et Dannecker, donne ce résultat : « Le fait de débarrasser la France des Juifs, malgré la guerre, est plus qu'un geste de la part de l'Allemagne et témoigne, sans aucune ambiguïté possible, de notre volonté de résoudre la question à l'échelle européenne ». Meltz et Bénédicte Vergez-Chaignon ajoutent que Bousquet annonce aux évêques français qui veulent protester sur le sort des Juifs après la rafle qu'ils sont « Destinés à disparaître du continent »,. L. Joly considère que Bousquet, comme Laval, "s'enferme dans la même logique de déni et de camouflage de la réalité".
Au sein de la population, si la réalité du programme d'extermination industrielle n'est pas connue avec précision en France, le sort des juifs parait funeste pour beaucoup,. Le chef de cabinet civil de Philippe Pétain écrit dans son journal à la date du 23 juillet 1942 : « Ils seront envoyés en Pologne avec des vivres pour 17 jours, cinquante par wagon plombé, sans eau. Les Allemands verront à l'arrivée ce qui reste de vivant ». En octobre, plus personne à Vichy n’ignore le sort final des déportés juifs selon Paul Morand : le gazage.
Pour l'opinion publique, les protestations des évêques à l'été 1942 mentionnent sans ambiguïté qu'on peut s'attendre à la mort des déportés. Certains tracts des mouvements de Résistance sont tout aussi explicites,. Laval et Bouquet sont extrêmement contrariés de ces protestations, car elles jettent une lumière crue sur une réalité qu'ils se refusent à voir : le destin fatal des déportés.
En juillet 1942, au moins un journal ultra-collaborationniste, Au Pilori, publie un article qui annonce, au-delà des seules déclarations d'intention d'Hitler, un « plan général et définitif » pour exterminer le judaïsme européen. Selon Annick Durafour et Pierre-André Taguieff, ce dévoilement imprudent est sans doute ce qui explique la mise à l'écart quelques semaines plus tard du commanditaire et responsable du Pilori, Jean Lestandi.

#### Réactions aux déportations organisées par le régime de Vichy et sauvetage des Juifs
Une grande partie des 75 000 Juifs déportés vers les camps de la mort le furent avec la participation de la police du gouvernement de Vichy. L’historien Serge Klarsfeld établit que sur près de 320 000 juifs établis en France avant 1940, environ 74 150 ont été déportés, soit un taux de survie de 75 %. L’historien Jacques Sémelin explique ce taux de survie, parmi les plus forts d’Europe occupée par les Nazis, grâce aux « réseaux de sociabilité » au sein de la population française mais rejette cependant la thèse d’une quelconque protection du régime de Vichy. Cette thèse est également rejetée par Laurent Joly qui rappelle que la politique de Pétain ne fut « nullement une politique de sauvetage ». L'ensemble des Français est resté relativement passif devant les lois antijuives dans les années 1940-1941, mais un revirement de l'opinion s'opère avec les grandes rafles de l'été 1942. Dès lors s'est enclenché un processus de complicité, active ou passive, de milliers de Français non juifs pour leur venir en aide, à commencer par les enfants. Un grand nombre d'établissements religieux, couvents, écoles, pensionnats, orphelinats, ouvrent leurs portes aux proscrits. D'autres sont accueillis dans des familles.
Lors des rafles ou arrestations importantes nécessitant une préparation et une logistique, par exemple celle du Vel' d'Hiv, des agents de préfecture ou des policiers français ont pu, à titre individuel, prévenir des arrestations,. Des Juifs sont ainsi sauvés ou bénéficient également de protections de la part d'une partie de la population. Localement, des auteurs ont mis en évidence des cas de désobéissance civile qui, la plupart du temps, demeurent anonymes.
Une résistance juive spécifique se développa également pour s'opposer à la politique d'extermination nazie et notamment pour mettre sur pied des filières permettant de mettre à l'abri les enfants juifs dans des familles nourricières « aryennes » ou dans des institutions religieuses . Face aux déportations certaines institutions religieuses, juives, protestantes ou catholiques jouèrent un rôle de premier plan pour l'accueil, la production de faux papiers et l'organisation de filières d'évasion. Par exemple, sous la conduite du pasteur André Trocmé et de sa femme Magda, Le Chambon-sur-Lignon, village de Haute-Loire, accueille, de 1941 à 1944, pour des périodes plus ou moins longues, un total de 2 500 Juifs. De même, certains prélats catholiques, tel Jean-Joseph Moussaron à Albi, protestèrent publiquement contre les persécutions organisèrent l’accueil clandestin de réfugiés Juifs dans un réseau d’institutions choisies, ainsi que la délivrance de faux certificats de baptême.

### Statistiques
En 1940, entre 300 000 et 330 000 Juifs vivent en France métropolitaine. Entre le printemps 1942 et à la Libération en 1944, 76 000 Juifs sont déportés vers les camps d'extermination, en 79 convois. 2 500 seulement reviendront. Un tiers étaient des Français juifs, et deux tiers des Juifs étrangers. 14 % avaient moins de dix-huit ans et 12 % plus de soixante ans.
De mars à décembre 1942, 43 000 Juifs ont été déportés en 43 convois, à destination d'Auschwitz. Les trois quarts venaient de la zone nord et le quart restant de la zone sud.
En 1943, 17 000 Juifs sont déportés en 17 convois, 13 pour Auschwitz, 2 pour Majdanek et 2 pour Sobibor.
En 1944, (7 premiers mois), 16 000 Juifs sont déportés en 14 convois pour Auschwitz.
Au terme d'un livre consacré à la persécution et au sauvetage des Juifs sous l'occupation et sous Vichy, l'historien israélien Asher Cohen conclut :

« La perte d'un quart de la population juive résulte donc, non seulement de la décision allemande, mais aussi de la collaboration française. La survie des trois quarts tient autant à l'inefficacité des persécuteurs qu'à des actions de sauvetage. La pression de l'opinion, l'intervention publique de quelques prélats et les réticences dans le gouvernement et dans l'administration, dès la fin de 1942, limitèrent les pertes. La réaction juive, inefficace dans ses débuts, réussit ensuite à profiter d'une sympathie dans la population assez large pour organiser des actions de sauvetage importantes. »

## Novembre 1942: l’opération Torch et l'occupation de la zone libre

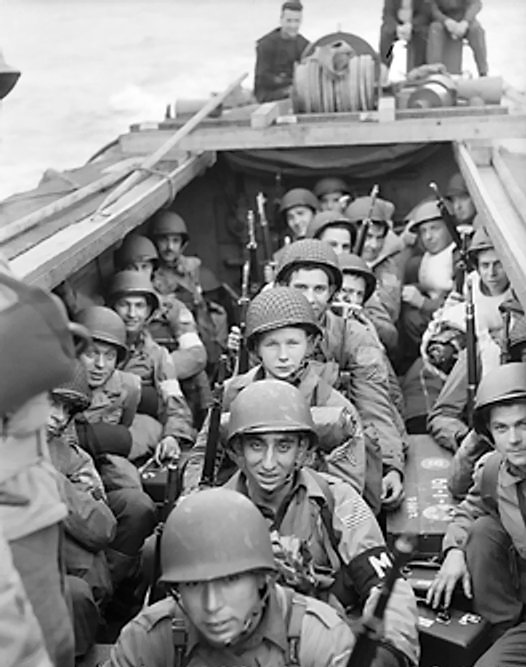
Troupes américaines s'apprêtant à débarquer à Oran, en novembre 1942, lors de l'opération Torch.

Le mois de novembre 1942 est un tournant dans la Seconde Guerre mondiale, qui marque le moment où, pour la première fois depuis les accords de Munich (1938), Hitler a perdu l'initiative à l'Ouest. Pour la France de Vichy, il s'agit d'une rupture qui n'a pas échappé aux contemporains. En perdant à la fois sa souveraineté sur une partie de la France et sur l'Empire, la situation spécifique qui permettait de justifier la politique de neutralité et de collaboration s'effondre.

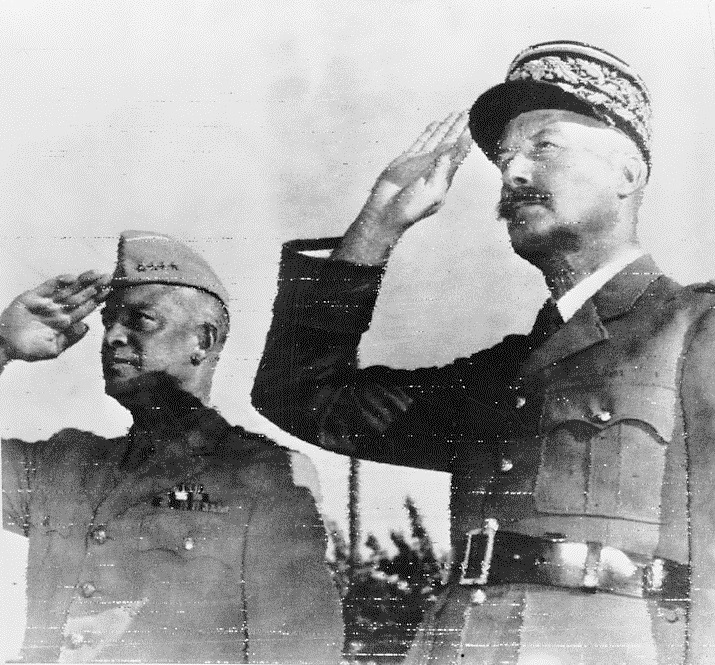
Le général Eisenhower, commandant en chef des Armées Alliées en Afrique du Nord, et le général Giraud commandant des Forces Françaises (Commandement en chef français civil et militaire), saluant les drapeaux des deux nations au quartier général des Alliés à Alger. 1943

Dans le cadre de l'opération Torch, les Américains et les Anglais débarquent le 8 novembre 1942 sur les côtes d'Afrique du Nord, en Algérie et au Maroc. Grâce à l'action des résistants locaux, qui, en accord avec les consuls américains, occupent les points stratégiques d'Alger, et y neutralisent pendant plusieurs heures les officiers généraux vichystes, à commencer par Juin et Darlan, les Alliés peuvent débarquer sans opposition, puis encercler la ville et obtenir dans la journée sa capitulation avec son port intact. Par contre, à Oran, et surtout au Maroc, à Casablanca, le général Noguès, résident général et le vice-amiral Michelier, fidèles à Vichy, opposent une résistance tant héroïque qu'inutile qui se solde par 1 346 morts français et 2 000 blessés d'une part et 479 morts américains et 720 blessés. Il s'ensuit une situation politique complexe à Alger où les Américains traiteront avec Darlan qui s'y trouve par hasard, et prend le pouvoir en Afrique au nom du maréchal Pétain. Darlan conserve toutes les lois de Vichy et maintient les déportés politiques dans les camps de concentration d'Afrique du Nord. L'amiral Darlan est assassiné le 24 décembre 1942 par Fernand Bonnier de La Chapelle, et remplacé par Giraud. Ce dernier maintient le régime de Vichy et fait arrêter 27 chefs de la résistance qu'il envoie dans différents camps dont ils ne seront libérés que courant 1943. Il faudra attendre le 30 mai 1943 pour que de Gaulle s'installe à Alger, mais sur la pointe des pieds, et plusieurs mois encore pour que, après avoir évincé Giraud en octobre 1943, il parvienne enfin à rétablir la législation républicaine.
Pour Vichy, l'opération a une double conséquence :
D'une part, la perte complète de l'Empire, car après que l'AEF (Afrique équatoriale française) est passée dans le camp de la France libre dès août 1940, puis la Syrie et le Liban, après l'intervention des Britanniques, c'est non seulement l'Afrique du Nord qui échappe au contrôle de Vichy, mais aussi l'AOF (Afrique occidentale française) qui se rallie à Darlan le 23 novembre. Le 30 novembre, La Réunion se rallie à la France combattante.
D’autre part, l'invasion par la Wehrmacht de la zone libre le 10 novembre 1942, met fin au statut très particulier de la France occupée. L'armée d'armistice, qui a combattu les Alliés au Maroc livre la zone sud aux forces de l'Axe sans tirer un coup de feu, ce qui n'empêche pas les occupants de la dissoudre. Laval crée alors la Milice, dirigée par Darnand, pour remplacer l'armée dissoute et réprimer les dissidents. Quant à la flotte de Toulon, elle se saborde in extremis le 27 novembre 1942, contre la demande de Laval, et après s'être laissée encercler par les Allemands et avoir refusé de rejoindre les Alliés, malgré l'ordre donné dès le 11 novembre, par Darlan, à l'amiral de Laborde, commandant les forces maritimes de haute mer à Toulon, de se rallier à lui.

## Les relations diplomatiques avec les Alliés

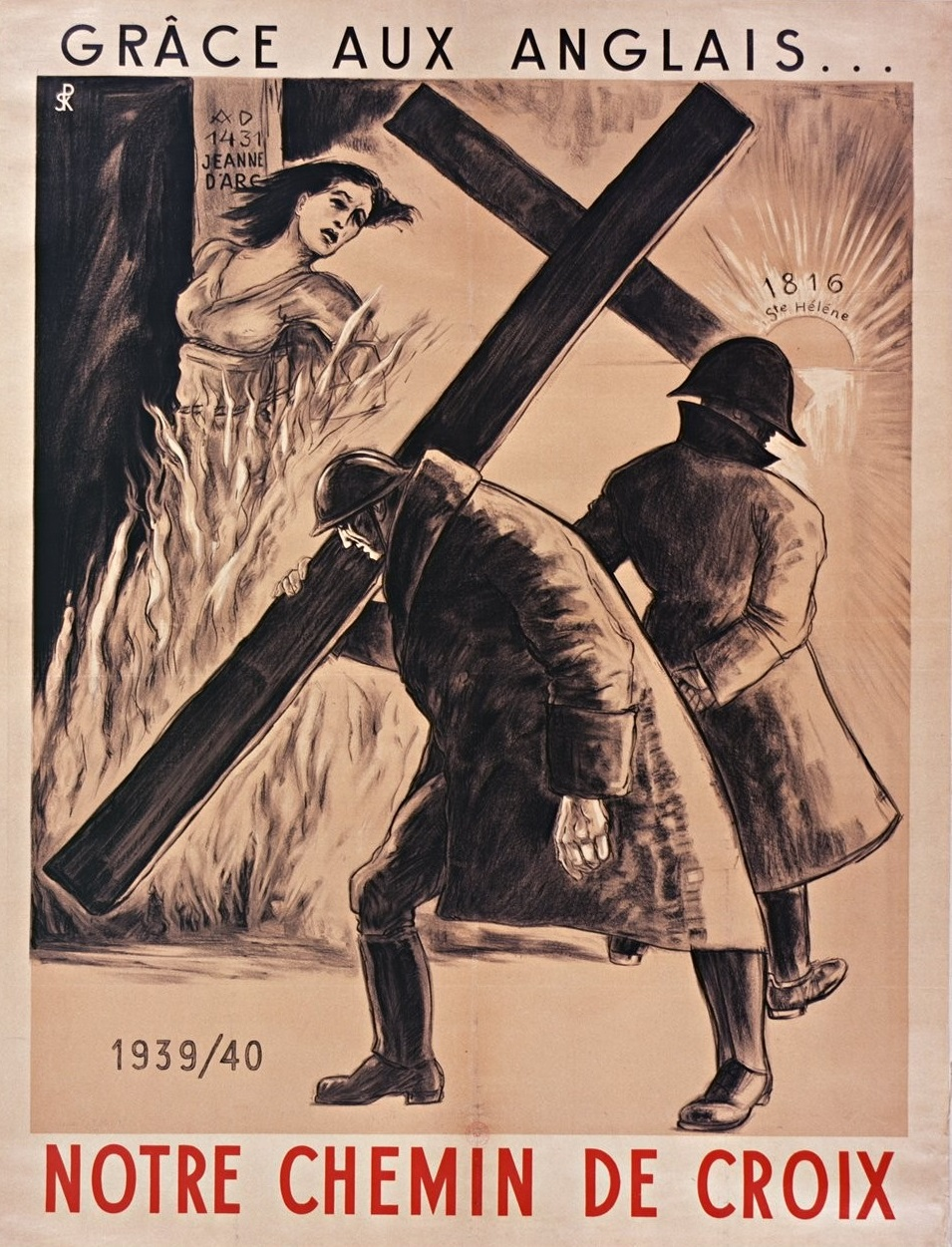
Affiche de propagande anti-britannique évoquant le bûcher de Jeanne d'Arc, l'exil de Napoléon Ier et le chemin de croix d'un soldat français de 1939-1940 (anonyme, 1940).

Le Royaume-Uni, le 3 juillet 1940, peu de temps après l'armistice du 22 juin 1940, attaque au cours de l'opération Catapult une escadre militaire française au mouillage à Mers el-Kébir, tuant 1 297 marins français et coulant ou endommageant gravement trois navires de ligne et un contre-torpilleur. Les Britanniques craignaient que l’escadre française tombe dans les mains de la Kriegsmarine et puisse être employée contre ses propres forces navales qui étaient essentielles pour le maintien de libres communications maritimes mondiales et pour les communications maritimes des Alliés. En conséquence, Vichy rompt immédiatement ses relations diplomatiques avec le Royaume-Uni.
Les conditions de l'armistice permettent, sous très strictes conditions, que la France conserve l’utilisation de sa Marine nationale. Le régime de Vichy s’est toutefois engagé auprès des Alliés à ce qu’elle ne tombe pas dans les mains de l'Allemagne du Troisième Reich, mais il a refusé de l’envoyer hors d’atteinte de la zone d’influence de l'Allemagne, soit au Royaume-Uni, ou soit dans les lointains territoires de l'Empire colonial français (comme dans les Antilles françaises). Ce refus de mettre hors d’atteinte la Marine nationale n'est pas sécurisant pour Winston Churchill. Celui-ci fait donc saisir par la Royal Navy les bâtiments français amarrés dans les ports britanniques, par la ruse ou par la force. Sous le commandement de l’amiral René-Émile Godfroy, une escadre française est mouillée dans le port d'Alexandrie. Après la conclusion d’un accord avec l’amiral Andrew Cunningham (commandant de la Royal Navy en Méditerranée) elle est immobilisée jusqu'à l'été 1943, ses munitions débarquées et sans mazout pour appareiller.
L'URSS maintient, jusqu'au 30 juin 1941, ses relations diplomatiques avec le régime de Vichy : elle les rompt lorsque Vichy annonce son soutien à l'opération Barbarossa,.

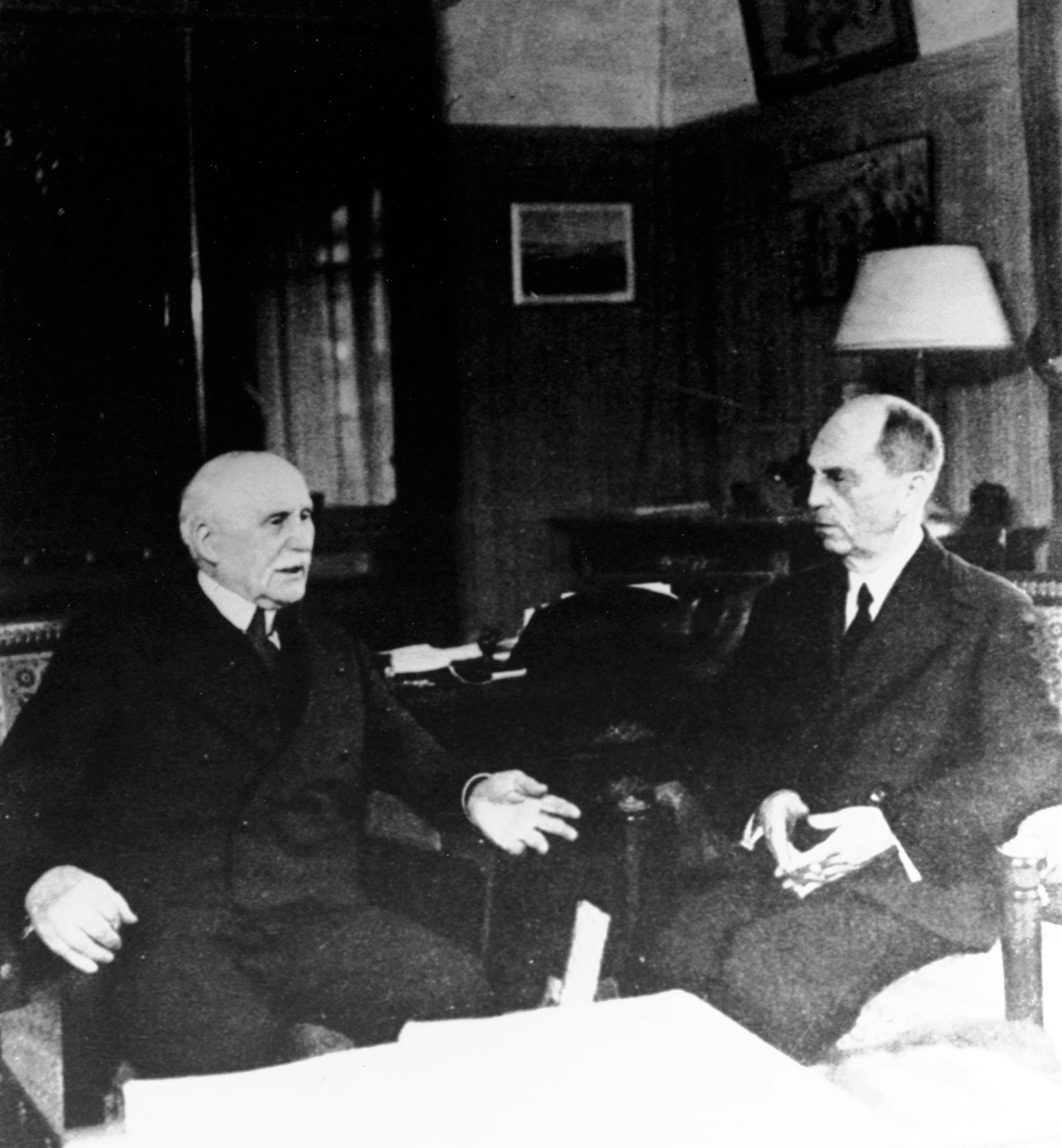
Pétain et l'amiral William Leahy, ambassadeur des États-Unis à Vichy, avril 1942.

Les États-Unis accordent leur reconnaissance diplomatique au régime de Vichy et envoient en France, jusqu’en novembre 1942 (invasion de la zone libre par les troupes du IIIe Reich), l’amiral William Leahy en tant qu'ambassadeur des États-Unis. Le président Franklin Delano Roosevelt et son secrétaire d'État Cordell Hull espèrent user de l'influence américaine pour encourager la résistance des éléments du gouvernement de Vichy opposés à la collaboration militaire avec l'Allemagne. Ils veulent aussi encourager le régime de Vichy à la résistance envers des demandes militaires allemandes comme l’usage des bases aériennes françaises en Syrie, ou le déplacement de matériel de guerre du territoire métropolitain en Afrique du Nord. La position américaine est que le régime de Vichy ne doit prendre aucune mesure qui ne soit explicitement exigée par les termes de l’armistice et/ou qui pourrait compromettre les efforts des Alliés dans la guerre.
Le Canada maintient, jusqu'au début de novembre 1942, ses relations diplomatiques avec le régime de Vichy, il le fait tant de sa propre initiative qu'à la demande du gouvernement britannique qui souhaite conserver une voie de communication. Il les rompt avec l'entrée des troupes allemandes dans la zone libre administrée par le régime de Vichy.
L'Australie maintient, jusqu'à la fin de la Seconde Guerre mondiale, ses relations diplomatiques avec le régime de Vichy et entretient également des relations diplomatiques avec la France libre du général de Gaulle ; citation de l’ambassade de France à Canberra : « De juin 1940 à juillet 1944, la représentation diplomatique française basée à Sydney était duale, une représentation officiant pour le gouvernement de Vichy et l’autre pour le général de Gaulle ».

## L'Empire colonial français (1940-1945)
La période 1940-1944 voit s'affronter certains Français les uns contre les autres, dans une forme de guerre « franco-française ». Deux pouvoirs se disputent la légitimité : le gouvernement de Vichy et l'autorité de Londres sont amenés à des confrontations directes pour se disputer les morceaux de l'Empire français. À Dakar, en septembre 1940, les forces fidèles à Pétain repoussent l'intervention des Forces françaises libres et des Britanniques, et en Syrie, les troupes de la France libre affrontent aux côtés des Britanniques les troupes fidèles à Vichy dans des combats meurtriers.

### L'Empire divisé
Dès l'été 1940, des territoires français de Pacifique, d'Asie, et d'Afrique subsaharienne passent dans le camp de la France libre. À l'automne 1940, l'intégralité de l'Afrique-Équatoriale française est dans le camp gaulliste, à l'exception du Gabon, que les Forces françaises libres et les Britanniques envahissent en novembre. Une tentative de débarquement à Dakar a cependant été repoussée en septembre : l'Afrique-Occidentale française demeure dans le camp vichyste. Le 24 décembre 1941, une escadre des Forces françaises libres, composée de trois corvettes et du croiseur sous-marin Surcouf, commandée par l'amiral Émile Muselier, partie de Halifax, au Canada, rallie aux Alliés le territoire de Saint-Pierre-et-Miquelon jusqu'alors soumis au régime de Vichy.
L'empire constituant le dernier vestige de la grandeur de la France, le régime de Vichy intensifie la propagande coloniale afin de s'assurer de la stabilité des colonies et de conquérir la jeunesse métropolitaine au travers de manifestations phares comme la semaine coloniale en 1941 et la quinzaine impériale en 1942.

### L'affaire Syrie-Liban (juin-juillet 1941)

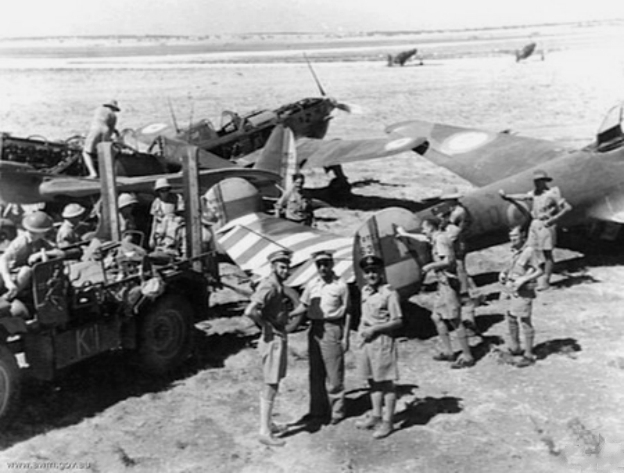
Avions vichystes saisis par des troupes australiennes en Syrie, juillet 1941.

La Syrie et le Liban sont des territoires placés sous tutelle française par un mandat de la SDN que les Français considèrent donc comme faisant partie de leur Empire. Début 1941, le général Henri Dentz, représentant de Vichy en Syrie, y commande une armée de 37 700 hommes dont 28 000 indigènes,. En s'en échappant quelques mois avant pour rejoindre les Forces françaises libres en Palestine, le général Edgard de Larminat n'a réussi à entraîner que 300 hommes.
Le 1er avril 1941, il se produit en Irak (pays sous influence britannique) un coup d'État anti-britannique soutenu par les services allemands. L'enjeu pétrolier est évidemment de première importance. Tout en négociant les protocoles de Paris dont l'un est relatif au Levant (nom alors donné au Moyen-Orient), Darlan, avec l'accord personnel du maréchal Pétain, approfondit la collaboration avec l'ennemi en lui accordant en Syrie un soutien technique, ainsi que la possibilité pour les avions de la Luftwaffe, d'utiliser les aérodromes de la Syrie pour aller bombarder les Britanniques en Irak. Darlan rencontre Hitler le 14 mai 1941, puis l'ambassadeur Otto Abetz avec lequel il signe les accords de Paris qui prévoient, entre autres, de façon explicite, l'utilisation des bases françaises en Syrie.
Cette situation nouvelle ne fait qu’aggraver l’inquiétude des Britanniques et des Américains. Lorsque les Britanniques en ont fini avec la rébellion de Rachid Ali al-Gillani en Irak, ils attaquent les forces françaises de la Syrie et du Liban le 8 juin 1941. 30 000 soldats britanniques épaulés par une division de Français libres attaquent les 37 700 hommes du général Dentz. Loin de se limiter à un « baroud d'honneur », les Français du général Dentz résistent. Les combats durent jusqu'au 14 juillet et se soldent par 1 066 tués et 5 400 blessés pour les Français du général Dentz, 650 tués et blessés pour les Français libres et 4 060 tués et blessés pour les Britanniques. Le gros des troupes regagne la France, mais, malgré la dureté des combats qui viennent de les opposer, 5 500 hommes se rallient à la France libre. Pourtant les Britanniques qui ne souhaitaient peut-être pas le maintien d'une force française importante au Moyen-Orient, avaient rendu difficile le contact entre officiers français libres et les prisonniers vichystes.

### L'Empire libéré
Ce n'est qu'après l'opération Torch, débarquement allié de novembre 1942 en Afrique française du Nord, que l'Afrique occidentale française et le Togo se rallient aux Alliés. L'amiral Darlan, conservé au pouvoir à Alger par les États-Unis, prétend gouverner l'Afrique française « au nom du Maréchal empêché », bien qu'étant désavoué par Vichy de manière répétée. Les lois de Vichy sont conservées. Après l'assassinat de Darlan, elles sont encore maintenues durant plusieurs mois par le général Henri Giraud, chef des forces françaises alliées en Afrique du Nord, mais sont ensuite progressivement abandonnées : les effigies de Pétain disparaissent peu à peu en Algérie. Avec la fusion en juin 1943 des forces de Charles de Gaulle et d'Henri Giraud — qui amène avec lui l'Afrique-Occidentale — l'ensemble de l'Empire est réunifié sous l'égide des forces de résistance. Vichy n'a plus d'Empire colonial, à l'exception de l'Indochine française, dirigée par le gouverneur Jean Decoux et soumise à une occupation par l'empire du Japon.

## La Résistance

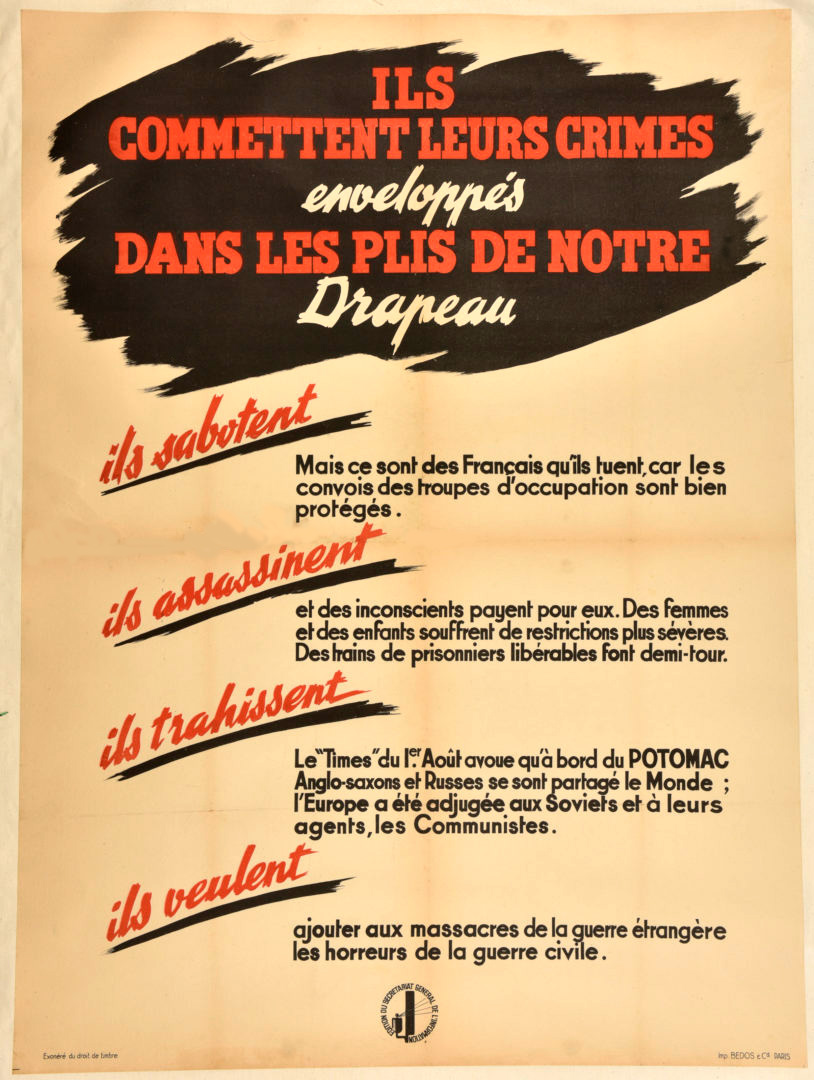
Affiche vichyste incriminant la Résistance.
Secrétariat général à l'information et à la propagande, imprimerie Bedos & Cie, Paris, vers 1943.

La « guerre franco-française » se déroule également en métropole. Elle voit s'affronter la Résistance intérieure (globalement ralliée au Général de Gaulle, mais en partie influencée par le Parti communiste, et qui s'étoffe considérablement à partir de 1943) et les autorités de Vichy, notamment la Milice française, créée en janvier 1943 pour lutter contre le « terrorisme », c'est-à-dire contre la Résistance, et qui opère sous les ordres des occupants.
Certains des premiers groupes de Résistance qui se sont développés en zone libre, comme le mouvement Combat d'Henri Frenay, ne s'opposent – dans un premier temps – pas à proprement parler au maréchal Pétain. En revanche, les mouvements Libération-Sud et Franc-Tireur, entre autres, sont eux dès le début très nettement anti-pétainistes. Les investigations policières restent discrètes, alors que dès 1940, la police de Vichy traque sans merci les militants communistes qui ne se sont pas encore engagés clairement dans la Résistance. Dans les divers camps d'internement contrôlés par le gouvernement français, l'historien Denis Peschanski ne relève pas de présence appréciable de détenus politiques français qui ne soient pas communistes : « Entre 1940 et 1942, le camp répressif fut largement à dominante anticommuniste ». Il n'empêche qu'au fur et à mesure que la Résistance monte en puissance, le gouvernement de Vichy est amené à faire respecter son autorité. Le retournement de l’opinion publique, patent depuis l’été 1942, monte en puissance et est évoqué jusque dans les colonnes de la presse vichyste.
La lutte contre la Résistance est l'une des principales missions de la Milice, créée le 30 janvier 1943 et dont le chef est Joseph Darnand. Ses effectifs atteignent 30 000 hommes. Mais seulement 6 000 sont actifs à un moment donné, en participant également, comme supplétifs des Allemands, à des opérations contre les maquis, notamment celui des Glières. Ils participent également à toutes sortes d'exactions et d'assassinats.
Jusqu'en juin 1944, selon l'historien et résistant Marcel Baudot, 2 000 Français réputés collaborateurs sont tués : ce sont des membres des partis collaborationnistes, comme le PPF ou la Milice, mais aussi des fonctionnaires de Vichy ou des individus accusés d'activité en faveur de l'occupant. 4 000 cas semblables sont dénombrés entre le 6 juin 1944 et la libération des différents départements concernés.
Les archives de la Milice ont été entièrement détruites et ne sont donc pas consultables.

## Les malades mentaux en France pendant le régime de Vichy
Le nombre des malades mentaux qui succombent à la dénutrition dans les hôpitaux psychiatriques en France, de 1940 à 1944, est de 40 000 selon Max Lafontet Lucien Bonnafé. Selon Claude Quétel et Olivier Bonnet, il serait plus proche de 50 000. Ces décès surviennent en grande majorité entre 1941 et 1943. Ce bilan s'explique par l'indifférence et l'oubli contre lesquels ne s'élèvent que de très rares et faibles protestations. Les artistes Sylvain Fusco, Léona Delcourt, Séraphine de Senlis et Camille Claudel font partie de ces victimes.

## La fin du régime de Vichy
Pour les Français, 1944 est une année de nouveaux bouleversements. Des bombardements, causant de nombreux morts civils, précèdent et accompagnent les deux débarquements de Normandie (6 juin) et de Provence (15 août). Au sud et au nord du pays, les Alliés occidentaux, dont l'Armée française de la Libération, chassent progressivement les occupants nazis qui entraînent dans leur retraite les autorités vichystes. Une épuration, judiciaire et extrajudiciaire, frappe pendant et après la Libération les collaborateurs et les cadres du gouvernement de Vichy.

### Débarquements et Libération
Les forces Alliées, aidées par la Résistance intérieure française, repoussent peu à peu les Allemands, tandis que la Milice française combat la Résistance. Créé le 3 juin 1944,, quelques jours avant le débarquement des Alliés, le Gouvernement provisoire de la République française (GPRF) installe son autorité sur le territoire libéré dans les semaines suivant la bataille de Normandie, et se substitue progressivement dans les faits au régime de Vichy. Ce dernier, né de la défaite de la France en 1940, menant une politique répressive et réactionnaire parallèlement à une collaboration avec l'occupant, s’est progressivement discrédité à l’égard de la population civile.
Malgré cela, les autorités de Vichy, adoptant une façade de neutralité, tentent de détourner les Français de la résistance : « Nous ne sommes pas dans la guerre », déclare Pétain en demandant aux fonctionnaires de demeurer à leurs postes. En son nom, l'amiral Auphan essaye de prendre contact avec les Alliés et même avec de Gaulle. Il est éconduit pendant que Laval est à la recherche de solutions parlementaires et invente des combinaisons politiques où Henri Queuille serait à l'Élysée et Herriot à Matignon.

### Ordonnance d'août 1944et départ de Pétain
Par son ordonnance du 9 août 1944, toujours en vigueur, relative au rétablissement de la légalité républicaine sur le territoire continental, le GPRF affirme la permanence en droit de la République française et nie toute légitimité au gouvernement de Vichy et de ses actes (constitutionnels ou pas).
L’article premier précise :

« La forme du gouvernement de la France est et demeure la République. En droit, celle-ci n'a pas cessé d'exister. »

D’où découle l’article deux :

« Sont en conséquence, nuls et de nul effet tous les actes constitutionnels, législatifs ou réglementaires, ainsi que les arrêtés pris pour leur exécution, sous quelque dénomination que ce soit, promulgués sur le territoire continental postérieurement au 16 juin 1940 et jusqu'au rétablissement du Gouvernement provisoire de la République française. […] »

L’article sept de l’ordonnance décrit le régime de Vichy comme « l’autorité de fait se disant « gouvernement de l’État français » », lui niant toute forme de légalité.

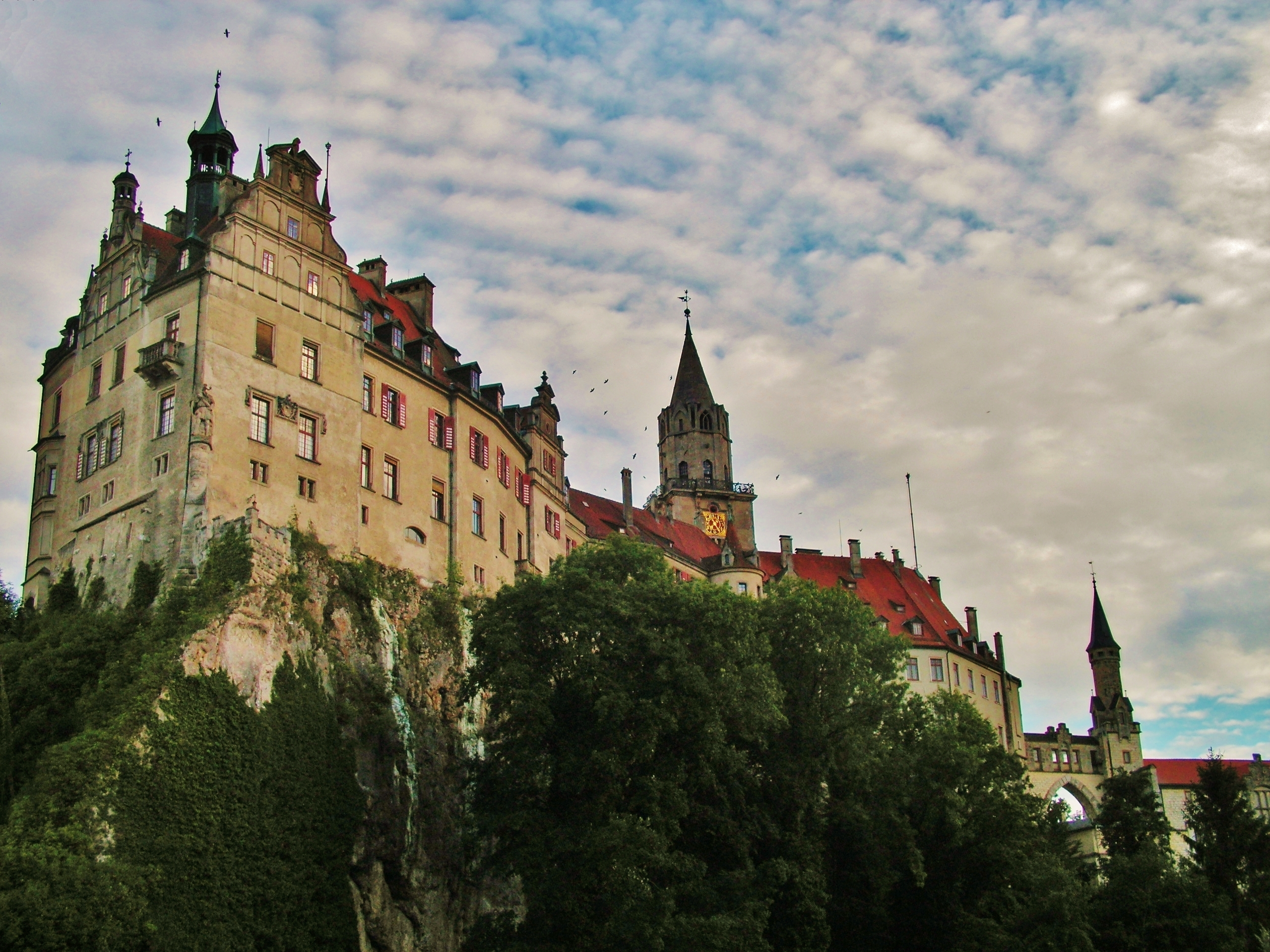
Vue extérieure du château de Sigmaringen.

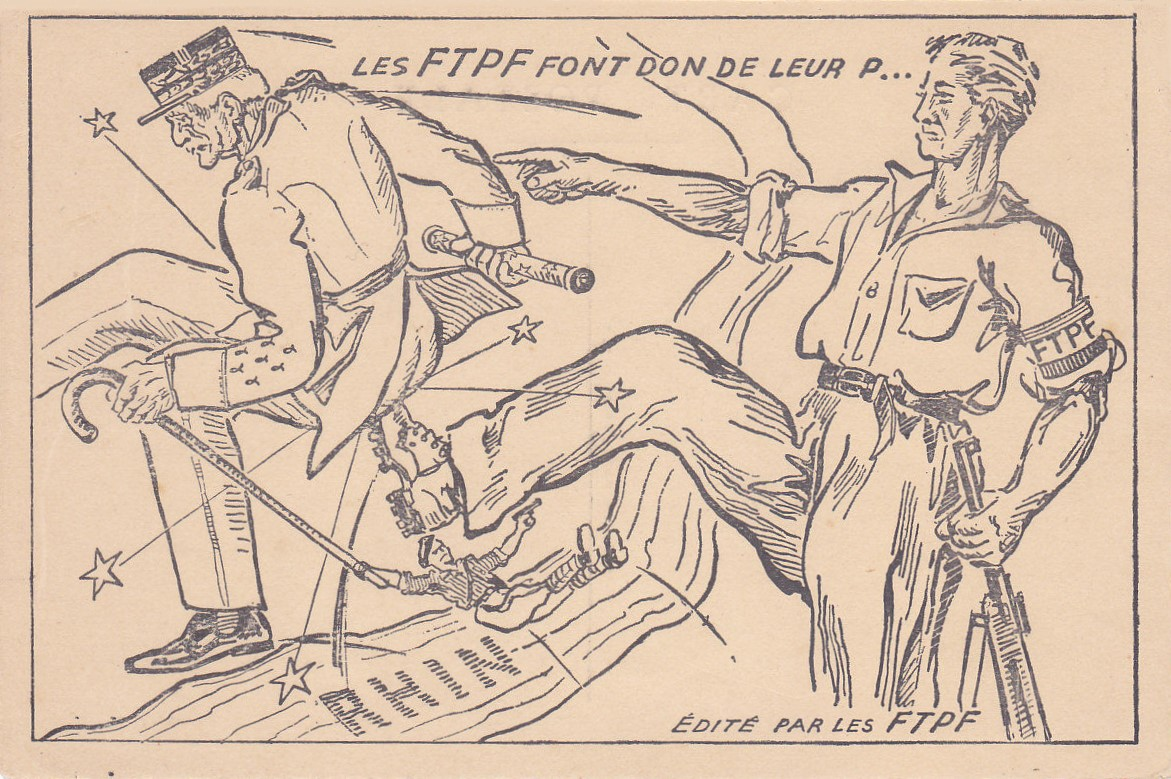
Les Francs-tireurs et partisans français font don de leur p…
Un membre des FTPF expédie Pétain, à coup de pied au derrière, vers l'autre rive du Rhin tandis qu'un minuscule milicien s'agrippe à la canne du maréchal.
Carte postale éditée par les FTPF, vers 1944.

Laval tient, le 17 août, à Paris, un simulacre de Conseil avec cinq ministres. Il se démet de ses fonctions et est conduit à Belfort par les Allemands. Ceux-ci, le même jour, en la personne de Cecil von Renthe-Fink, ministre délégué, demandent à Pétain de se laisser transférer en zone nord. Celui-ci refuse et demande une formulation écrite de cette exigence. Von Renthe-Fink renouvelle sa requête par deux fois le 18, puis revient à l'hôtel du Parc, résidence du Maréchal, le 19, à 11 h 30, accompagné du général von Neubroon qui indique qu'il a des « ordres formels de Berlin ». Le texte écrit est soumis à Pétain : « Le gouvernement du Reich donne instruction d’opérer le transfert du chef de l’État, même contre sa volonté ». Devant le refus renouvelé du maréchal, les Allemands menacent de faire intervenir la Wehrmacht pour bombarder Vichy. Après avoir pris à témoin l'ambassadeur de Suisse, Walter Stucki, du chantage dont il est l’objet, Pétain se soumet, et « […] lorsqu'à 19 h 30 Renthe-Fink entre dans le bureau du Maréchal avec le général von Neubronn, le chef de l’État est en train de surveiller la confection de ses valises et de ranger ses papiers ». Le lendemain, il est emmené contre son gré au château de Morvillars à côté de Belfort, puis en Allemagne,. Il arrive le 8 septembre au château de Sigmaringen (Bade-Wurtemberg) où sont regroupés un certain nombre de rescapés du régime de Vichy et de la collaboration, dont Laval. Le départ de Pétain le 20 août, puis la libération de Paris le 25, achèvent de consommer la disparition du régime de Vichy.
Les Américains menacent de mettre la France sous administration militaire. De Gaulle parvient à retourner la situation. Lorsqu'il arrive le 14 juin à Bayeux, il est accueilli par les ovations de la foule, prononce son premier discours sur le sol de métropole libéré et y installe un commissaire de la République. Par la suite de Gaulle se rend dans Paris libéré par les Résistants et la division Leclerc, et y reçoit un bain de foule triomphal. Son gouvernement provisoire est enfin reconnu par tous les Alliés le 23 octobre, et Roosevelt renonce définitivement à l’installation en métropole libérée d’un gouvernement militaire de l'AMGOT – certains historiens estiment même que les Américains n'y avaient jamais vraiment songé aussi sérieusement qu'il a longtemps été cru. De Gaulle rend alors visite au président américain, qui affecte d’avoir abandonné ses préventions à son égard.
La France, libérée et à nouveau souveraine, reprend sa place dans le camp allié, et les préfets vichystes n’ayant fait aucune difficulté pour passer leurs pouvoirs aux nouveaux commissaires de la République, l’administration se rallie en bloc au nouveau gouvernement provisoire sans secousses majeures.
Lors de la libération de la France en août 1944, le général de Gaulle, président du Gouvernement provisoire de la République française (GPRF), refuse d'accéder aux demandes de ceux, dont Georges Bidault alors président du Conseil national de la Résistance, qui le pressaient de « rétablir la République », leur signifiant qu'elle n'avait jamais cessé d'exister car ayant toujours considéré l’« État français » comme illégitime : « La République n'a jamais cessé d'être. La France libre, la France combattante, le Comité français de libération nationale l'ont tour à tour incorporée. Vichy fut toujours et demeure nul et non avenu. Moi-même suis le président du gouvernement de la République. Pourquoi irais-je la proclamer ? »,.
Un gouvernement vichyste en exil, la Commission gouvernementale de Sigmaringen, dirigée par Fernand de Brinon et dominée par des personnalités très engagées dans la Collaboration comme Marcel Déat existe à Sigmaringen de septembre 1944 jusqu'en avril 1945 mais sans réel pouvoir d'action. Pétain ainsi que Laval, qui se considèrent comme prisonniers des Allemands, n'y participent pas. Les troupes françaises entrent dans Sigmaringen le 23 avril 1945, mettant un terme à l'existence de ce gouvernement en exil.
Un certain nombre de cadres et de personnalités politiques du régime de Vichy sont condamnés après le conflit mondial ; plusieurs dizaines de milliers de personnes sont convaincues du crime d'indignité nationale, créé par ordonnance du GPRF. Pierre Laval est condamné à mort pour haute trahison et fusillé le 15 octobre 1945. Philippe Pétain, lui aussi condamné à mort, voit, en raison de son grand âge, sa peine commuée par le général de Gaulle en emprisonnement à perpétuité.

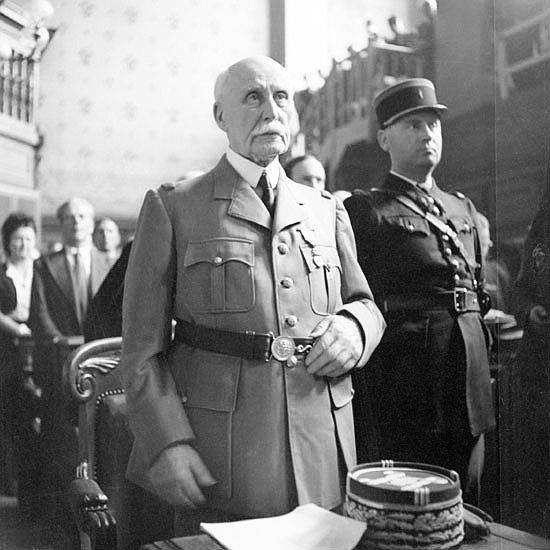
Philippe Pétain durant son procès en juillet 1945.
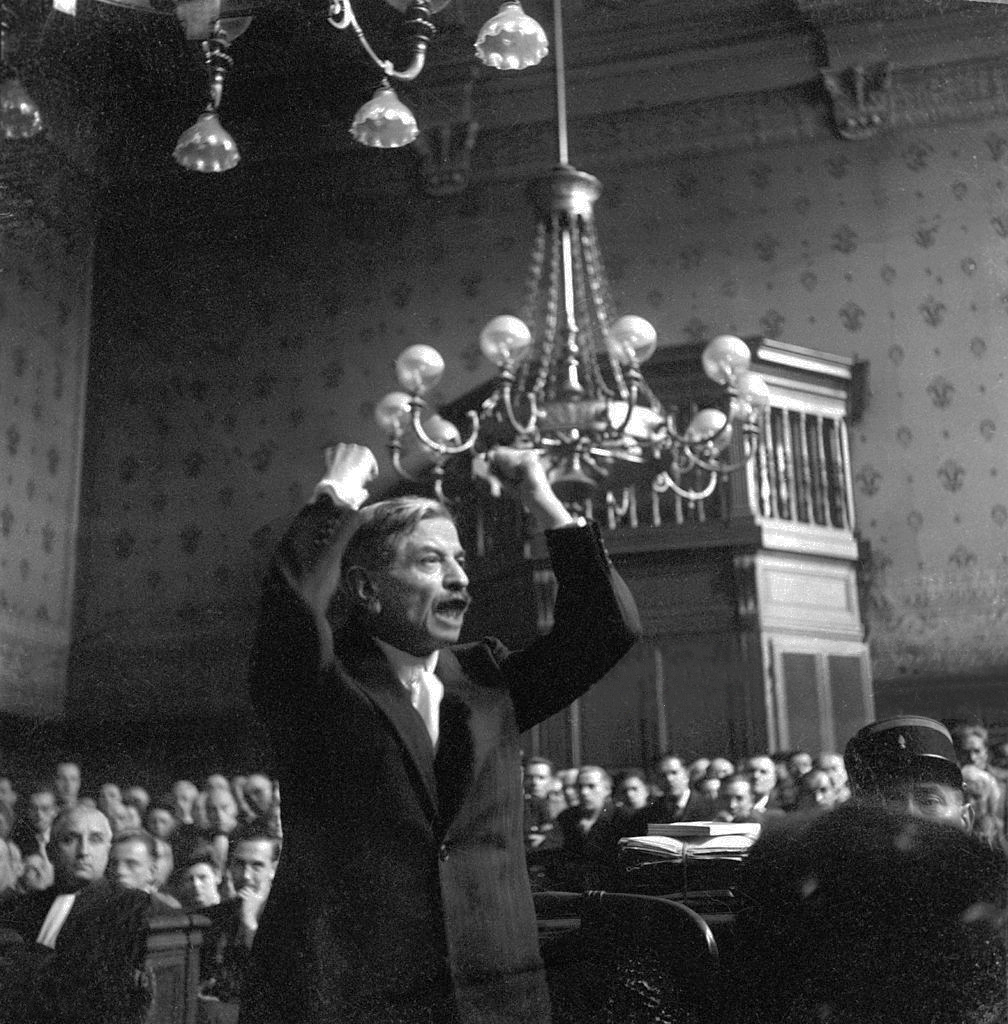
Pierre Laval durant son procès en octobre 1945.

## Postérité du régime de Vichy
Bien qu'au lendemain de la libération, la République française déclara que « sont, en conséquence, nuls et de nul effet tous les actes constitutionnels, législatifs ou réglementaires » élaborés sous Vichy, plusieurs mesures prises durant cette période sont demeurées par la suite car l'ordonnance du 9 août 1944 relative au rétablissement de la légalité républicaine sur le territoire continentalprécise que « cette nullité doit être expressément constatée », :
- la carte nationale d'identité (obligatoire jusqu'au 22 octobre 1955[208])[209] ;
- prémisses de la retraite par répartition[210]
- la Police nationale créée le 23 avril 1941 ;
- création du Service National des Statistiques (SNS), remplacé par l'INSEE en 1946 (mais il existait déjà auparavant la Statistique générale de la France) ;
- la première publication du code officiel géographique (juin 1941) ;
- le passage à l'heure UTC+01:00, ce qui avait fait passer la France à l'heure de Berlin ;
- le développement de la fête des Mères ;
- la loi de non-assistance à personne en danger ;
- la sirène du 1er mercredi du mois, à midi[réf. nécessaire] ;
- le menu au restaurant proposant un plat du jour à prix fixe[réf. nécessaire] ;
- l'obligation de paiement par chèque ou virement pour certaines opérations ;
- la gratuité des chèques[réf. nécessaire] ;
- le sport au baccalauréat ;
- la systématisation des appellations d'origine contrôlée ;
- le Conseil de l'Ordre des médecins, l'ordre des architectes ;
- la généralisation du permis de construire (loi du 15 juin 1943) ;
- les principes de l'ordonnance de 1945[réf. nécessaire] ;
- la licence IV pour la vente d'alcool.

Plusieurs mesures seront abrogées puis revalidées à la Libération, le général de Gaulle estimant que « les doctrines sociales de la révolution nationale, organisation corporative, charte du travail, privilèges de la famille, comportaient des idées qui n'étaient pas sans intérêt »[réf. non conforme] :
- les restaurants d'entreprise et les tickets-restaurants (14 décembre 1942[réf. nécessaire])
- le découpage territorial de nos régions, selon les normes "scientifiques" du géographe nazi Walter Christaller[212][citation nécessaire]
- le numéro de sécurité sociale, initialement numéro d'inscription au répertoire des personnes physiques[213]

## Archives
La question des archives de Vichy et, plus largement, de la Seconde Guerre mondiale a pu susciter quelques interrogations, controverses et une certaine lenteur de l'État à déclassifier certains documents (ainsi, par exemple, la controverse à propos du fichier Tulard, fichier répertoriant les juifs de la région parisienne). Le 24 décembre 2015, un arrêté du gouvernement Valls II « portant ouverture d'archives relatives à la Seconde Guerre mondiale » a institué une dérogation générale concernant les archives de Vichy, permettant ainsi à tout citoyen (et non plus seulement à des chercheurs dont la demande de consultation est acceptée par l'administration) à consulter les archives classifiées, ceci avant l'expiration des délais légaux fixés à 75 ans. Ceci concerne en particulier les archives des différentes juridictions et de la police. Une circulaire du 2 octobre 1997 relative à l'accès aux archives publiques de la période 1940-1945 avait initié cette politique d'ouverture.

## Repères chronologiques

### 1940
- 14 juin 1940 : les Allemands entrent dans Paris, le Gouvernement part se réfugier à Bordeaux.
- 17 juin 1940 : Philippe Pétain forme un gouvernement et demande les conditions de l'armistice.
- 18 juin 1940 : appel du général de Gaulle, à la radio de la B.B.C. de Londres.
- 22 juin 1940 : signature de la convention d'armistice franco-allemande à Rethondes dans le wagon où avait été signé l'armistice du 11 novembre 1918 ; le 25, signature de l'armistice franco-italien.
- 3-8 juillet 1940 : opération Catapult ; le 3, les Britanniques saisissent tous les navires français réfugiés en Grande-Bretagne ; le 3 et le 6, une escadre française composée notamment de 2 croiseurs de bataille et de 2 cuirassés est attaquée à Mers el-Kébir, le cuirassé Bretagne est coulé, le cuirassé Provence et le croiseur de bataille Dunkerque plus le contre-torpilleurs Mogador sont mis hors de combat. 1 297 marins français sont tués ; l’escadre française se trouvant à Alexandrie est immobilisée et neutralisée ; le 8, à Dakar, le cuirassé Richelieu est torpillé, et immobilisé.
- 10 juillet 1940 : à Vichy, vote par le Parlement de la Loi constitutionnelle du 10 juillet 1940 qui donne les pleins pouvoirs constituants à Philippe Pétain, président du Conseil, substituant l’État Français à la République française.
- 11 juillet 1940 : promulgation des actes constitutionnels fondant l’« État français ».
- 12 juillet 1940 : Pierre Laval vice-président du Conseil.
- 17 juillet 1940 : loi excluant de la fonction publique tous ceux qui ne possèdent pas la nationalité française « à titre originaire, comme étant nés de père français »[215].
- 22 juillet 1940 : loi portant révision des naturalisations obtenues depuis 1927.
- 3 octobre 1940 : statut des Juifs en Conseil des ministres (Journal officiel du 18 octobre).
- 24 octobre 1940 : entrevue de Montoire (rencontre Hitler-Pétain à Montoire-sur-le-Loir).
- 30 octobre 1940 : discours de Pétain appelant à la collaboration[216].
- 13 décembre 1940 : Laval, démissionné, n’est pas remplacé. Pierre-Étienne Flandin devient ministre des Affaires étrangères.

### 1941
- 9 février 1941 : Flandin remplacé par l'Amiral de la flotte François Darlan comme vice-Premier ministre et ministre des Affaires étrangères.
- 8 juin-11 juillet : les Britanniques et les Forces françaises libres envahissent les territoires sous mandat français du Liban et de Syrie.
- loi du 21 juin 1941 « réglant les conditions d’admission des étudiants juifs dans les établissements d’enseignement supérieur ».
- 18 juillet 1941 : Pierre Pucheu devient ministre de l'Intérieur.
- 4 octobre 1941 : la Charte du travail du 4 octobre 1941 est promulguée par l’État français ; elle instaure des corporations par branches d'activité, dissout les syndicats et interdit les grèves.
- 20 octobre 1941 : attentat à Nantes contre un officier allemand, Karl Hotz. En représailles, les Allemands fusillent 48 otages deux jours plus tard à Châteaubriant.

### 1942
- 27 mars 1942 : le premier convoi de Juifs quitte Drancy pour rejoindre les camps de concentration nazis.
- 18 avril 1942 : remplacement de Darlan par Laval. Celui-ci prend le titre officiel de chef du gouvernement de Vichy. René Bousquet secrétaire général à la police, membre du Gouvernement[70].
- 5 mai 1942 : débarquement britannique à Diégo-Suarez (Madagascar), les combats avec les forces françaises obéissant à Vichy cesseront le 8 novembre.
- 2 juillet 1942 : accords Bousquet-Oberg de collaboration policière.
- 16 et 17 juillet 1942 : rafle du Vel' d'Hiv.
- 19 août 1942 : débarquement anglo-canadien sur la plage de Dieppe. C'est l'opération Jubilée, destinée à tester les défenses allemandes.
- 23 octobre-3 novembre 1942 : défaite du maréchal Rommel à la bataille d'El-Alamein, point extrême de l'avance italo-allemande vers le canal de Suez, début de la retraite de l'Afrikakorps vers la Tunisie.
- 8-11 novembre 1942 : opération Torch (débarquement anglo-américain en Algérie et au Maroc).
- 11 novembre 1942 : la Wehrmacht envahit la zone sud, non occupée, et occupe Tunis et Bizerte, sans combats.
- 19 novembre 1942 : l'armée d'Afrique reprend le combat contre les Allemands en Tunisie, à Medjez el-Bab.
- 27 novembre 1942 : sabordage de la flotte française à Toulon et dissolution de l'armée de l'Armistice.
- 7 décembre 1942 : ralliement de l'Afrique occidentale française aux Alliés.
- 24 décembre 1942 : l'amiral François Darlan est assassiné à Alger par le jeune monarchiste Fernand Bonnier de La Chapelle.

### 1943
- 30 janvier 1943 : création de la Milice française.
- mars 1943 : ralliement de la Guyane française aux Alliés.
- 13 mai 1943 : reddition des forces de l'Axe en Tunisie.
- 24 mai 1943 : mort du premier milicien tué par la Résistance.
- 31 mai 1943 : l'escadre française immobilisée à Alexandrie se rallie aux forces navales française d'Afrique.
- 15 juillet 1943 : les Antilles françaises se rallient à la France libre.
- 5 octobre 1943 : la Corse devient la première région française métropolitaine libérée par l'armée française de la Libération.

### 1944
- 1er janvier 1944 : Darnand nommé secrétaire général au maintien de l'ordre.
- 6 juin 1944 : jour-J : l'opération Overlord est lancée par les Alliés pour débarquer en Normandie (D Day).
- 15 août 1944 : débarquement franco-américain en Provence (opération Dragoon).
- 20 août 1944 : Pétain est transféré contre son gré par les Allemands à Belfort, puis à Sigmaringen, en Allemagne, le 8 septembre[1].
- 19 août 1944 - 25 août 1944 : insurrection et libération de Paris par la 2e division blindée du général Leclerc.
- 26 août 1944 : le général de Gaulle est à Paris. Il défile triomphalement sur les Champs-Élysées.
- 23 novembre 1944 : Leclerc libère Strasbourg avec la 2e division blindée.